# Ronchamp
Ne doit pas être confondu avec Ronchamps ou Ronchampay.
Cet article possède des paronymes, voir Ronchis, Ronchin et Ronchaux.
Vous lisez un « article de qualité » labellisé en 2020.
Ronchamp est une commune française située dans le département de la Haute-Saône, la région culturelle et historique de Franche-Comté et la région administrative Bourgogne-Franche-Comté. Elle est le siège de la communauté de communes Rahin et Chérimont.
Peuplée par 2 847 habitants en 2022, la commune est composée d'un bourg centre et de plusieurs hameaux situés dans une région particulièrement vallonnée, les Vosges saônoises. Son altitude varie de 353 mètres au centre-ville à 790 mètres en forêt d'Arobert. Elle est traversée par le Rahin ainsi que par deux autres cours d'eau de taille plus modeste : le Rhien et le Beuveroux.
Le territoire de Ronchamp est occupé dès le IVe siècle av. J.-C. par une tribu gauloise. Les premières mentions de la cité actuelle et de son château remontent au XIIIe siècle. Très marquée par la Seconde Guerre mondiale, Ronchamp a reçu le 11 novembre 1948 la croix de guerre 1939-1945.
Au cœur du modeste bassin minier de Ronchamp et Champagney, Ronchamp est connue pour son riche passé industriel d'exploitation charbonnière. La houille y est exploitée du XVIIIe au XXe siècle, ce qui favorisa pleinement l'économie locale et modela ainsi un patrimoine architectural et paysager important (puits de mine, terrils, cités minières et bâtiments divers). Cette période est marquée par une importante immigration de mineurs polonais venus travailler dans les mines dans les années 1920. Onze puits sont recensés à Ronchamp parmi lesquels deux sont devenus des sites touristiques : le puits Sainte-Marie avec son chevalement et le puits de l'Étançon qui fait partie du circuit historique et minier des affleurements avec d’autres vestiges. Le musée de la mine Marcel-Maulini est créé en 1976 pour retracer l'histoire de la mine.
Le monument le plus célèbre de la commune est la chapelle Notre-Dame du Haut, l'une des œuvres majeures de l'architecture sacrée du XXe siècle. Classée au patrimoine mondial de l'UNESCO, elle est construite en pierre et en béton de 1953 à 1955 sur les plans de l'architecte franco-suisse Le Corbusier au sommet de la colline de Bourlémont (474 m) qui surplombe le centre-ville.
La commune est par ailleurs classée station verte, un label d'écotourisme et fait partie de l'association des communes minières de France.

## Géographie

### Localisation
Ronchamp est située à l'est de la Haute-Saône, dans le nord-est de la région Bourgogne-Franche-Comté.
Par la route, Ronchamp est distante de 20 kilomètres de Belfort, 22 kilomètres de Luxeuil-les-Bains, 30 kilomètres de Montbéliard, 45 kilomètres de la préfecture départementale Vesoul et 65 kilomètres de Mulhouse,.
La localité se trouve dans le pays des Vosges saônoises, territoire aux paysages variés comprenant des plaines légèrement vallonnées, des collines et des montagnes. C'est un territoire particulièrement boisé, parsemé de plusieurs lacs et étangs, en particulier sur le plateau des Mille Étangs situé à quelques kilomètres au nord de Ronchamp,.

Carte du territoire de Ronchamp dans le périmètre rouge, au côté des communes de Champagney et de Magny-Danigon qui formaient un bassin minier pendant deux siècles (1757-1958).

### Communes limitrophes
Le territoire de la commune est limitrophe de ceux de sept communes :
| Saint-Barthélemy | Fresse        | Plancher-Bas |
| Malbouhans       | Ronchamp      | Champagney   |
| La Côte          | Magny-Danigon |              |

### Topographie

Carte topographique simplifiée de Ronchamp, Champagney et Magny-Danigon.

Carte topographique de la colline de Bourlémont, du centre-ville et des environs.

La superficie de Ronchamp est de 2 354 hectares,, ce qui est bien plus important que l'aire moyenne — 1 490 hectares — d'une commune en France métropolitaine.
Ronchamp se situe dans les Vosges saônoises, une région vallonnée. L'essentiel des habitations se trouvent dans une petite vallée où coule le Rahin ; le nord est limité par les premiers contreforts des Vosges (Mont de Vannes, Plainet) et le sud est bordé par les collines du Chérimont. D'une superficie de 2 354 hectares dont 1 648 de forêts, le territoire de la commune se trouve sur les contreforts des Vosges saônoises, au nord, pour s'ouvrir sur une plaine, à l'Ouest,.
Son altitude varie entre 320 et 790 mètres, soit un dénivelé de 470 mètres. L'altitude du centre-ville est de 353 mètres. La colline de Bourlémont, où est érigée la chapelle Notre-Dame du Haut, s'élève à 474 mètres. Le point culminant du territoire communal est situé juste en dessous du roc du Plainet (dont le sommet se trouve à Fresse et atteint 807 mètres), en forêt communale et dans les premiers contreforts du massif des Vosges. Du fait de son altitude et de ses pentes, la commune de Ronchamp est classée « commune de montagne » par le règlement européen du 17 mai 1999. Ronchamp est incluse dans le périmètre du parc naturel régional des Ballons des Vosges.

Paysages de Ronchamp.
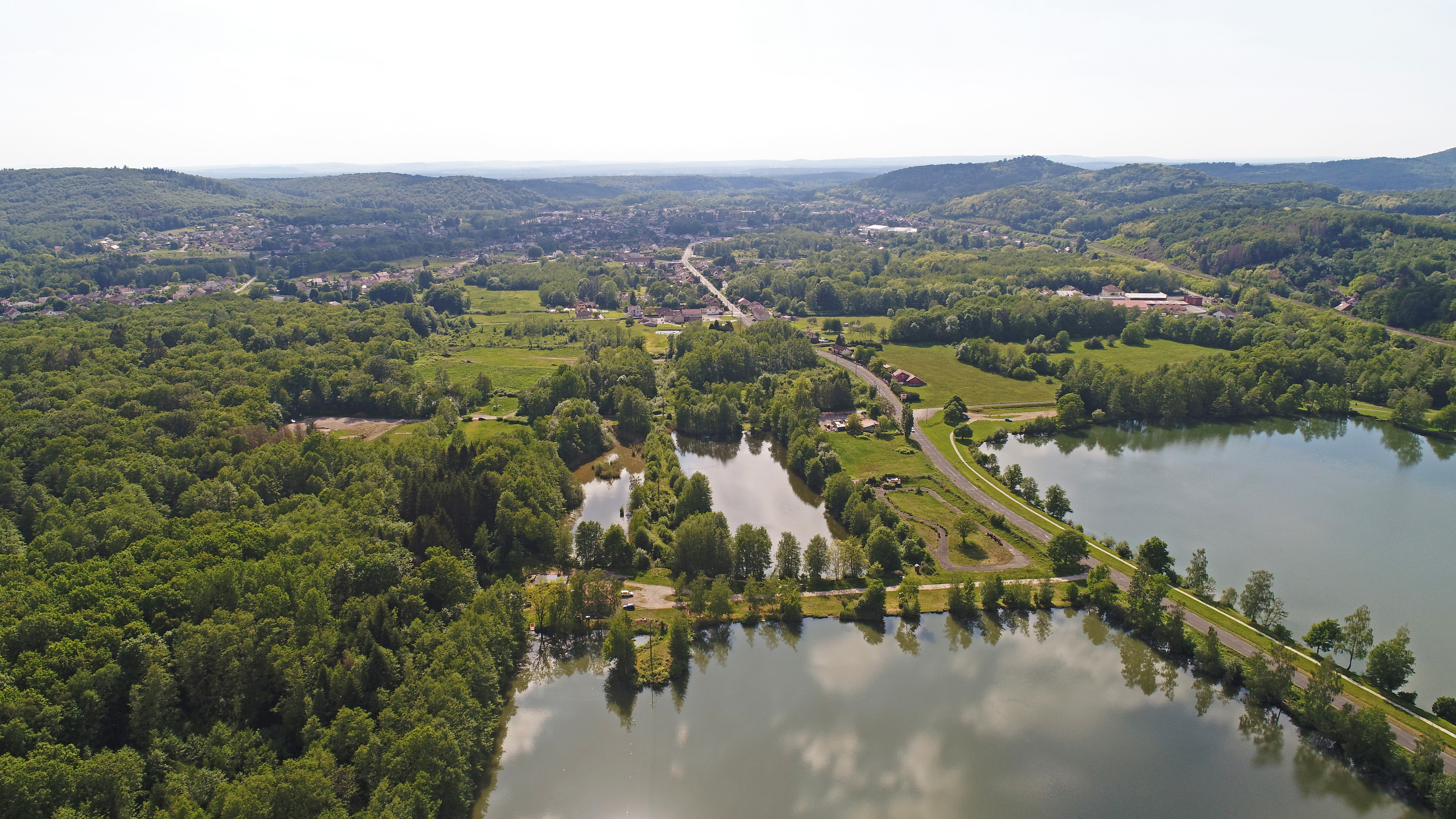
L'agglomération de Ronchamp entre deux massifs collinéens.
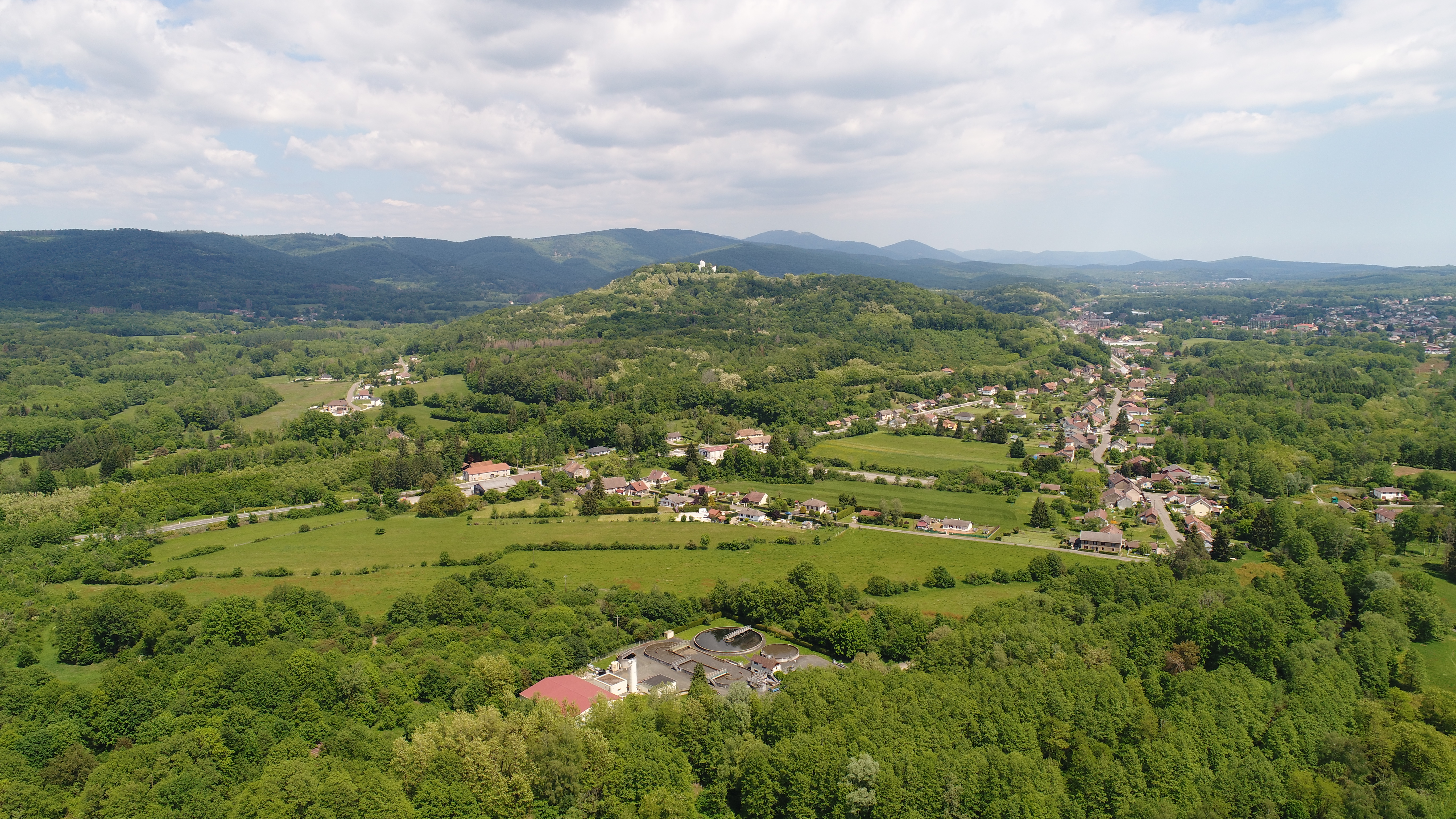
La colline de Bourlémont et le massif des Vosges.
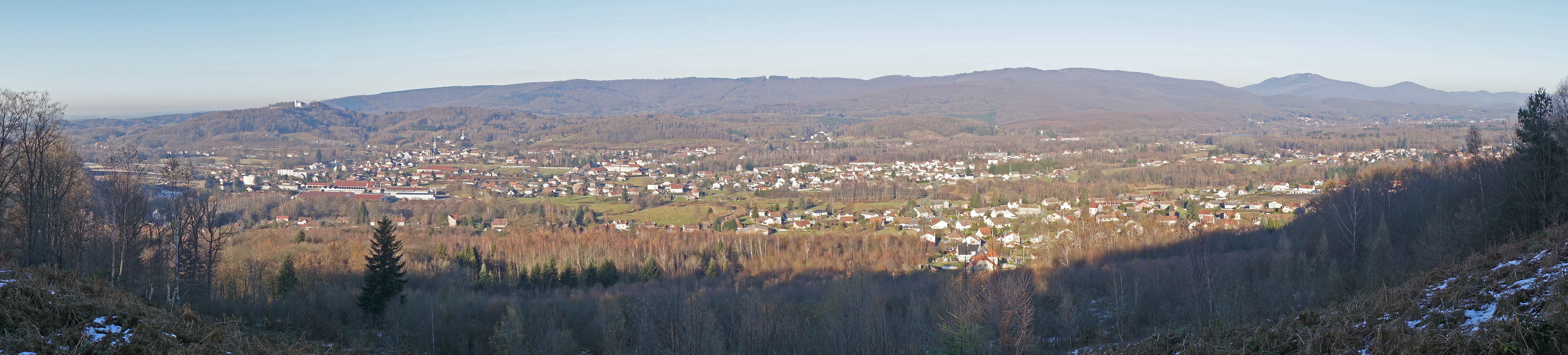
Vue générale du paysage et de l'implantation de Ronchamp depuis le balcon d'Ébouet.

### Géologie

Carte géologique simplifiée de Ronchamp et du bassin minier.
Bourgs et limites communales
Dévono-Dinantien (hK3)
Stéphanien (h5)
Affleurement houiller du Stéphanien (h5A)
Viséen (ha)
Conglomérats de l'Autunien (r)
Silts et pélites rouges (rE)
Zone limite violette (t2A)
Grès et argiles du Buntsandstein (t2b)
Grès et argiles du Buntsandstein supérieur (t2c)
Dépôts morainiques (Gx)
Formations fluvio-glaciaires würmiennes (FGy)
Alluvions anciennes de basses terrasses (Fy)
Colluvions (C)
Filons de quartz dans les failles (Q)
- Failles

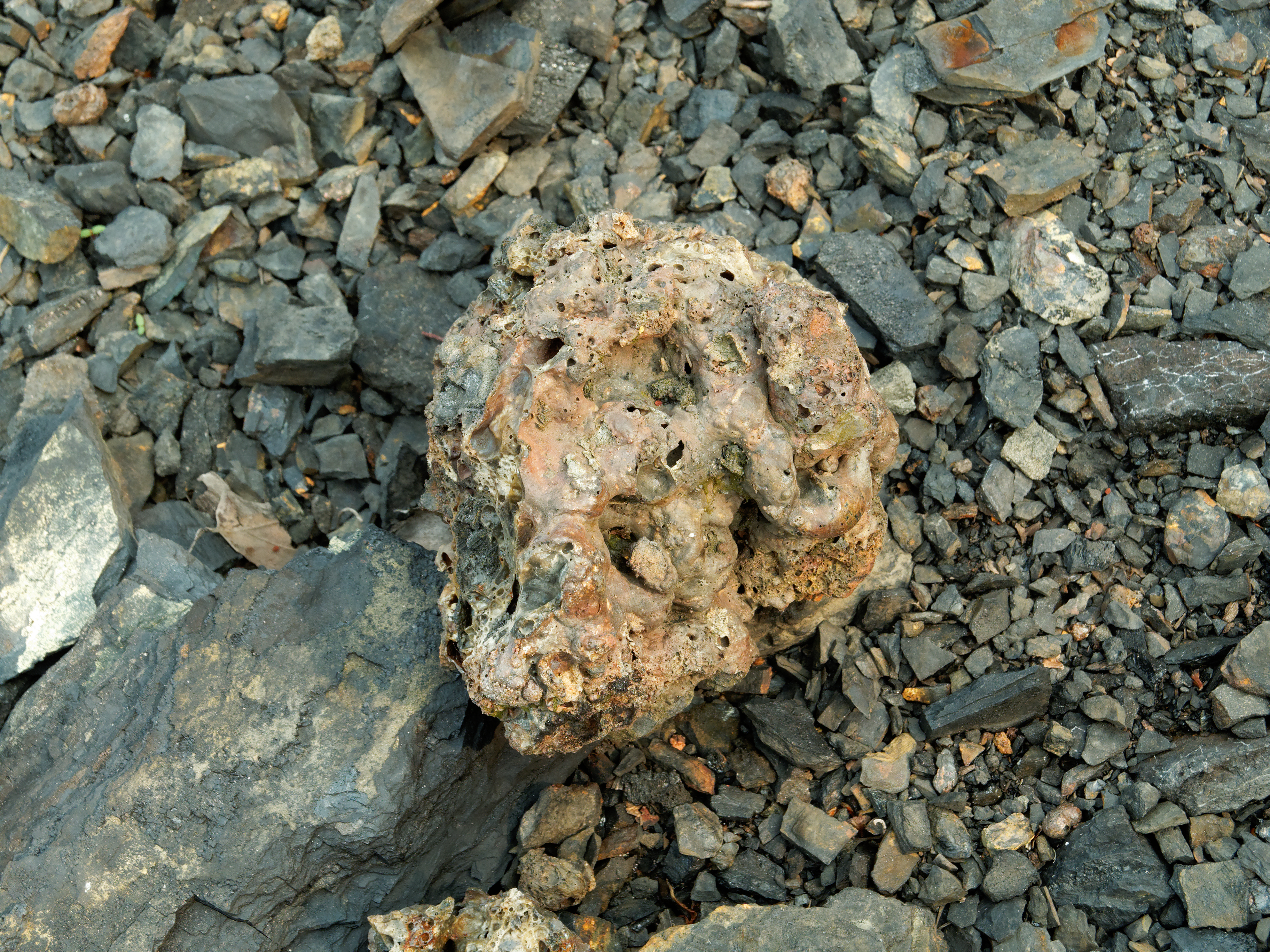
Exemple de roches constituant les terrils de Ronchamp.

Ronchamp est construite sur le plateau de la Haute-Saône, elle est limitrophe de la dépression sous-vosgienne et s'appuie sur le versant méridional du massif des Vosges.
Au nord, la commune repose en partie sur un sol daté du Viséen (ha) ou, de manière plus imprécise, du dévono-dinantien (hK3), puis vient le bassin houiller sous-vosgien (h5), dont le gisement qui s'étend jusqu'à Mulhouse et Thann ; il est composé de deux couches de charbon (dont l'épaisseur varie de quelques centimètres à trois mètres) s'inscrivant dans un quadrilatère de cinq kilomètres de long sur deux kilomètres de large. Ce gisement est recouvert par du grès rouge et divers types d'argiles du Permien (Autunien) sur plusieurs centaines de mètres (r) mais il affleure à la limite entre les communes de Ronchamp et de Champagney (h5A). Près de Mourière s’étend également un bassin secondaire.
Les terrils recèlent de nombreux fossiles témoignant de l'époque du Carbonifère dont la particularité est de regrouper à la fois des plantes vivant dans un environnement sec et montagnard (Épine noire, Fougères, Cordaites et les premières plantes à fleurs qui sont présentes uniquement dans les couches les plus récentes) et dans des milieux de plaines marécageuses (renoncule flottante, Lepidodendron, sigillaire, Calamites, Sphenophyllum) ainsi que des poissons d'eau douce témoignant d'un milieu aquatique. Les terrains carbonifères et permiens sont sillonnés de petites failles ouest-est signalées par des filons de quartz (Q).

La formation du gisement houiller de Ronchamp.
Coupe du gisement houiller entre Ronchamp et Courmont, avec le puits Arthur-de-Buyer (Magny-Danigon).

Au sud, le bourg de Ronchamp est édifié dans une dépression remplie des dépôts morainiques datant de la glaciation de Würm, occupant l'extrême sud de la commune et dans laquelle coule le Rahin alors que le lit terminal du Rhien est tapissé d'alluvions modernes du Quaternaire (Fz),.

### Hydrographie
Ronchamp est traversée par trois cours d'eau. Le plus important, passant par le centre, est le Rahin, qui prend sa source non loin du col du Stalon, entre le ballon de Servance et le ballon d'Alsace,. Il existe également deux ruisseaux de taille secondaire : le Rhien et le Beuveroux qui confluent tous les deux dans le Rahin sur le territoire communal. Tous alimentent le Rhône par l'Ognon, puis la Saône.
La commune comporte plusieurs étangs qui sont tous artificiels (anciennes sablières, réservoirs d'eau en cas d'incendie ou résurgences d'eaux de mines). Les étangs sont un élément important du paysage dans l'est de la Haute-Saône et du Territoire de Belfort, où ils ont longtemps fourni le poisson consommé dans la région. La grande rigole d'écoulement, qui permet d'évacuer les eaux de mines issues de l'exhaure puis les eaux d’infiltrations, passe au nord de la commune et alimente l'étang Fourchie.

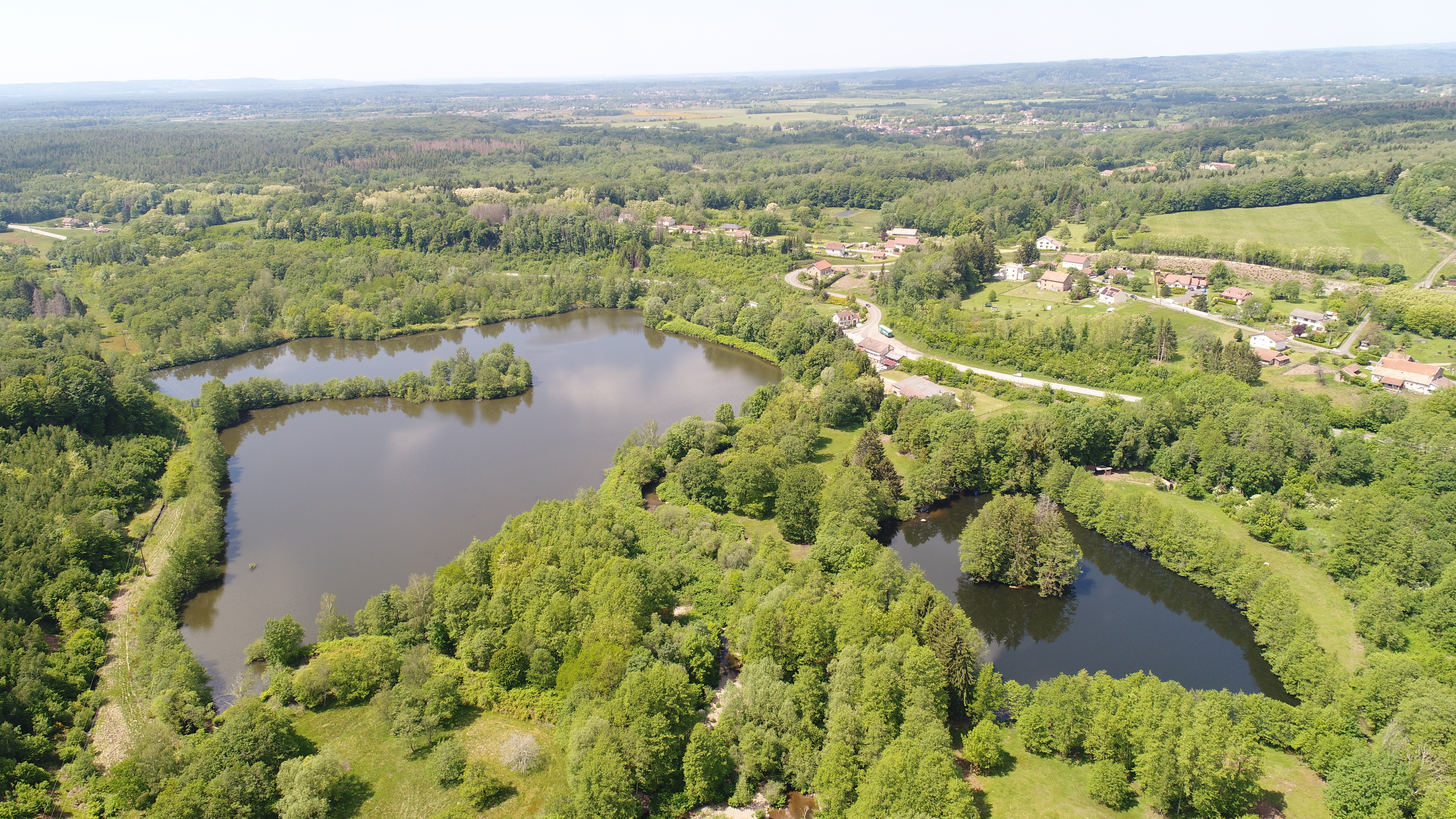
Les anciennes sablières.
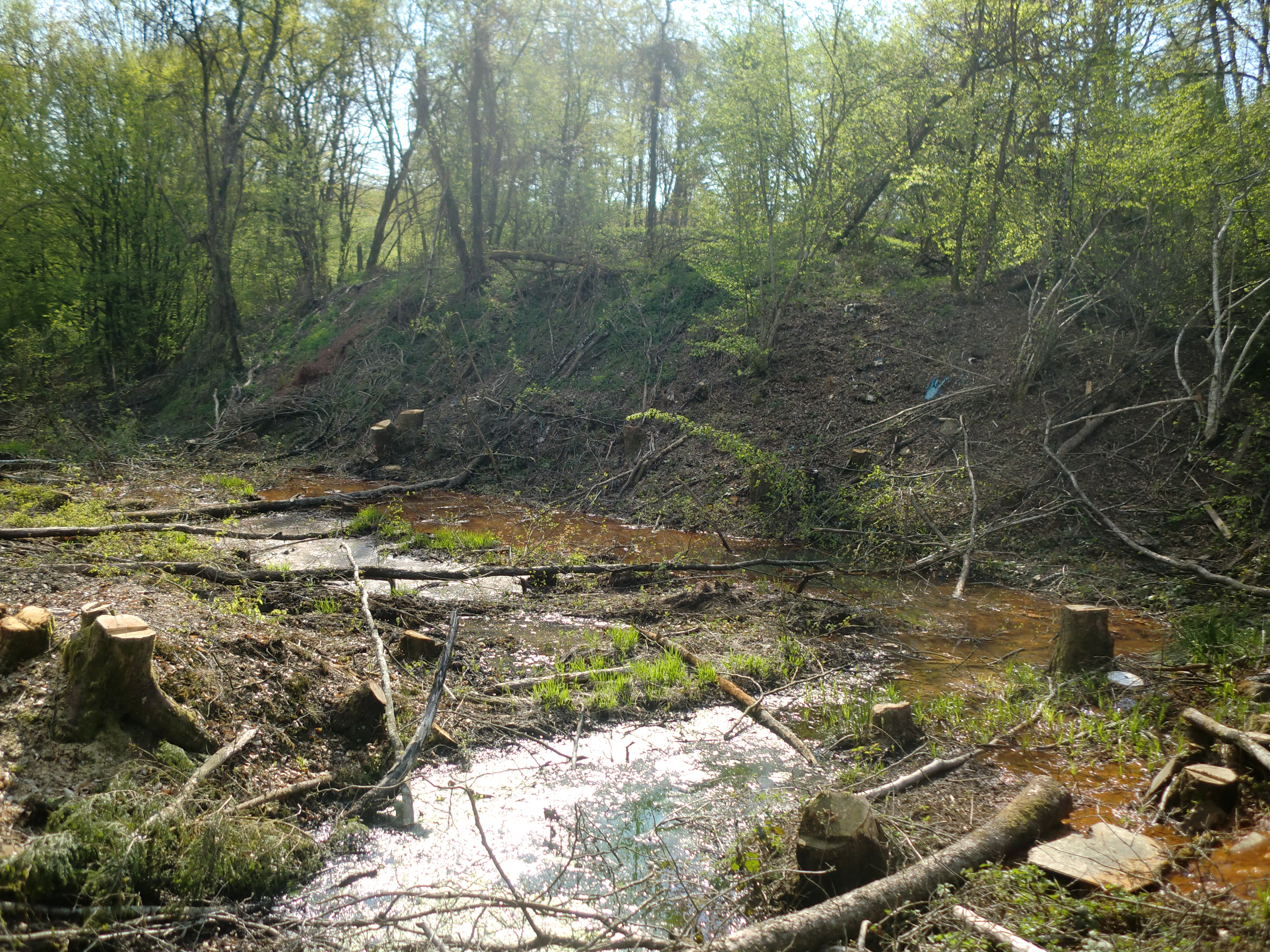
L'étang Fourchie (résurgence d'eau de mine).
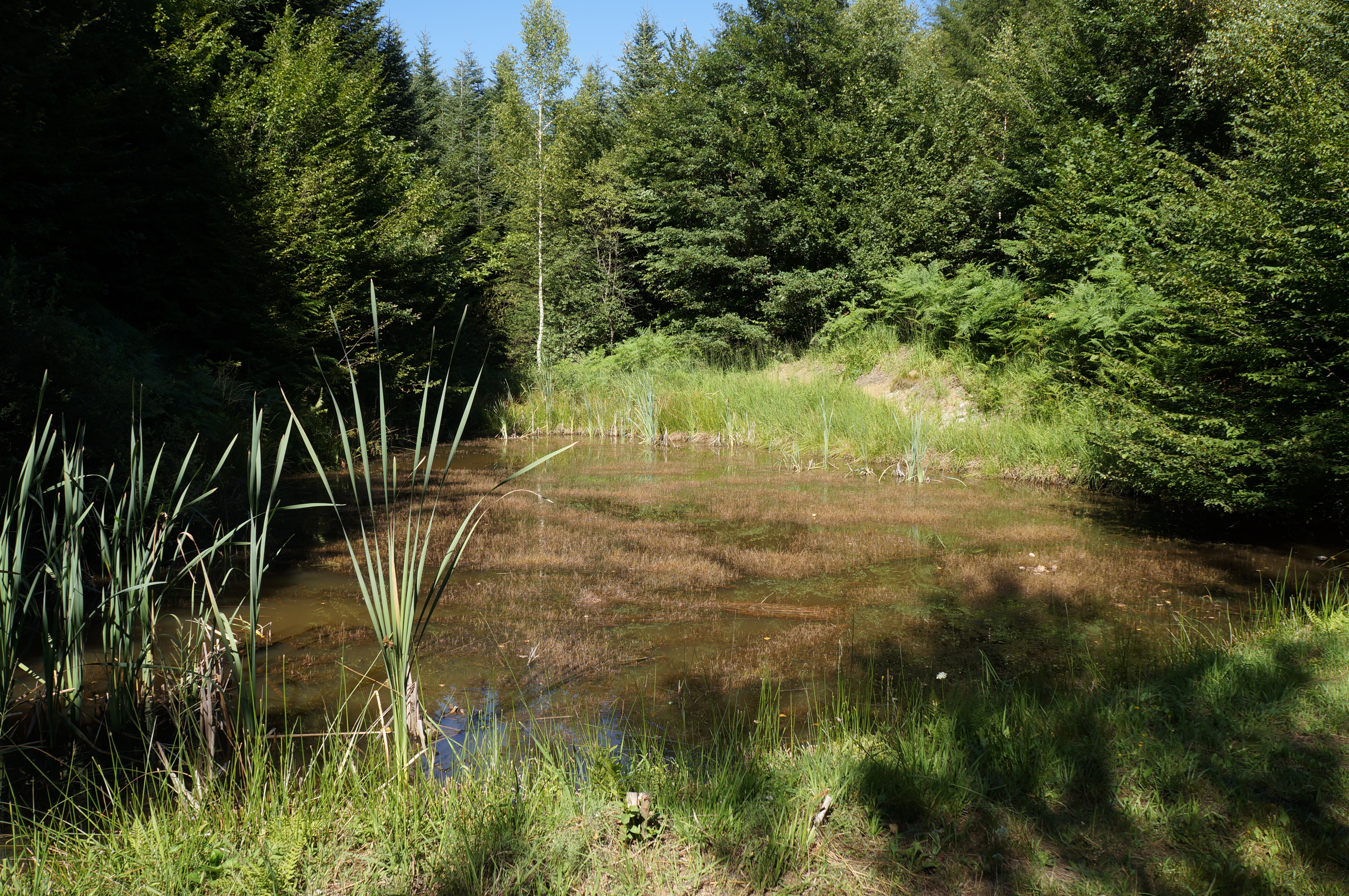
Ancien réservoir d'eau utilisé en cas d'incendie de l’ancienne décharge.
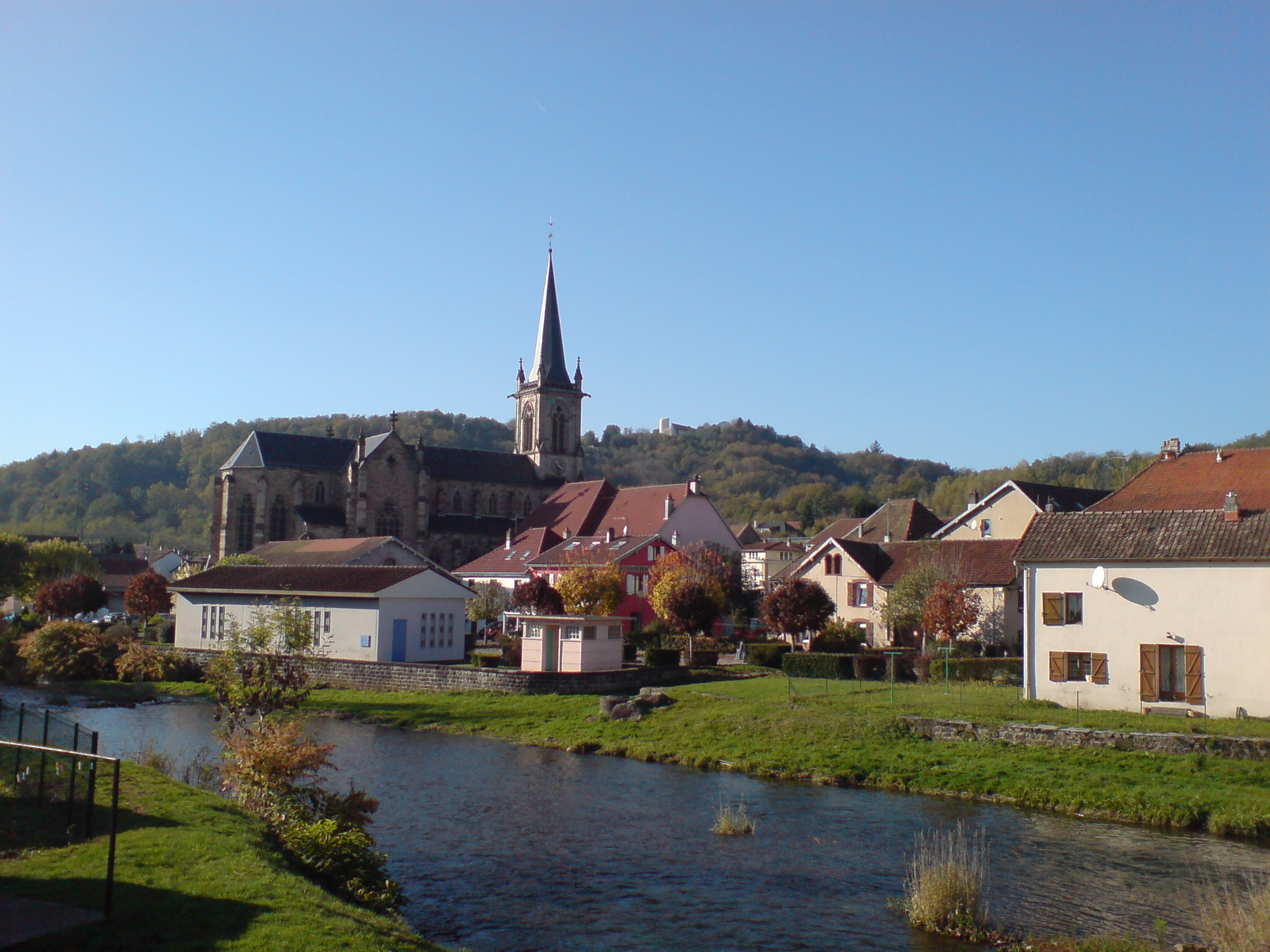
Le Rahin dans le centre.

### Climat
Pour des articles plus généraux, voir Climat de la Bourgogne-Franche-Comté et Climat de la Haute-Saône.
En 2010, le climat de la commune est de type climat de montagne, selon une étude du Centre national de la recherche scientifique s'appuyant sur une série de données couvrant la période 1971-2000. En 2020, Météo-France publie une typologie des climats de la France métropolitaine dans laquelle la commune est exposée à un climat semi-continental et est dans une zone de transition entre les régions climatiques « Lorraine, plateau de Langres, Morvan » et « Vosges ».
Pour la période 1971-2000, la température annuelle moyenne est de 9,8 °C, avec une amplitude thermique annuelle de 17,3 °C. Le cumul annuel moyen de précipitations est de 1 382 mm, avec 14,3 jours de précipitations en janvier et 10,6 jours en juillet. Pour la période 1991-2020, la température moyenne annuelle observée sur la station météorologique de Météo-France la plus proche, « Étobon », sur la commune d'Étobon à 7 km à vol d'oiseau, est de 10,7 °C et le cumul annuel moyen de précipitations est de 1 272,5 mm. 
La température maximale relevée sur cette station est de 38,5 °C, atteinte le 24 juillet 2019 ; la température minimale est de −18 °C, atteinte le 1er mars 2005,,.
Les paramètres climatiques de la commune ont été estimés pour le milieu du siècle (2041-2070) selon différents scénarios d'émission de gaz à effet de serre à partir des nouvelles projections climatiques de référence DRIAS-2020. Elles sont consultables sur un site dédié publié par Météo-France en novembre 2022.

## Urbanisme

### Typologie
Au 1er janvier 2024, Ronchamp est catégorisée bourg rural, selon la nouvelle grille communale de densité à sept niveaux définie par l'Insee en 2022.
Elle appartient à l'unité urbaine de Champagney-Ronchamp, une agglomération intra-départementale regroupant deux  communes, dont elle est une commune de la banlieue,,. Par ailleurs la commune fait partie de l'aire d'attraction de Belfort, dont elle est une commune de la couronne,. Cette aire, qui regroupe 91 communes, est catégorisée dans les aires de 50 000 à moins de 200 000 habitants,.

### Occupation des sols
L'occupation des sols de la commune, telle qu'elle ressort de la base de données européenne d’occupation biophysique des sols Corine Land Cover (CLC), est marquée par l'importance des forêts et milieux semi-naturels (68,9 % en 2018), une proportion identique à celle de 1990 (68,9 %). La répartition détaillée en 2018 est la suivante :
forêts (64,1 %), zones agricoles hétérogènes (15,1 %), zones urbanisées (9,9 %), prairies (6,2 %), milieux à végétation arbustive et/ou herbacée (4,8 %). L'évolution de l’occupation des sols de la commune et de ses infrastructures peut être observée sur les différentes représentations cartographiques du territoire : la carte de Cassini (XVIIIe siècle), la carte d'état-major (1820-1866) et les cartes ou photos aériennes de l'IGN pour la période actuelle (1950 à aujourd'hui).

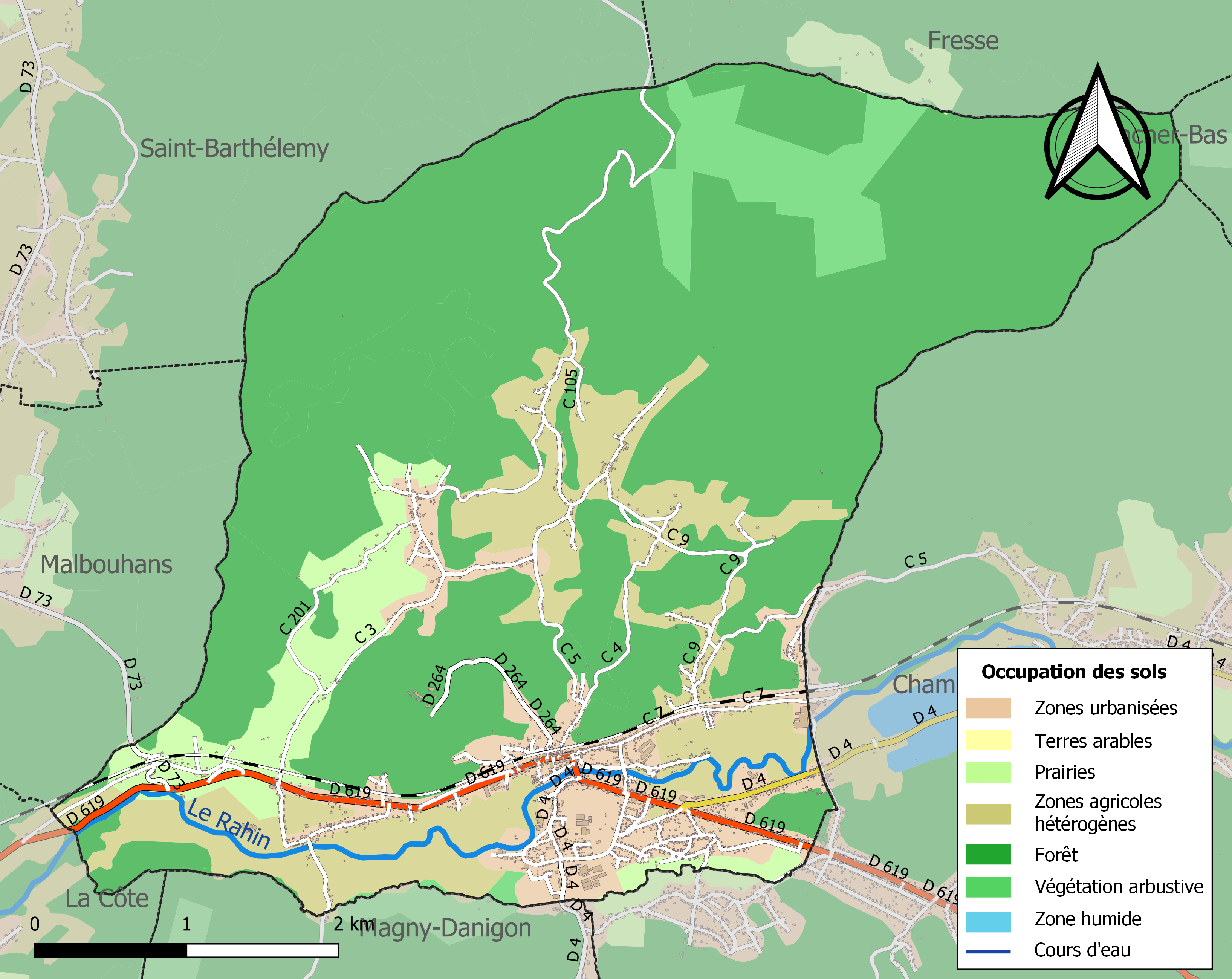
Carte des infrastructures et de l'occupation des sols de la commune en 2018 (CLC).

### Urbanisme et paysage
La commune dispose d'un PLU et se trouve dans le périmètre d'application du SCOT du pays des Vosges saônoises, un projet de territoire visant à mettre en cohérence l'ensemble des politiques sectorielles, notamment en matière d’habitat, de mobilité, d’aménagement commercial, d’environnement et de paysage.
La communauté de communes Rahin et Chérimont a mis en place une démarche Plan de Paysage dont l'objectif est de conserver un paysage cohérent, préservant son caractère bucolique et respectant l'environnement. En collaboration avec le parc naturel régional des Ballons des Vosges, l'intercommunalité a mis en œuvre un contrat d’aménagement durable de l'espace, pour la période 2013-2016.

### Morphologie urbaine

Développement urbain de Ronchamp et du bassin minier.

Ronchamp se compose d'un centre formant un bourg et de sept hameaux aux alentours : Grattery, Recologne, Mourière, la Selle, le Rhien, le Montchauveau et la Houillère.
La commune compte aussi quatre anciennes cités minières dont deux limitrophes du centre : la cité de la plateforme est la plus ancienne (1854), la cité Saint-Charles construite en 1872 à quelques dizaines de mètres du puits Saint-Charles, la cité du Chanois composée de baraquements provisoires construits en 1919 puis démolis dans les années 1970 pour laisser place à la cité Germinal et la cité du Morbier, construite en 1929 vers le hameau d'Éboulet,.
L'urbanisme de Ronchamp est directement lié à celui de Champagney puisque Éboulet, la Houillère, le Bas-des-Côtes et la cité des Époisses sont dans la continuité urbaine directe du bourg de Ronchamp. Les deux villes appartiennent d'ailleurs à la même unité urbaine, les bâtiments étant séparés par moins de 200 mètres,.
De 2011 à 2013, un chantier de construction de six pavillons a nécessité la destruction de plusieurs vestiges du puits du Chanois. L'un des trois immeubles de la cité Germinal est également démoli après une autorisation obtenue le 15 novembre 2012. Une aire d'accueil pour les gens du voyage est aménagée par la communauté de communes Rahin et Chérimont de 2013 à 2014, dans la partie nord-est des terrils du Chanois,.

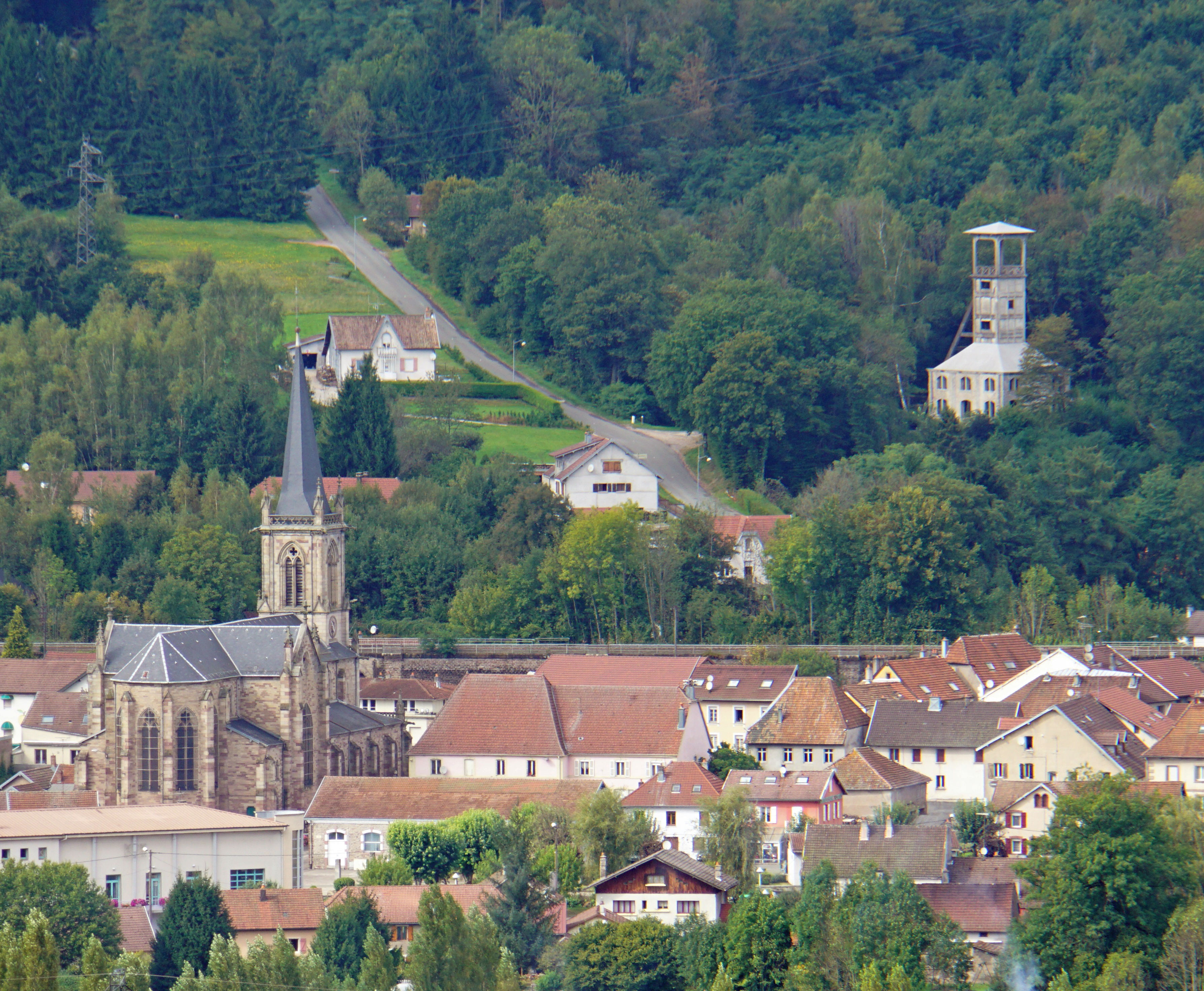
Vue du centre-ville.
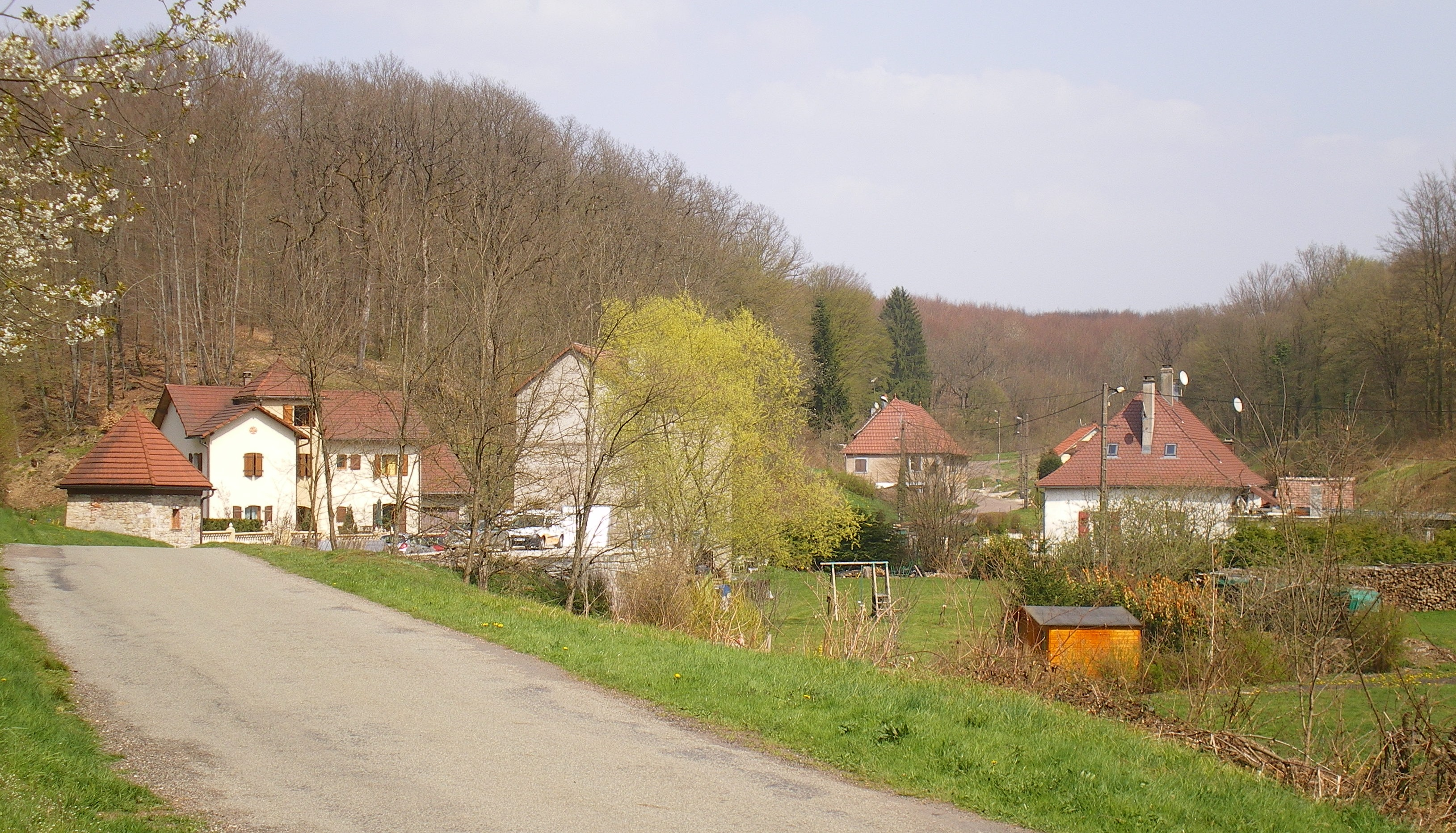
Le hameau de la Houillère.
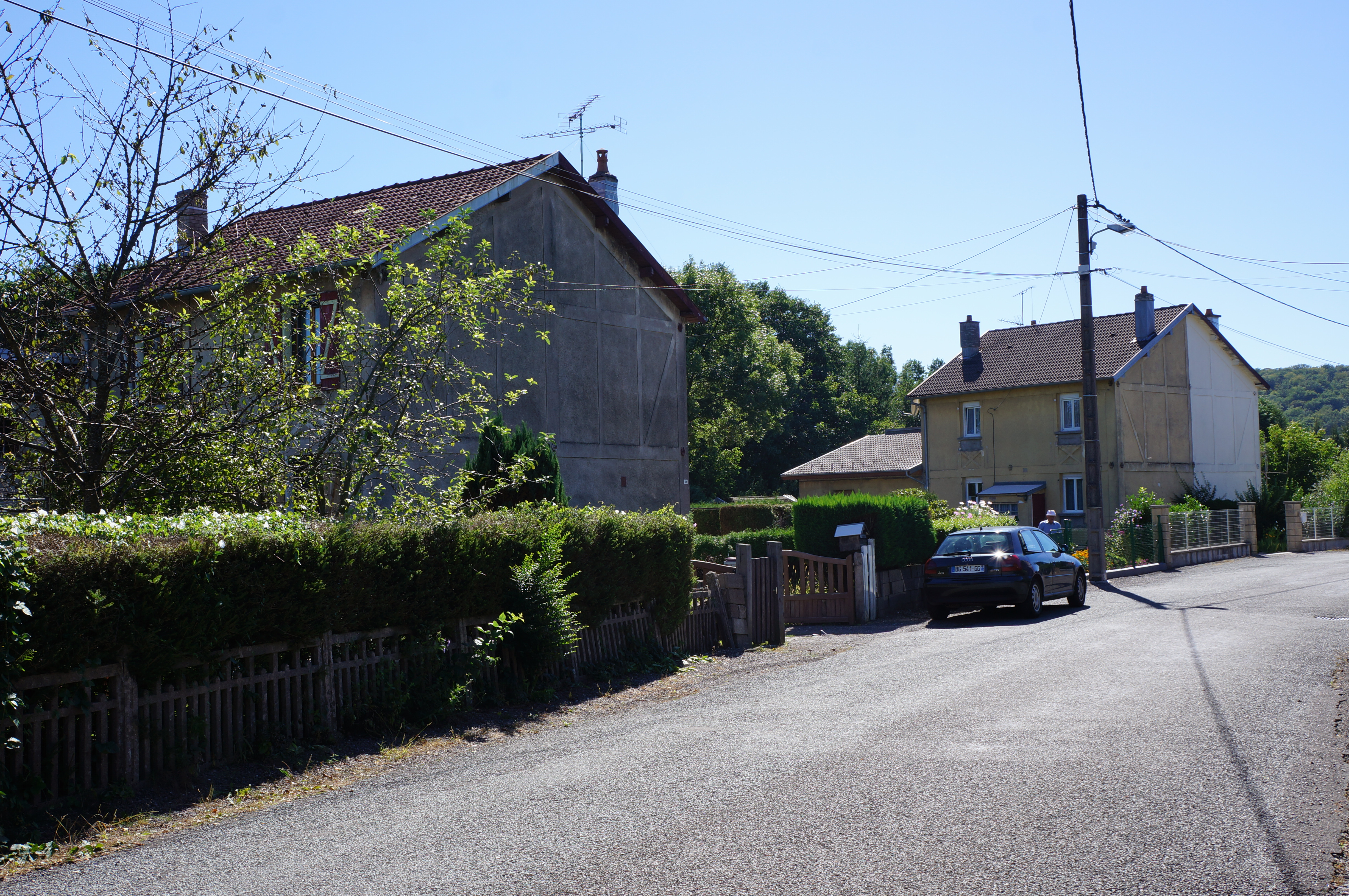
La cité du Morbier.
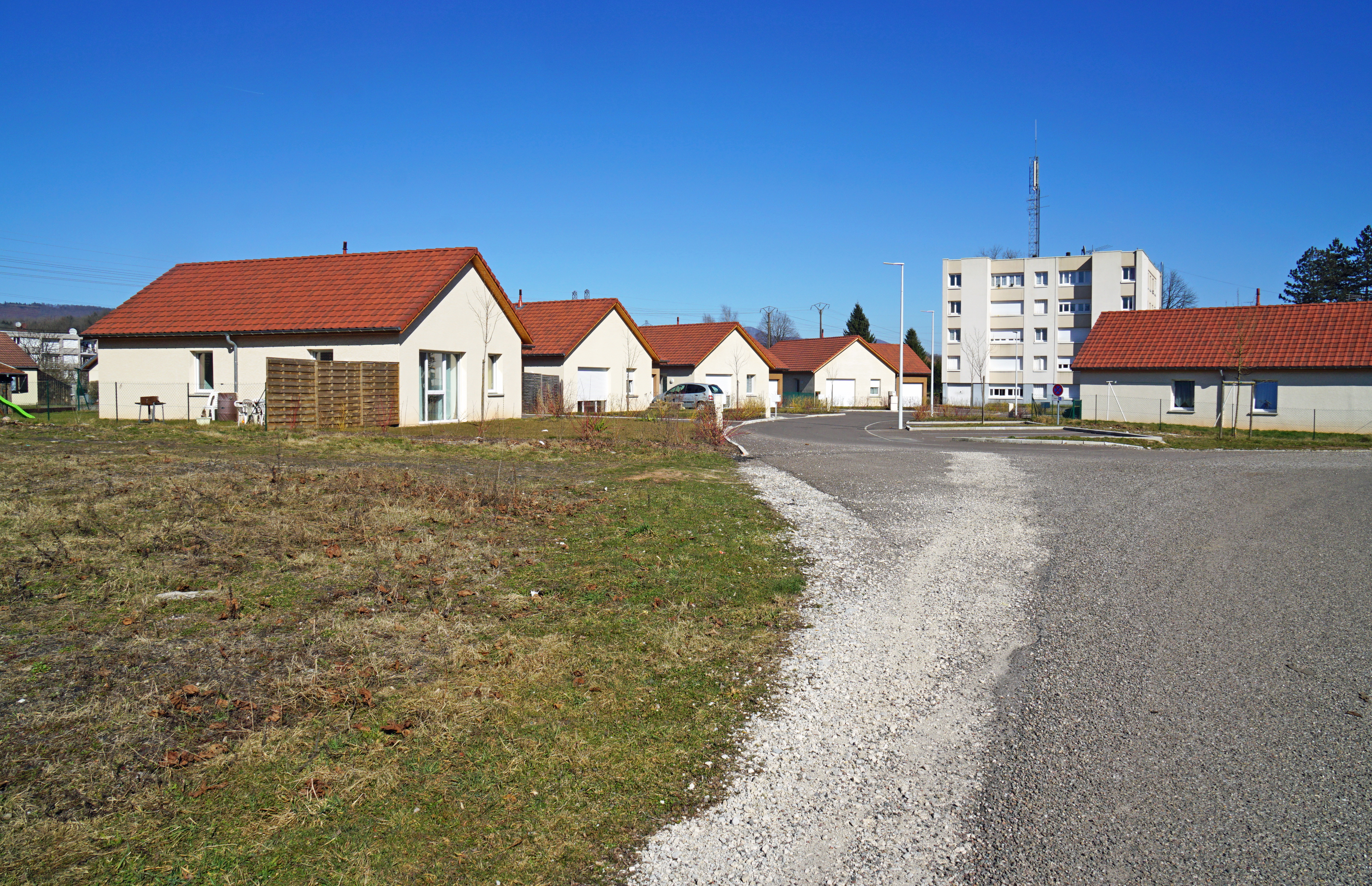
Un lotissement et un immeuble HLM de la cité Germinal.

### Logement
En 2016, le nombre total de logements à Ronchamp était de 1 410 dont 1 190 résidences principales, 31 résidences secondaires et logements occasionnels et 189 logements vacants. La commune totalisait 1 081 maisons et 322 appartements en 2016.
La commune compte 84 HLM. La proportion des résidences principales, propriétés de leurs occupants était de 72,3 %, en 2016. L'INSEE dénombrait 0,9 % de résidences principales constituées d'une seule pièce, 5,1 % de deux pièces, 18,6 % de trois pièces, 29,4 % de quatre pièces et enfin 46,0 % de cinq pièces ou plus.
|                                                  | 1968  | 1975  | 1982  | 1990  | 1999  | 2007  | 2011  | 2016  |
| ------------------------------------------------ | ----- | ----- | ----- | ----- | ----- | ----- | ----- | ----- |
| Résidence principales                            | 992   | 1 020 | 1 080 | 1 118 | 1 129 | 1 192 | 1 230 | 1 190 |
| Résidences secondaires et logements occasionnels | 45    | 37    | 44    | 42    | 2     | 42    | 22    | 31    |
| Logements vacants                                | 96    | 99    | 109   | 105   | 70    | 114   | 118   | 189   |
| Total                                            | 1 133 | 1 156 | 1 233 | 1 265 | 1 241 | 1 348 | 1 370 | 1 410 |

### Risques naturels et technologiques
La commune est installée sur une zone sismique de niveau 3. Il existe des risques géologiques localisés liés à la présence de cavités souterraines naturelles et minières (possibilités de mouvements de terrains miniers dus aux anciennes houillères) en particulier au hameau de la Houillère. Un risque d’inondation ou de coulée de boue est à craindre en cas de crue du Rahin. Après deux inondations de la rue du Plain en novembre 2017 et janvier 2018, une digue est construite.
Ronchamp fait partie de l'association des communes minières de France qui défend les intérêts des communes membres face à l'après-mine.

### Voies de communication et transports
- Réseau des houillères (voie large)
- Réseau des houillères (voie étroite)
- Réseau des houillères (tunnel)
- Ligne de Vesoul à Plancher-les-Mines (Chemins de fer vicinaux de la Haute-Saône)
- Ligne de Paris-Est à Mulhouse-Ville (Compagnie des chemins de fer de l'Est puis SNCF)

Plan des voies ferrées parcourant le territoire de Ronchamp et des communes limitrophes entre le milieu du XIXe siècle et 1958 :

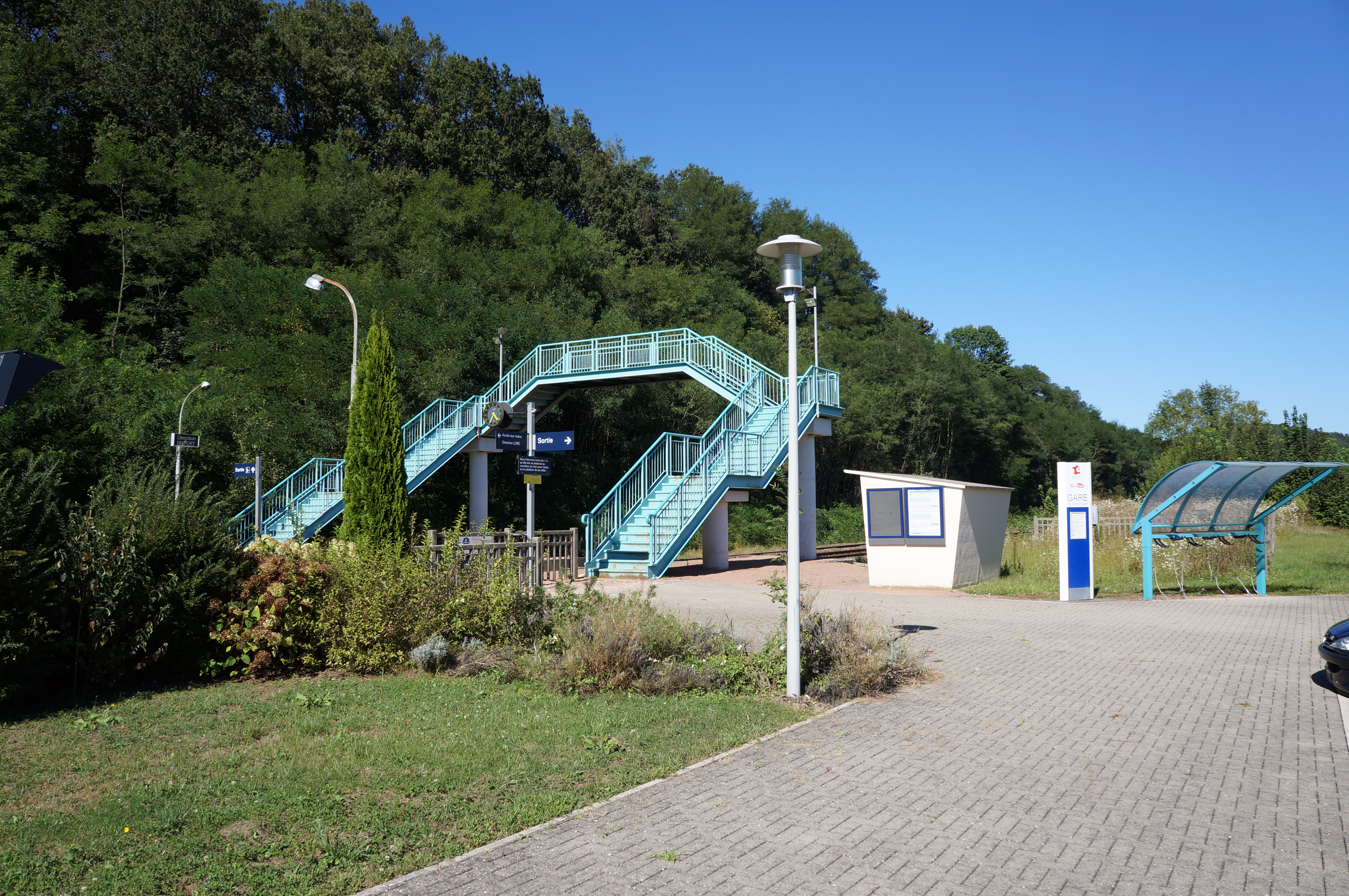
La gare de Ronchamp.

Ronchamp est traversée par l'ancienne RN 19 — remplacée par la route à quatre voies passant par Héricourt réalisée par tronçon entre 1998 et 2011 — devenue RD 619 le 1er septembre 2016. Cette route réduit le trajet entre Lure et Belfort, déviant une partie du trafic routier, qui forme la rue principale de la ville. Elle est empruntée par de nombreux convois exceptionnels (bateau, pale d'éolienne entre autres). La route faisant un coude serré entre plusieurs bâtiments devant la mairie, le trafic se retrouve bloqué par les manœuvres de certains convois.
Ronchamp possède d'autres routes importantes : la première (RD 4) se dirige vers Clairegoutte en passant par le hameau du Magny, une deuxième (RD 73) relie le centre à Malbouhans tandis qu'un axe important (de nouveau la RD 4) rejoint Champagney en passant par les ballastières.
Pour fluidifier le trafic et éviter de saturer le parking de la chapelle qui est le plus sollicité, la communauté de communes a mis en place une navette estivale qui possède plusieurs arrêts : la gare TER de Ronchamp, la place de l'église, la place du marché, la chapelle de Ronchamp, la plage des ballastières, le camping des ballastières, le centre de Champagney, le bassin de Champagney, un point de vue sur la chapelle, Plancher-les-Mines et la Planche des Belles Filles.
La gare de Ronchamp, mise en service le 26 avril 1858, est située sur la ligne de Paris-Est à Mulhouse-Ville et est desservie par les trains TER Franche-Comté qui effectuent des liaisons entre les gares de Vesoul, Belfort et Montbéliard. Ce sont principalement les étudiants et les travailleurs qui empruntent cette gare quotidiennement. Les touristes sont des usagers que l'on retrouve principalement en saison estival. Ouverte en 2011, la gare de Belfort - Montbéliard TGV, sur la ligne à grande vitesse Rhin-Rhône, est localisée à moins de 30 kilomètres de Ronchamp.
La ville est également desservie par les autobus du réseau interurbain de la Bourgogne-Franche-Comté (Mobigo) reprenant les anciennes lignes saônoises. Les lycéens sont les principaux usagers de ce moyen de transport, particulièrement ceux qui sont en internat (fréquentation le lundi matin, le mercredi après-midi et le vendredi soir).
Entre la fin XIXe siècle et l'entre-deux-guerres, une ligne des chemins de fer vicinaux de la Haute-Saône passait par Ronchamp. De plus, un réseau de voies ferrées industrielles desservant les houillères de Ronchamp a fonctionné entre les années 1850 et 1958 et reliait tous les puits en activité à la gare houillère.
L'EuroAirport Bâle-Mulhouse est l'aéroport international le plus proche de la commune, à environ 80 kilomètres.
Par ailleurs, la commune est traversée par le GR 59 ainsi que par le sentier des Ducs,. Une voie verte est en travaux pour desservir l'écoparc de la filature, lier l'EuroVelo 6 et la véloroute du Téméraire et aussi pour encourager le cyclotourisme dont le développement est favorisé par le cyclisme à la Planche des Belles Filles, mis en valeur par le Tour de France en 2012, 2014, 2017, 2019, 2020 et en 2022.

## Toponymie

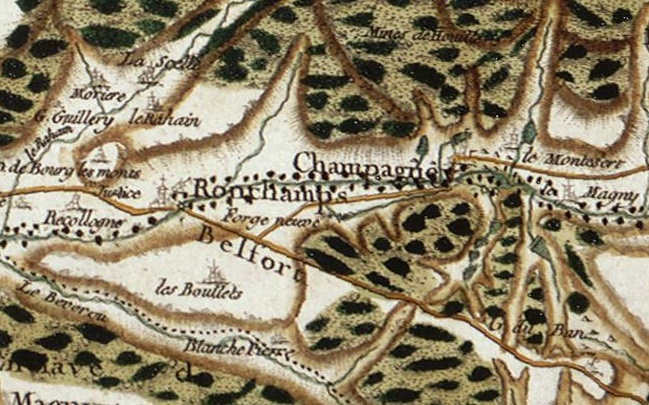
Ronchamp et Champagney sur la carte de Cassini.

Le nom de la localité est attesté sous les formes Roncham en 1209, Runchamp en 1227, Ronchans en 1271 et/ou 1273, de Rotundo Campo en 1347,,.
Le nom est composé des mots rond, et champ.

## Histoire

### Antiquité
Au IVe siècle av. J.-C., la tribu gauloise des Séquanes s’installe dans les environs. Néanmoins, aucune importante trace d'occupation romaine n'indique l'établissement d'une agglomération à Ronchamp.

### Moyen Âge

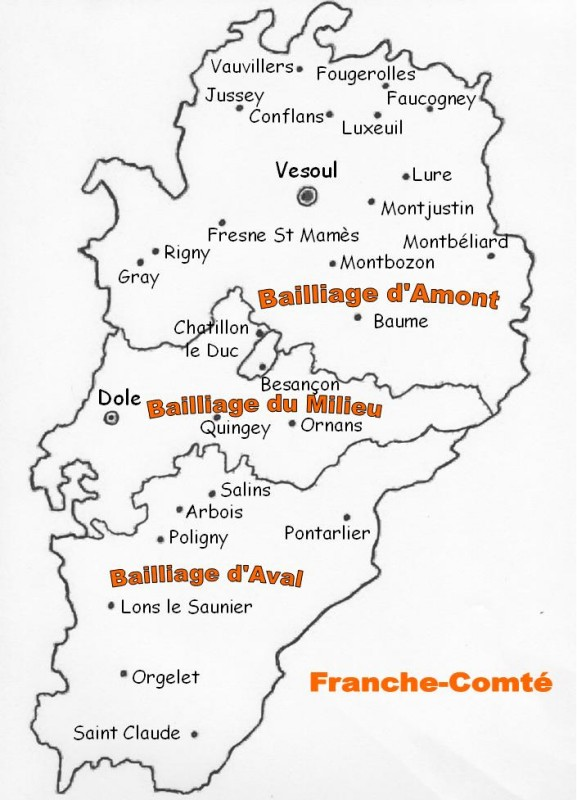
En 1333, Ronchamp est rattaché au bailliage d'Amont.

En 1209, 1256 et 1265, l'actuelle ville de Ronchamp est pour la première fois citée dans des chartes. La ville possède un château fort édifié sur le flanc méridional de la colline de Bourlémont, qui fait face au village. En 1277, cette mention apparaît dans un acte d’inféodation ; Henri de Ronchamp reconnaît tenir le fief de Ronchamp, qui dépend des seigneurs de Faucogney.
En 1271, le comte palatin Othon IV prend sous sa sauvegarde les personnes ayant l'intention de se rendre aux foires et marchés qui sont régulièrement organisés à Ronchamp.
En octobre 1285, Milon de Ronchamp fait partie des invités du comte de Chiny lors de festivités qui durent presque une semaine et pendant lesquelles ont lieu joutes et tournoi, entre Montmédy et Chauvency-le-Château. Le seigneur de Ronchamp se trouve en compagnie des Faucogney, Annegray, Saint-Rémy, Oiselay et Moncley, avec d'autres nobles bourguignons. Jacques Bretel, qui raconte ces journées, en fait mention dans son poème, Le Tournoi de Chauvency.
En 1333, le bailliage d'Amont, l'un des trois bailliages de Franche-Comté, qui a pour capitale Vesoul, est créé par Philippe VI de France. Le territoire de Ronchamp y est rattaché.
Le 14 janvier 1425, un acte de délimitation des seigneuries de Ronchamp et Passavant est signé.

### Temps modernes

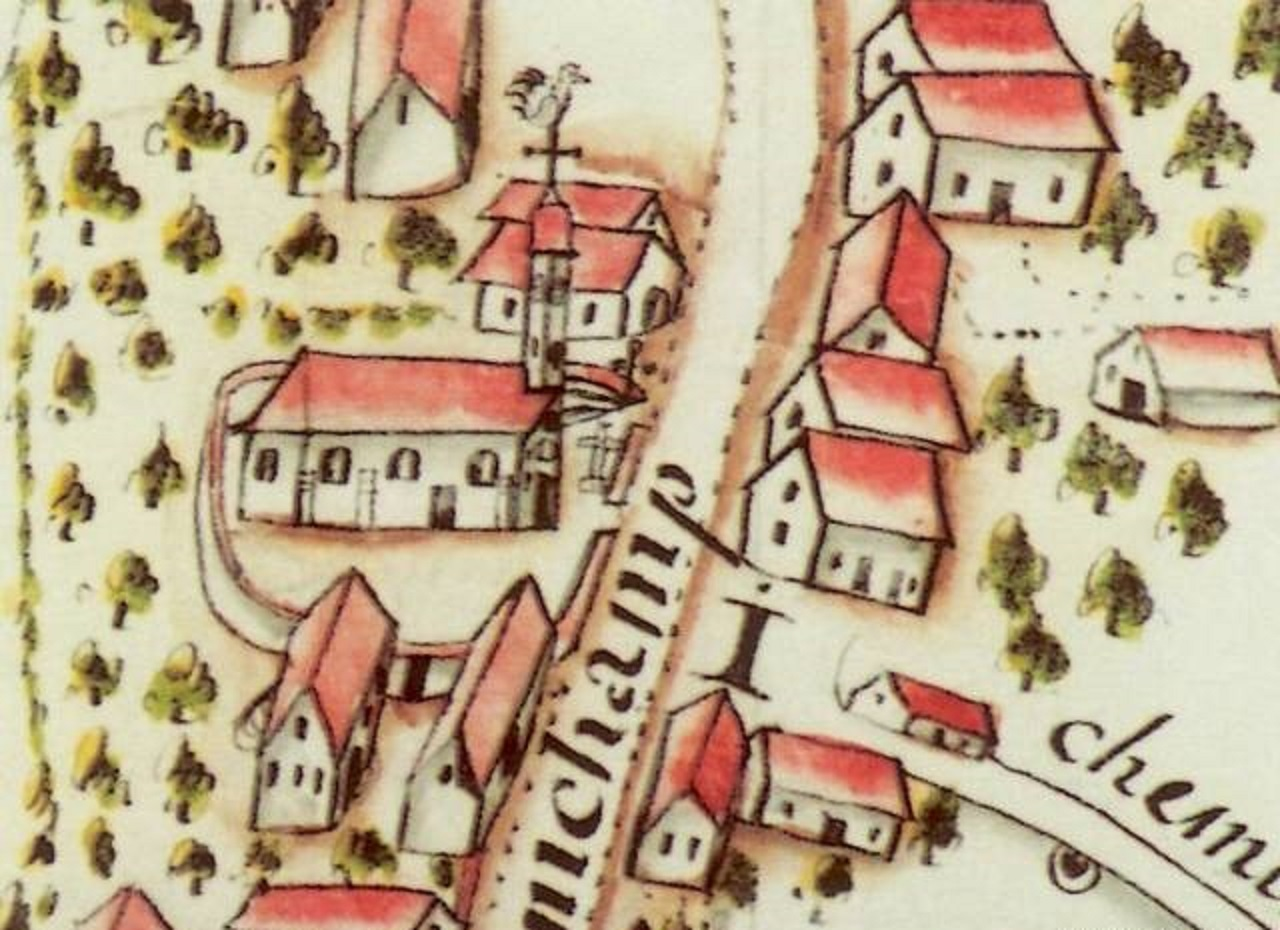
Ronchamp possédait une église avec clocher comtois en 1779.

En 1493, à la Renaissance, Ronchamp et toute la Franche-Comté appartiennent à l'Empire germanique des Habsbourg d'Espagne.
En 1635, lors de la guerre de Dix Ans, les mercenaires suédois sous le commandement de Bernard de Saxe-Weimar dévastent le village de Ronchamp ainsi que plusieurs autres bourgs alentour et privent la vallée de tout moyen de défense, le château étant en ruine à ce moment-là. Le marquis de Conflans vient prendre position à Ronchamp pour tenter d’arrêter cette invasion. En 1678, la Franche-Comté redevient française par les traités de Nimègue signés à l'issue de la guerre de Hollande.
En 1744, des gisements de houille sont découverts sur le territoire de Ronchamp. Deux galeries de recherche sont creusées et plusieurs fouilles en surface sont effectuées. Rapidement, plusieurs demandeurs d'exploitations affichent leurs ambitions et c'est ainsi que deux concessions sont accordées.
Selon la tradition orale, le contrebandier Louis Mandrin aurait pillé la vallée de Ronchamp en 1754 et aurait utilisé le bureau de douane situé entre le finage de Champagney et celui de Magny-Danigon.

### Époque contemporaine

Les puits de mine de charbon des trois concessions établies au milieu du XIXe siècle.

#### Exploitation des mines
L'exploitation démarre dans des galeries à flanc de coteau dans les années 1760 avant que ne soit creusé le puits Saint-Louis en 1810, sur la commune voisine de Champagney. Celui-ci est le premier véritable puits d'extraction du bassin minier. En 1874, les houillères comprennent un effectif de 1 847 personnes. Au XIXe siècle, les principaux puits d'extraction de la commune de Ronchamp sont les puits Saint-Charles et Saint-Joseph.
Les couches de charbon s'enfonçant de plus en plus, les puits se succèdent et sont de plus en plus profonds vers le sud jusqu'à ce que la compagnie finisse par creuser deux fois de suite le puits le plus profond de France dans la commune voisine de Magny-Danigon : le puits du Magny (694 mètres) en 1878 et le puits Arthur-de-Buyer (1 010 mètres) en 1900. Le puits le plus profond de la commune de Ronchamp est le puits du Chanois (588 mètres) ; mis en service en 1895 et fermé en 1951, c'est le principal puits d'extraction de la commune au XXe siècle. En 1904, 246 798 tonnes de charbon sont extraites des houillères de Ronchamp. Un dernier puits, le puits de l'Étançon est creusé en 1949 et exploité dans les années 1950. Un petit gisement situé près du hameau de Mourière est exploité entre 1844 et 1891, mais de façon artisanale avec des couches de faible épaisseur et de piètre qualité.

Les mines de charbon de Ronchamp.
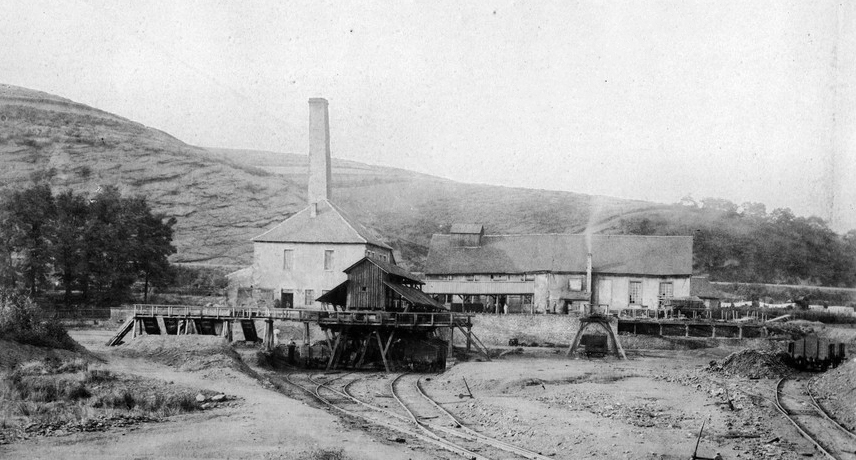
Le puits Saint-Charles dans les années 1880.
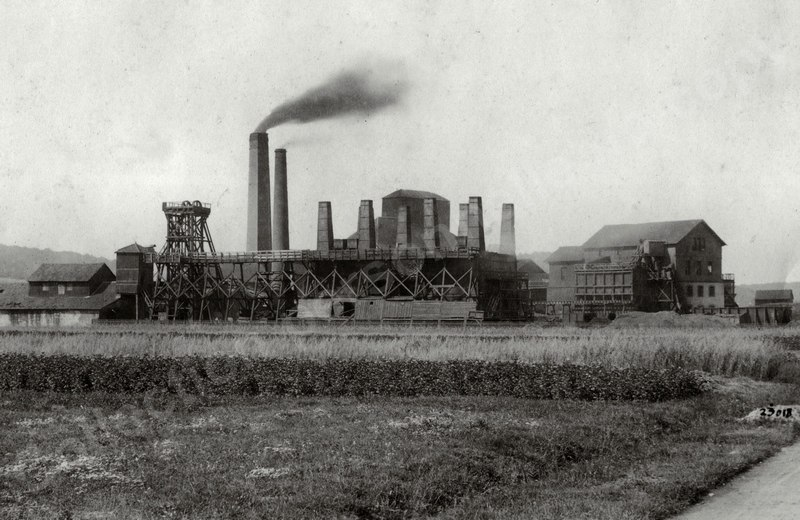
Le puits Saint-Joseph dans les années 1880.
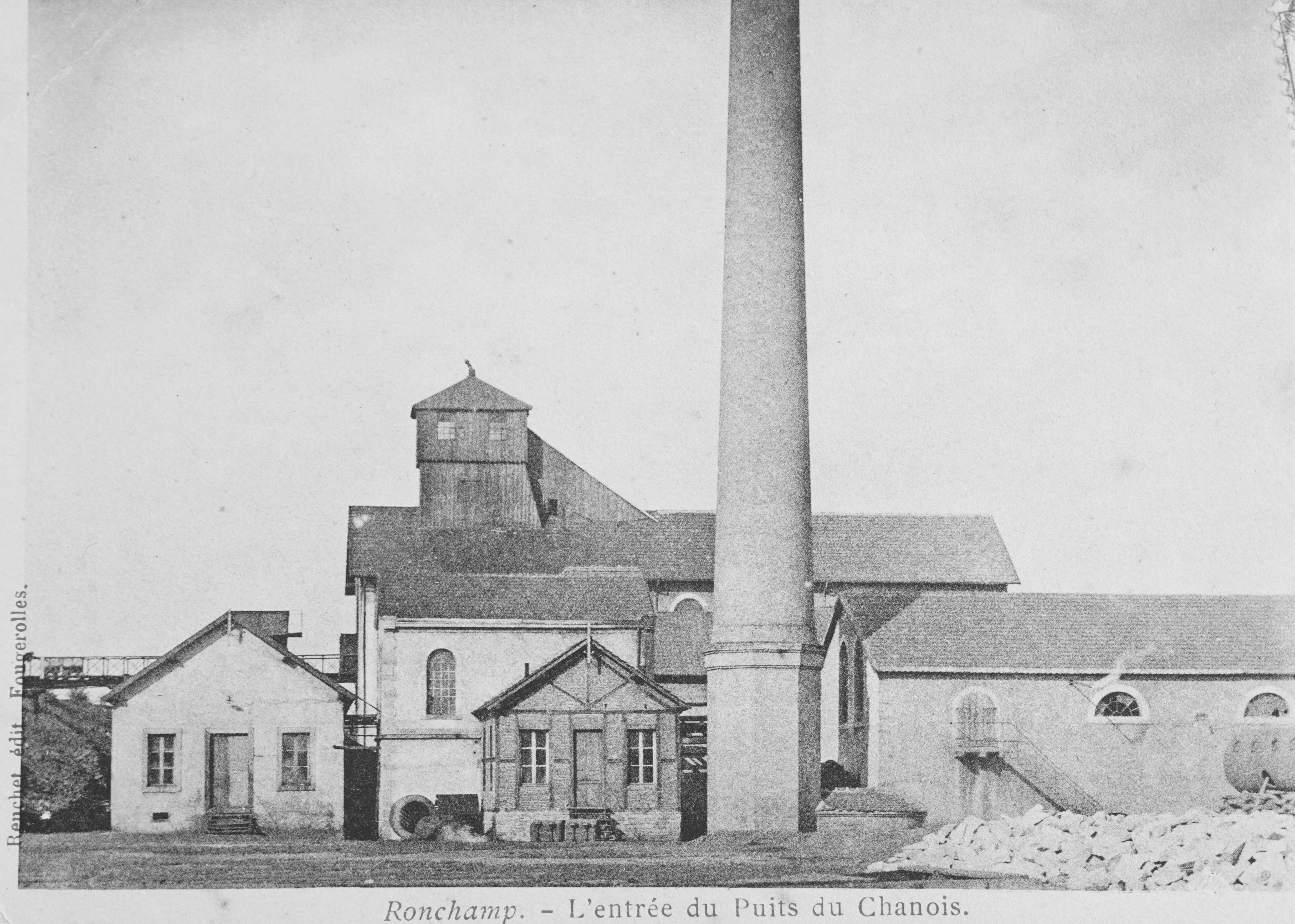
Le puits du Chanois dans les années 1900.
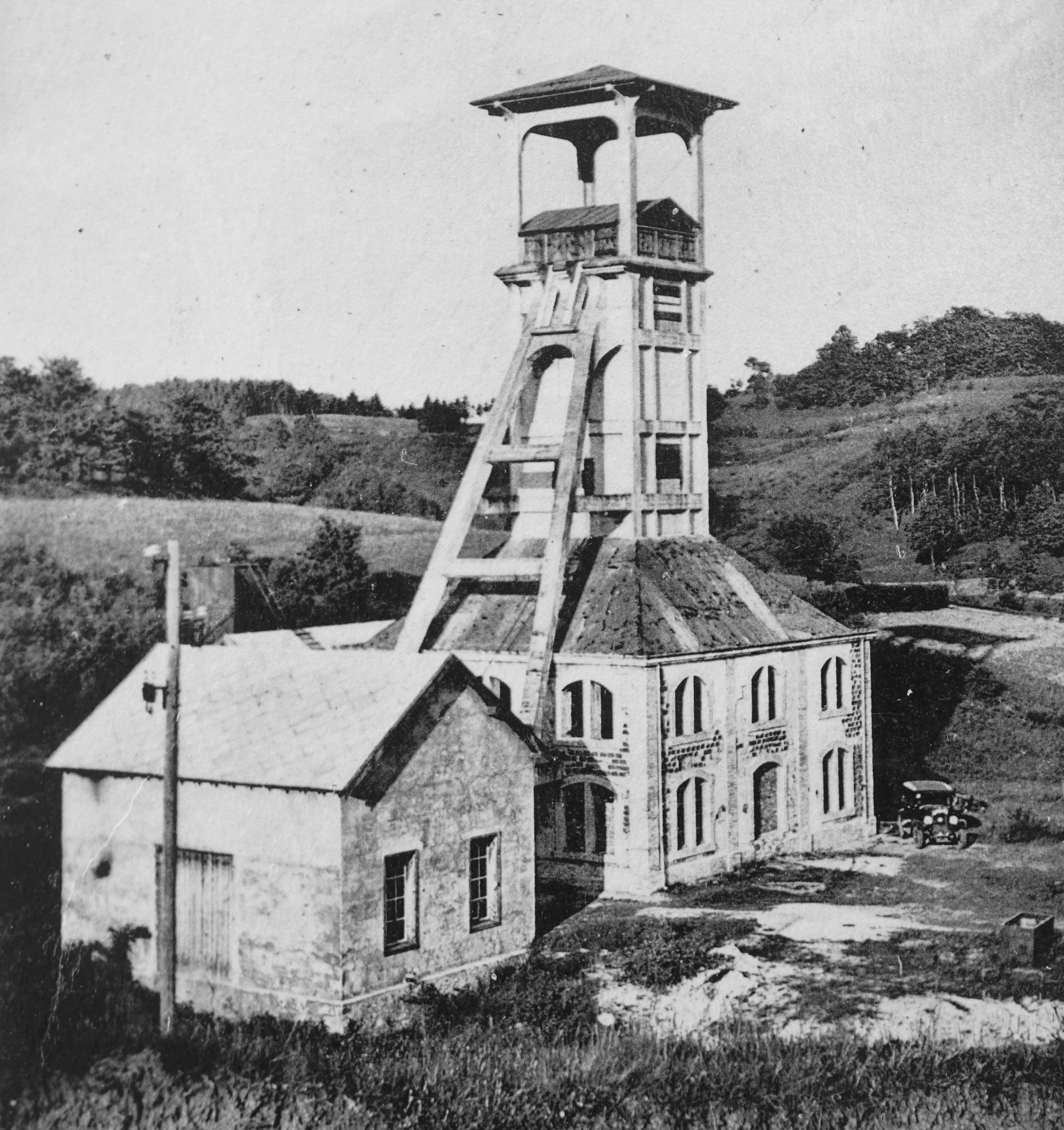
Le puits Sainte-Marie dans les années 1930.
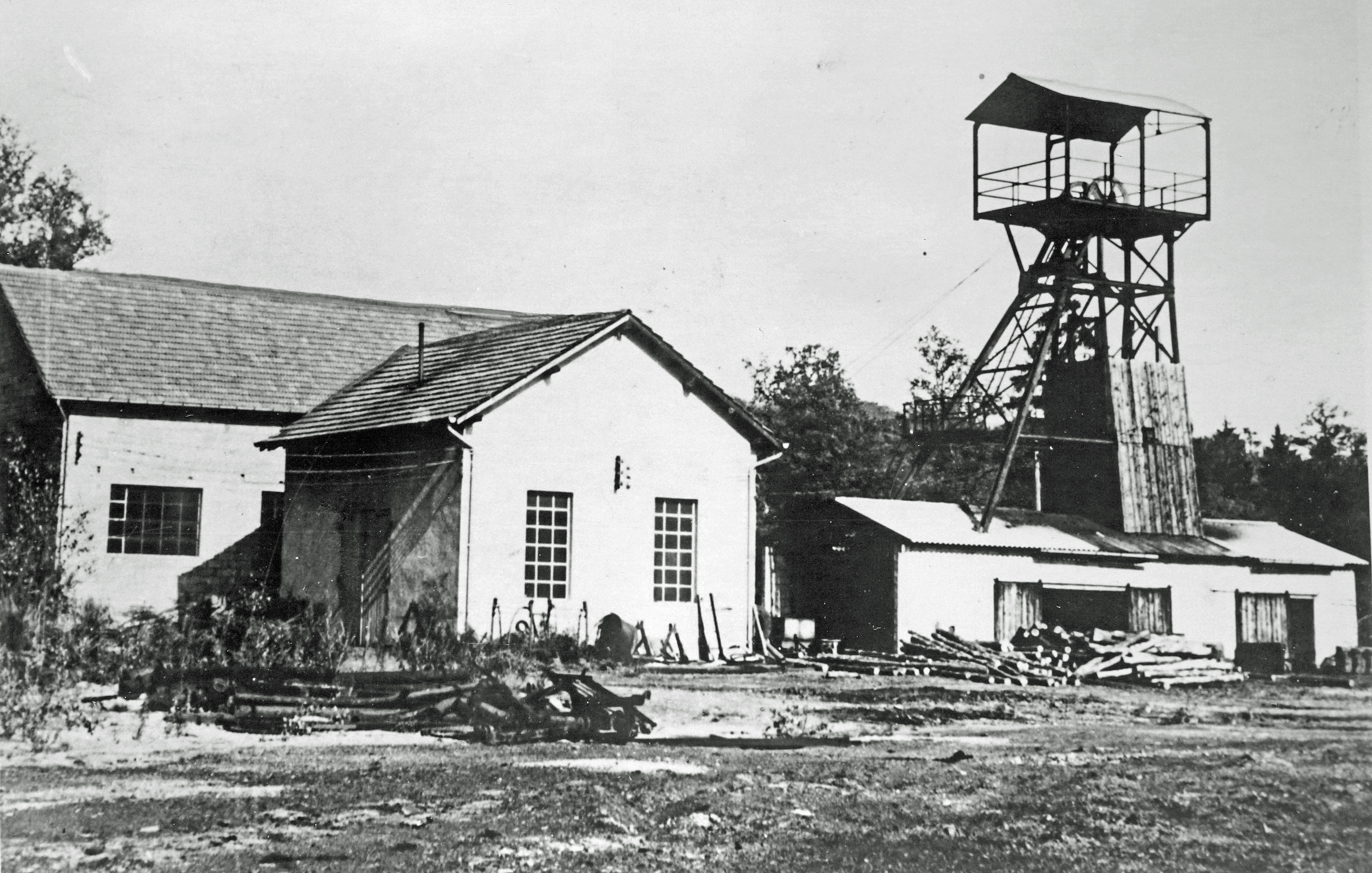
Le puits de l'Étançon dans les années 1950.

Les houillères de Ronchamp sont exploitées pendant plus de deux siècles, du milieu du XVIIIe siècle jusqu'au milieu du XXe siècle. Leur exploitation marque profondément le paysage avec ses terrils, cités minières et puits de mine, mais aussi l'économie et la population locale (immigration polonaise et traditions minières notamment). Une forte camaraderie et une conscience de classe se développent, notamment avec l'arrivée des Fressais, qui favorise plusieurs grèves et mouvements sociaux. L'une d'entre elles, survenue illégalement en janvier 1857, cause le renvoi de certains ouvriers. La compagnie veille d'ailleurs à étouffer tous les mouvements de protestation dans le bassin minier, notamment par les renvois des « meneurs », et favorise les réclamations individuelles. À l'inverse, le dialogue s'ouvre entre les employés et les administrateurs en 1890 lorsque les mineurs peuvent élire leurs délégués, chargés de défendre les droits ouvriers et de surveiller la sécurité du travail.
Sur le plan culturel, les houillères apportent des associations de musique, danse, théâtre, art, religion ainsi que des clubs sportifs (notamment l'étoile sportive de Ronchamp). Les mines possèdent également une harmonie et favorisent le commerce de proximité.
Un bâtiment en bois dessiné par l'architecte Henry Jacques Le Même, est construit à l'Exposition universelle de 1937 à Paris, avant d'être remonté à Ronchamp l'année suivante où il fait office de salle des fêtes. Une école en bois signée du même architecte et possédant le même style est construite à proximité. Ces deux bâtiments sont inaugurés le 27 novembre 1938 par le maire Ludovic-Oscar Frossard qui avait demandé la récupération du premier bâtiment. Le 16 juin 1940, la salle des fêtes est détruite par bombardement aérien allemand. Elle est remplacée en 1959, par un bâtiment en dur plus moderne et plus grand.

#### Autres industries
Ronchamp a été très marquée par les industries minières, mais aussi sidérurgiques, mécaniques et textiles. Au début du XXe siècle, on comptait deux fonderies : la fonderie Girardot devenue « Sofogir SAS » et la fonderie Moniotte, devenue « fonderies Laurent » puis « fonderies des Vosges comtoises » ; ses locaux sont occupés par la scierie Cenci en 2020. Un atelier de construction mécanique : l'usine Frézard, fondée en 1841, puis Weiss-Frézard devenue maison P. Carnet & E. Clerget et depuis disparue, fermée en 1995 ; au début du XXIe siècle, les locaux sont occupés par divers commerces et des logements. Deux usines de sous-traitance automobile, la MagLum et la Somero, installées sur le site des ateliers centraux et bureaux des houillères de Ronchamp et enfin une filature, l'usine Boucher-Mura & Cie ; celle-ci avait pris la suite de la filature créée en 1842 par Pierre Fergusson-Tepper. On note également la présence de plusieurs tuileries, comme dans beaucoup d'autres communes haut-saônoises (cinq en 1866). La même année, la commune compte également quatre fours à chaux, trois moulins à blé, une brasserie et quatre manufactures d'objets métalliques.

Les usines de Ronchamp.
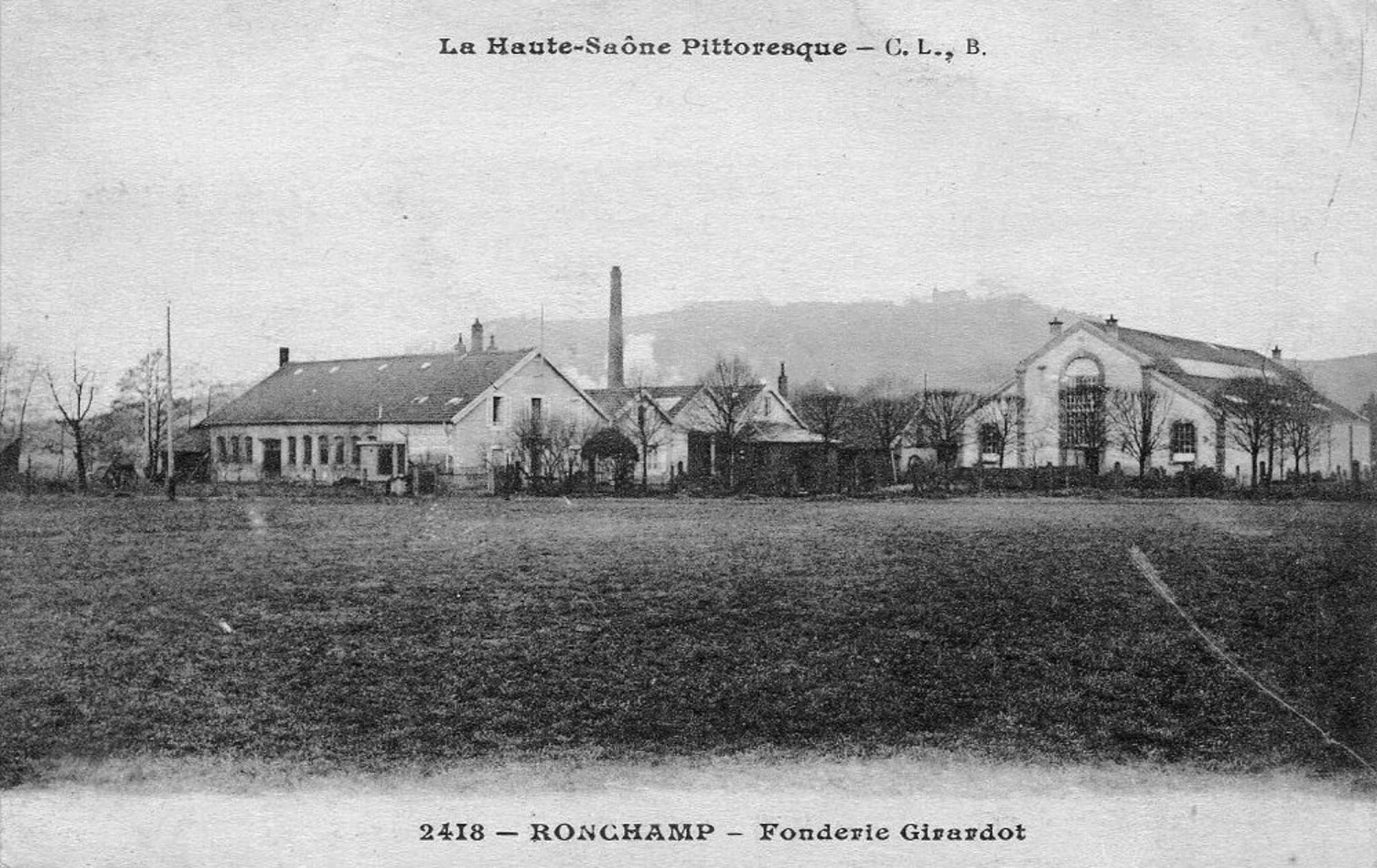
La fonderie Girardot.
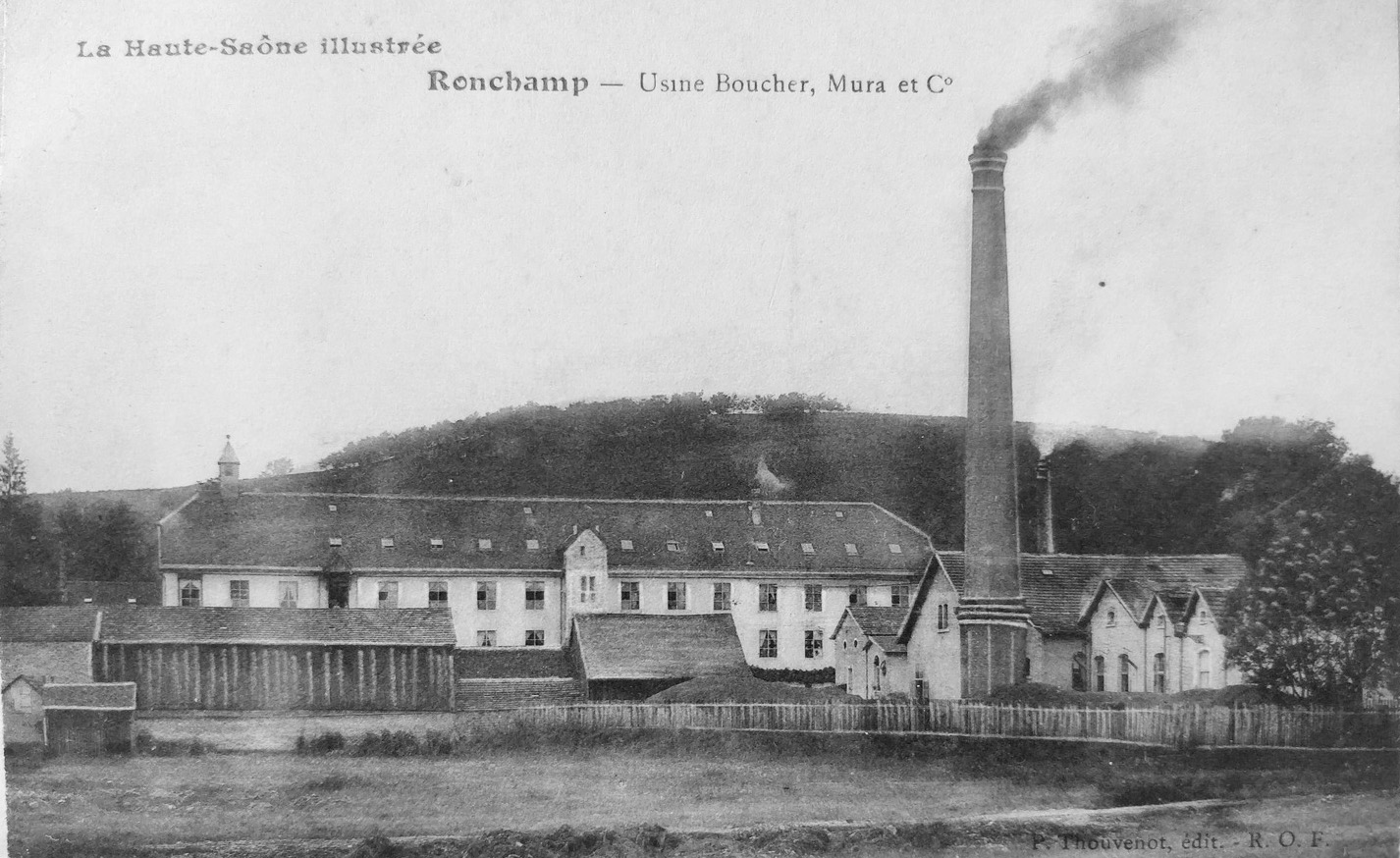
La filature Boucher-Mura & Cie.
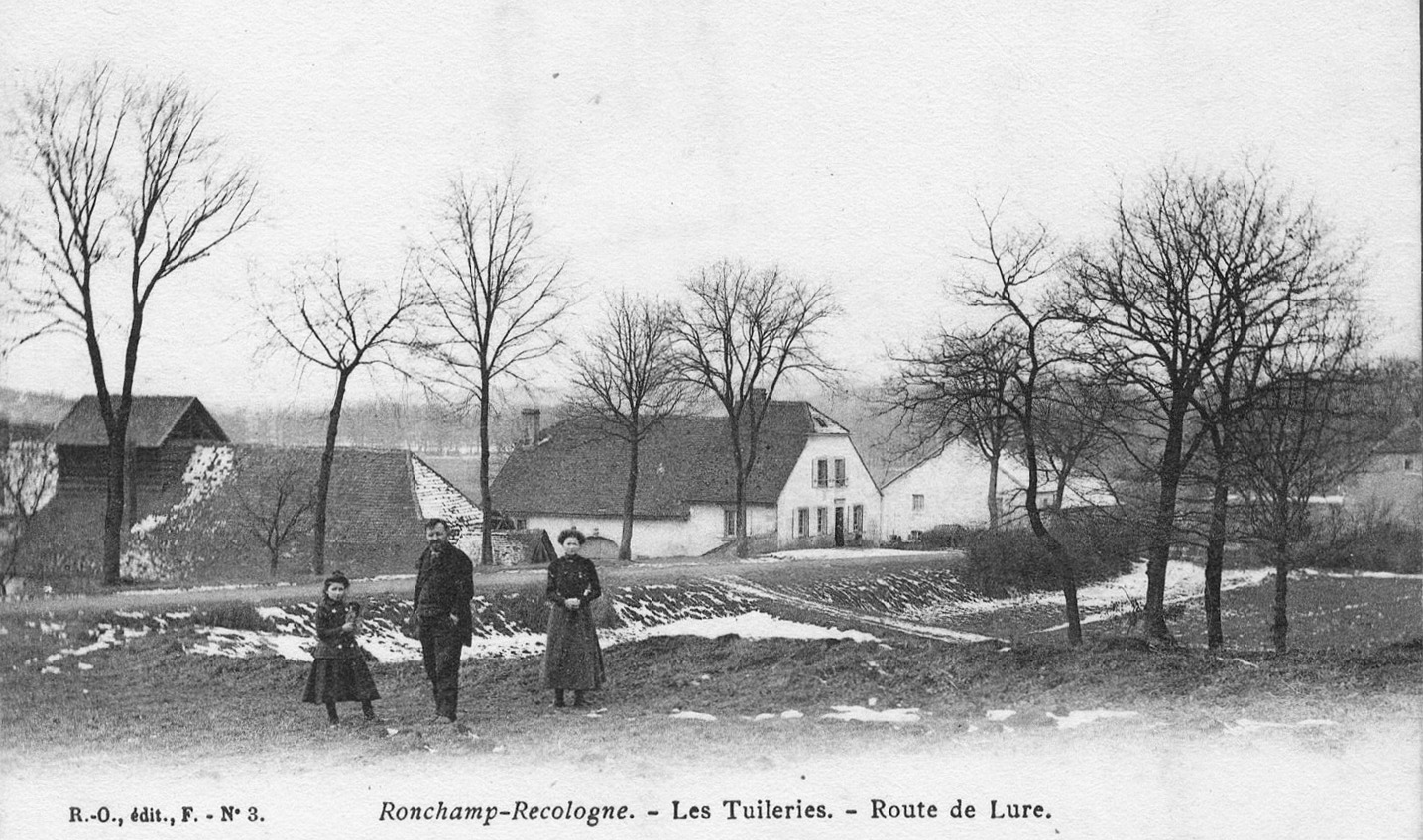
Les tuileries de Recologne.
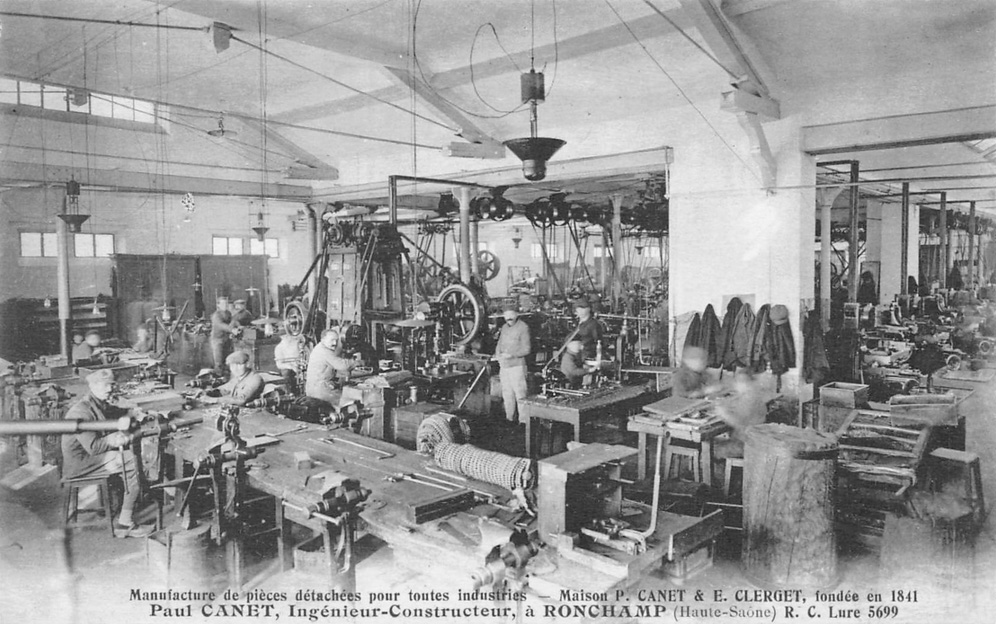
L'intérieur de la manufacture P. Carnet & E. Clerget.
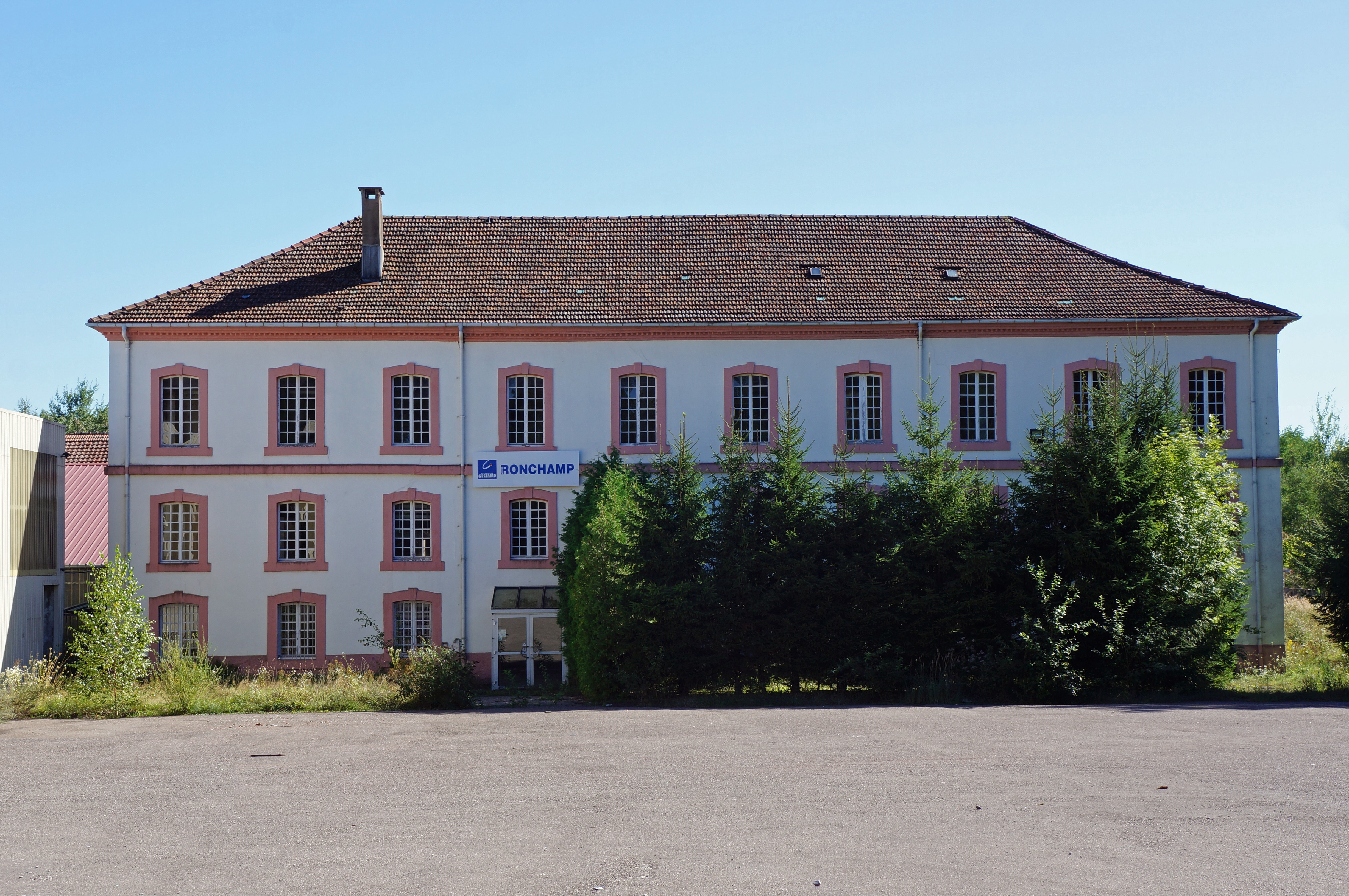
Les bureaux des houillères puis de la MagLum.

Une sablière en plan d'eau est exploitée dans le quartier du Chanois au début du XXe siècle. De nouveaux plans d'eau sont exploités à l'ouest de Recologne entre 1975 et 1989 par la société Martial Marques,.

#### Seconde Guerre mondiale

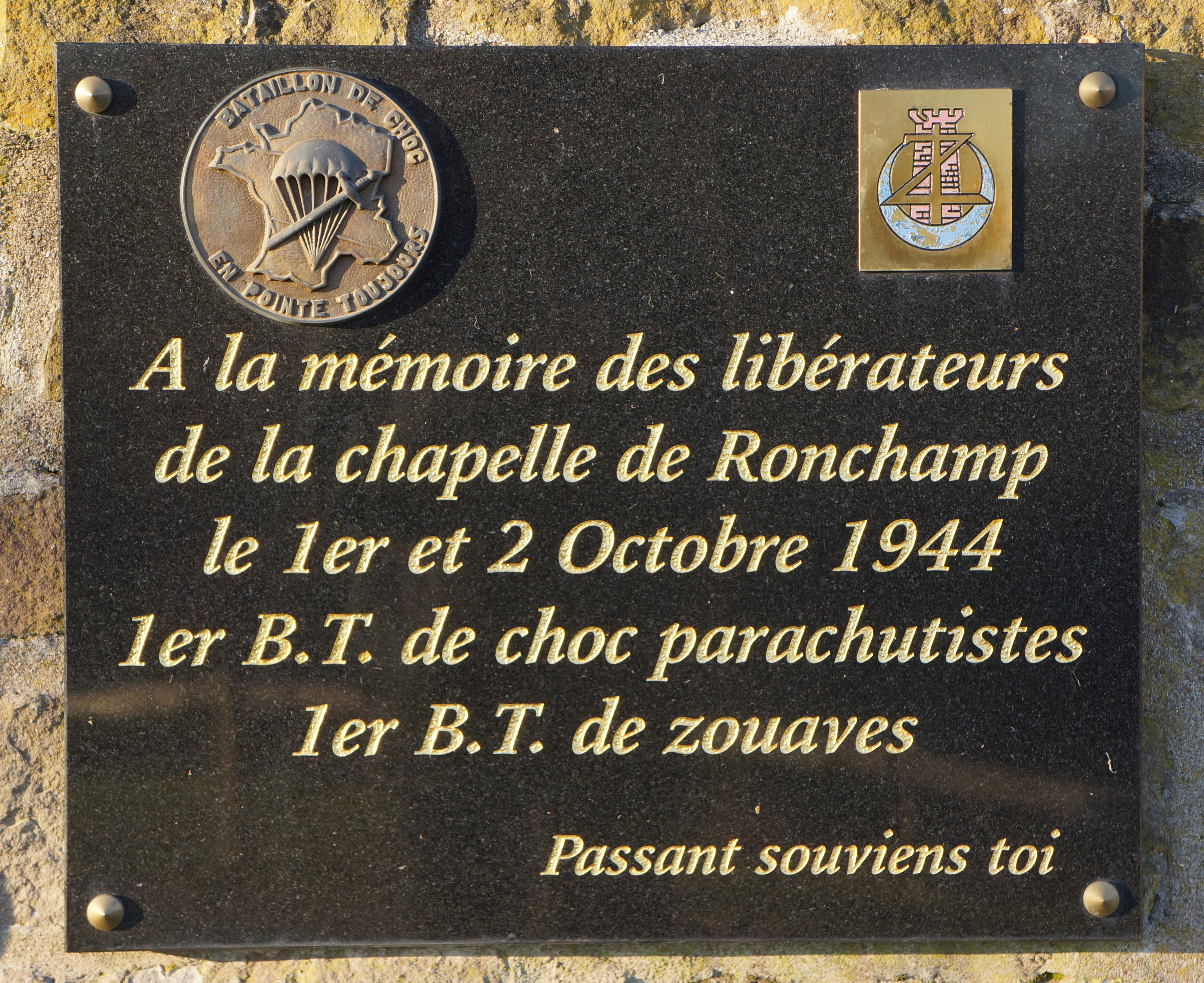
Plaque commémorative de la libération de la chapelle.

Située depuis 1940 dans la zone occupée interdite au retour des réfugiés, Ronchamp subit une occupation douloureuse, les houillères sont contrôlées par l'occupant qui a besoin de charbon. La journée de travail passe ainsi à 8 h 45 et les mineurs n'ont plus qu'un dimanche sur deux de repos. Les effectifs sont augmentés par des mineurs français démobilisés, des prisonniers de guerre et des jeunes recrutés pour le STO. Malgré ces mesures la production décroît sans cesse et le rendement devient faible.
Le 18 septembre 1944, alors que les soldats de la Wehrmacht s'emparaient de positions pour établir une ligne de résistance entre Ronchamp et Magny-Danigon pour freiner l'avancée des Alliés, le maquis du Chérimont, alors basé à Champagney reçoit l'ordre de rejoindre les troupes alliées à une vingtaine de kilomètres. Un accrochage a lieu au puits Arthur-de-Buyer. Fuyant vers les villages de Magny-Danigon et de Clairegoutte, une quarantaine de maquisards sont arrêtés, et huit sont emmenés pour un interrogatoire. Le reste des hommes est fusillé dos au cimetière de Magny-Danigon.
La ville est libérée le 2 octobre 1944 par les troupes de la 1re armée française, après de violents combats. Les unités engagées comprennent le bataillon d'infanterie de marine et du Pacifique, deux bataillons de marche (le 21e et le no 24) et un régiment d'artillerie de la 4e brigade de la 1re division française libre. Le 1er bataillon de zouaves et le 1er bataillon parachutiste de choc sont également impliqués, notamment dans les combats de la colline de Bourlémont. Cette dernière sert, en septembre 1944, d’observatoire d'artillerie à l'armée allemande et les engagements y sont particulièrement féroces ; la chapelle érigée à l'époque est entièrement détruite par les bombardements. L’âpreté des combats dans le secteur de Ronchamp/Champagney est telle que Champagney, la commune voisine, distante de quelques kilomètres seulement, n'est libérée que le 19 novembre 1944, soit plus d'un mois et demi après Ronchamp. À ce titre, la commune de Ronchamp se voit attribuer la croix de guerre 1939-1945.

#### Depuis la Libération

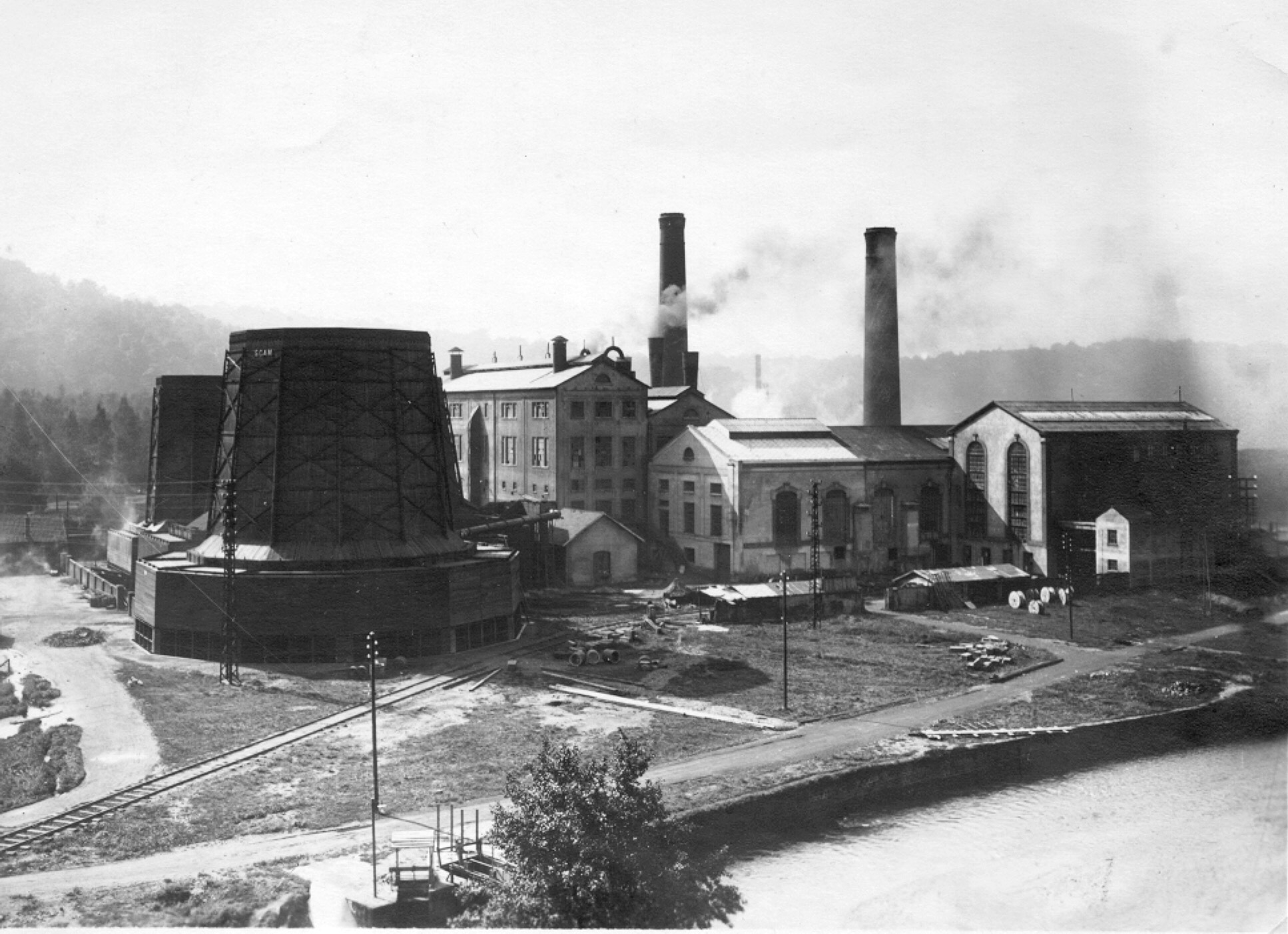
La centrale électrique dans les années 1930.

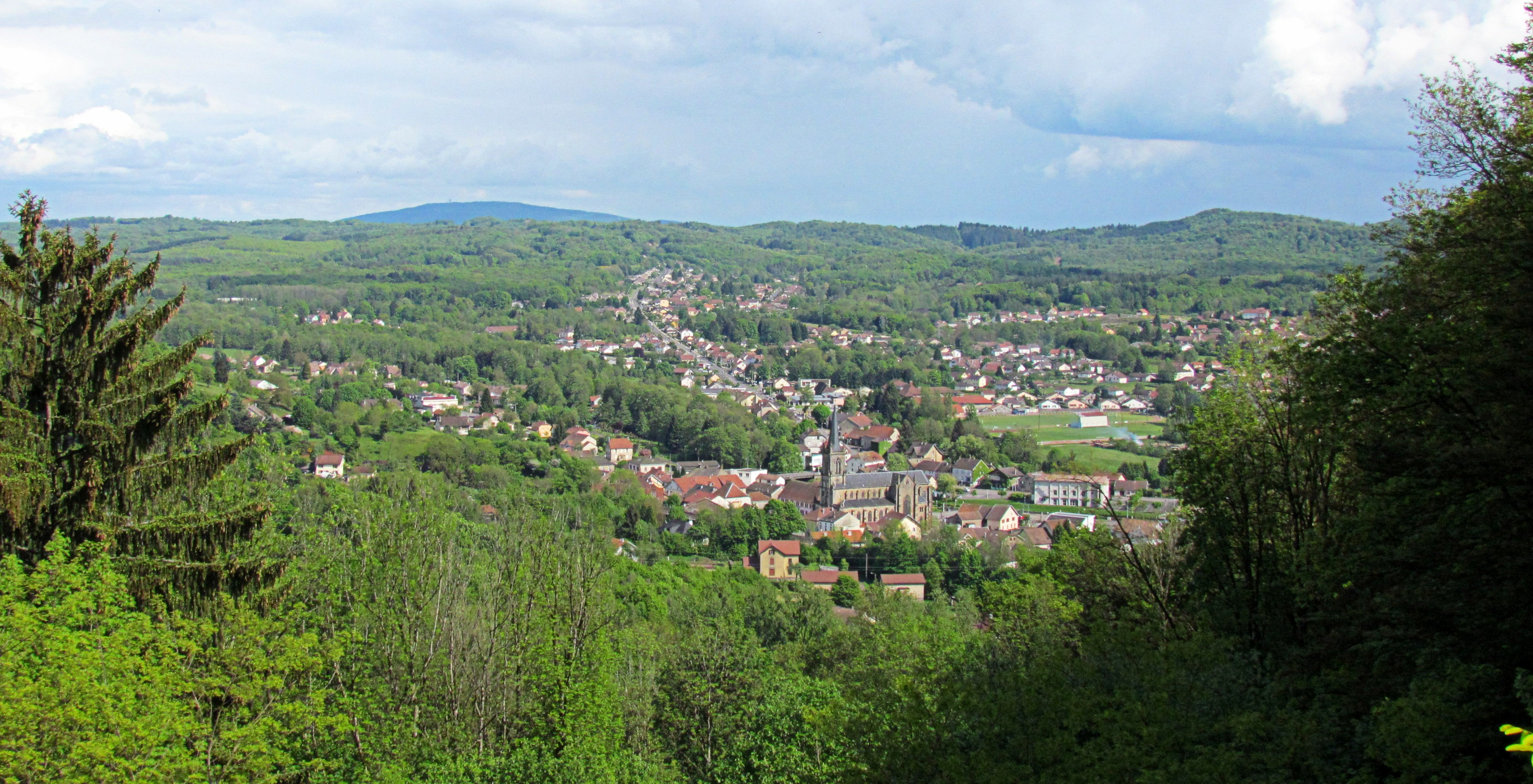
Au début du XXIe siècle, Ronchamp est plus boisée et urbanisée qu'au siècle précédent.

À la nationalisation des mines en 1946, les puits en activité et la centrale thermique sont confiés à Électricité de France qui tente d’abandonner l’exploitation dès 1950. Les mineurs constituent un comité de défense de la mine dont le maire de l'époque, Alphonse Pheulpin, fait partie, et qui se bat pour prolonger la durée de vie de l'exploitation, notamment en relançant l'exploitation aux affleurements avec le puits de l'Étançon (dernier puits creusé sur la commune) et plusieurs descenderies. Mais les derniers puits ferment les uns après les autres dans la décennie qui suit,.
En 1953, la commune lance plusieurs chantiers de construction : nouvelle école, bains-douches, pont et rénovation du stade de football. La municipalité cherche à montrer le renouveau de la ville à l'issue de la guerre et organise du 20 au 21 juin 1953 les fêtes de la « Renaissance ». Chaque corporation industrielle (les mines, les fonderies, la métallurgie et la filature) installe un arc de triomphe symbolique au-dessus de la rue principale où défile un long cortège représentant toutes les activés économiques, sportives, associatives, culturelles et militaires de la vallée ; s'ensuit une retraite aux flambeaux. Le lendemain, toutes les nouvelles infrastructures sont inaugurées. Des personnalités politiques prononcent des discours et une grande fête est lancée qui s'achève par un bal. À cette occasion les armoiries modernes de la commune sont créées par le docteur Maulini et sa devise est choisie,.
En 1955, Le Corbusier, sollicité par la Commission diocésaine d'art sacré de Besançon, fait reconstruire la chapelle Notre-Dame du Haut au sommet de la colline de Bourlémont après avoir été séduit par le lieu : « Je n'avais rien fait de religieux, mais quand je me suis trouvé devant ces quatre horizons, je n'ai pu hésiter ». Ce monument sera rapidement considéré comme une des principales œuvres d'architecture religieuse dans le monde. La chapelle est majoritairement financée par les habitants de Ronchamp, dans un bassin minier subissant la fermeture progressive des houillères de Ronchamp où les puits ferment les uns après les autres et certains habitants se retrouvent au chômage,,.
Après la fermeture des mines en 1958, les sites miniers sont mis en sécurité, les infrastructures sont pour la plupart démolies et les ouvriers se tournent vers d'autres activités. En 1976, un musée et deux associations sont créés (l'une l'année même, l'autre en 1994) pour préserver la mémoire de ce passé minier ; plusieurs sites sont réaménagés pour devenir visitables.
En 1980, la fermeture de l'entreprise MagLum, implantée dans les anciens bureaux et ateliers des houillères en 1958, pour assurer une reconversion du bassin minier, déclenche un mouvement social. Le site reste en grande partie en friche depuis cette date.
En 1989, le conseil municipal décide de réaménager et de moderniser les places de l'église et du marché, situées dans le centre-ville ; un concours d'architecture est lancé l'année suivante. Le sculpteur parisien Polska réalise alors le Cube des Prêles qui rend hommage à la formation du charbon. Pendant la seconde moitié du XXe siècle, la place laissée par la disparition progressive des activités minières, industrielles et agricoles favorise à la fois l'urbanisation et le reboisement,.
Le terril du puits Saint-Charles, devenu décharge pour une usine voisine, s'embrase de 1993 à 1994 en rejetant une épaisse fumée noire, causant des inquiétudes dans les populations locales.
Un couvent conçu par l'architecte italien Renzo Piano — sollicité directement par les sœurs clarisses — est inauguré à quelques mètres de la chapelle Notre-Dame du Haut en 2011 après des polémiques concernant la potentielle dénaturation du site tel que voulu par Le Corbusier,,,. Cette dernière est classée au patrimoine mondial de l'UNESCO le 17 juillet 2016 avec seize autres œuvres architecturales de Le Corbusier. Parallèlement, entre 2015 et 2017, la filature de Ronchamp, une ancienne usine désaffectée, est reconvertie en un complexe sportif, culturel et économique voué à une portée régionale regroupant une salle omnisports, une galerie d'exposition, des studios de répétition musicale, une halle publique et des locaux destinés à l'artisanat au coworking et à un fab lab. En 2018, Ronchamp devient une station verte.
En 2019, le centre-ville connait de nouveaux aménagements. La place Jean Lagelée, située devant l'église et la poste, est entièrement rénovée tandis que l'ancienne boulangerie ravagée par un incendie à proximité de la mairie laisse sa place à un square nommé en hommage à Simone Veil.

## Politique et administration

### Tendances politiques et résultats
Ronchamp relève de la deuxième circonscription de la Haute-Saône. Elle est traditionnellement ancrée à gauche en raison de son passé minier et industriel. En 2017, c'est le maire DVG de Baudoncourt, Christophe Lejeune qui est élu sous l'étiquette REM.
Comme dans d'autres bassins « ruralo-industriels », le vote en faveur Front national se développe depuis l'élection présidentielle française de 2002.
Au référendum sur le traité constitutionnel pour l'Europe du 29 mai 2005, le pourcentage de Ronchampois qui votent contre la Constitution européenne est de 79,58 %, alors qu'il est de 54,67 % pour la France.
À l'élection présidentielle française de 2007, le premier tour voit se démarquer Ségolène Royal (PS) avec 28,45 %. Au second tour, Ségolène Royal récolte 55,31 % des votes contre 44,69 % pour Nicolas Sarkozy. À l'élection présidentielle française de 2012, le premier tour voit Marine Le Pen (FN) arriver en tête avec 32,33 % des suffrages exprimés, suivie de François Hollande qui totalise 30,89 %. Au second tour, François Hollande obtient 63,62 % des suffrages exprimés contre 36,38 % pour Nicolas Sarkozy (UMP).
Lors de l'élection présidentielle française de 2017, le premier tour voit se démarquer Marine Le Pen (FN) avec 39,99 %. Au second tour, cette dernière récolte 58,81 % des votes contre 41,19 % pour Emmanuel Macron (EM) qui remporte l'élection à l'échelle nationale.

### Administration municipale

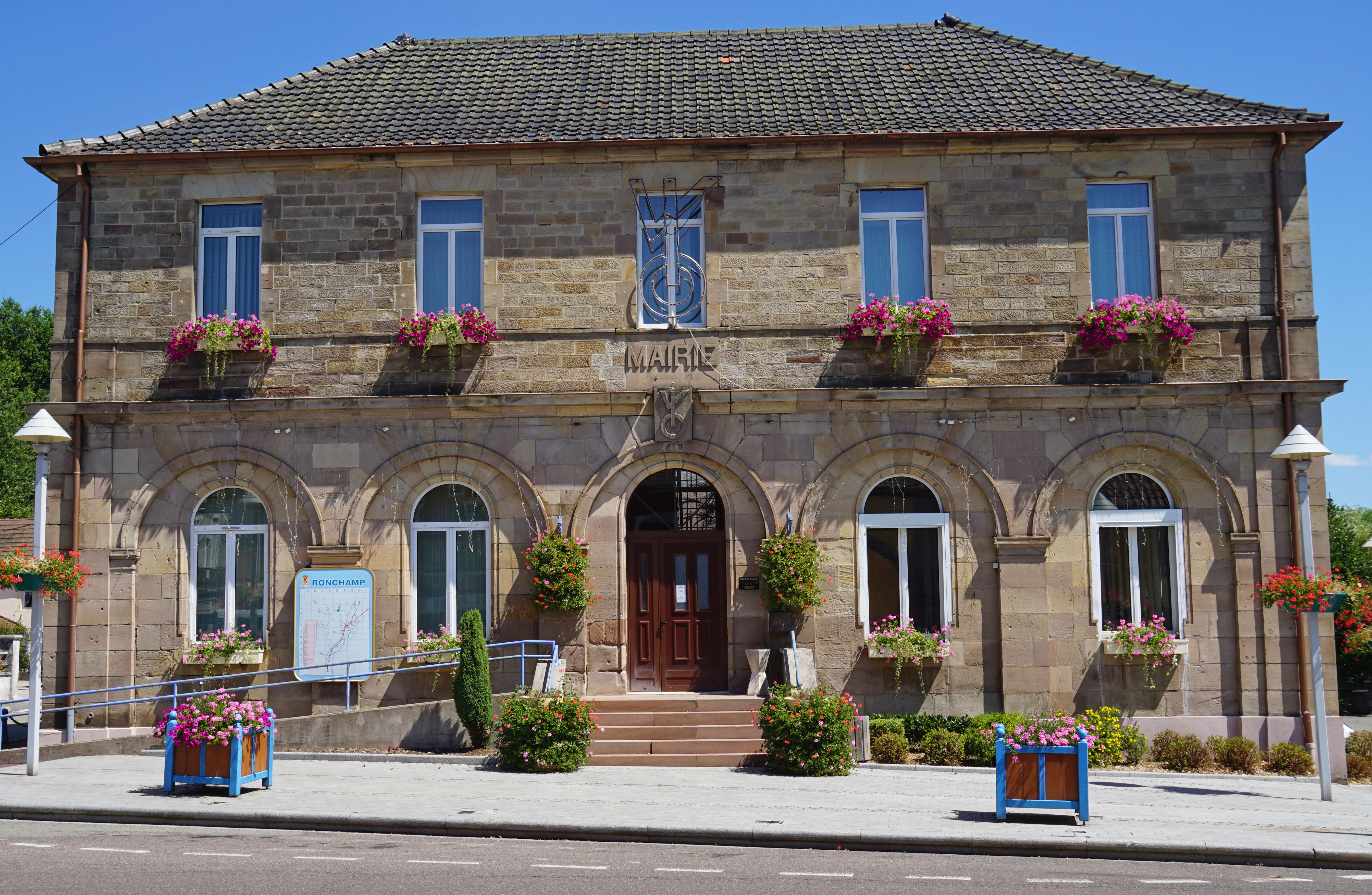
La mairie de Ronchamp.

Le nombre d'habitants au dernier recensement étant compris entre 2 500 et 3 499, le nombre de membres du conseil municipal est de 23. Le maire est secondé par six adjoints et deux conseillers délégués.

### Liste des maires

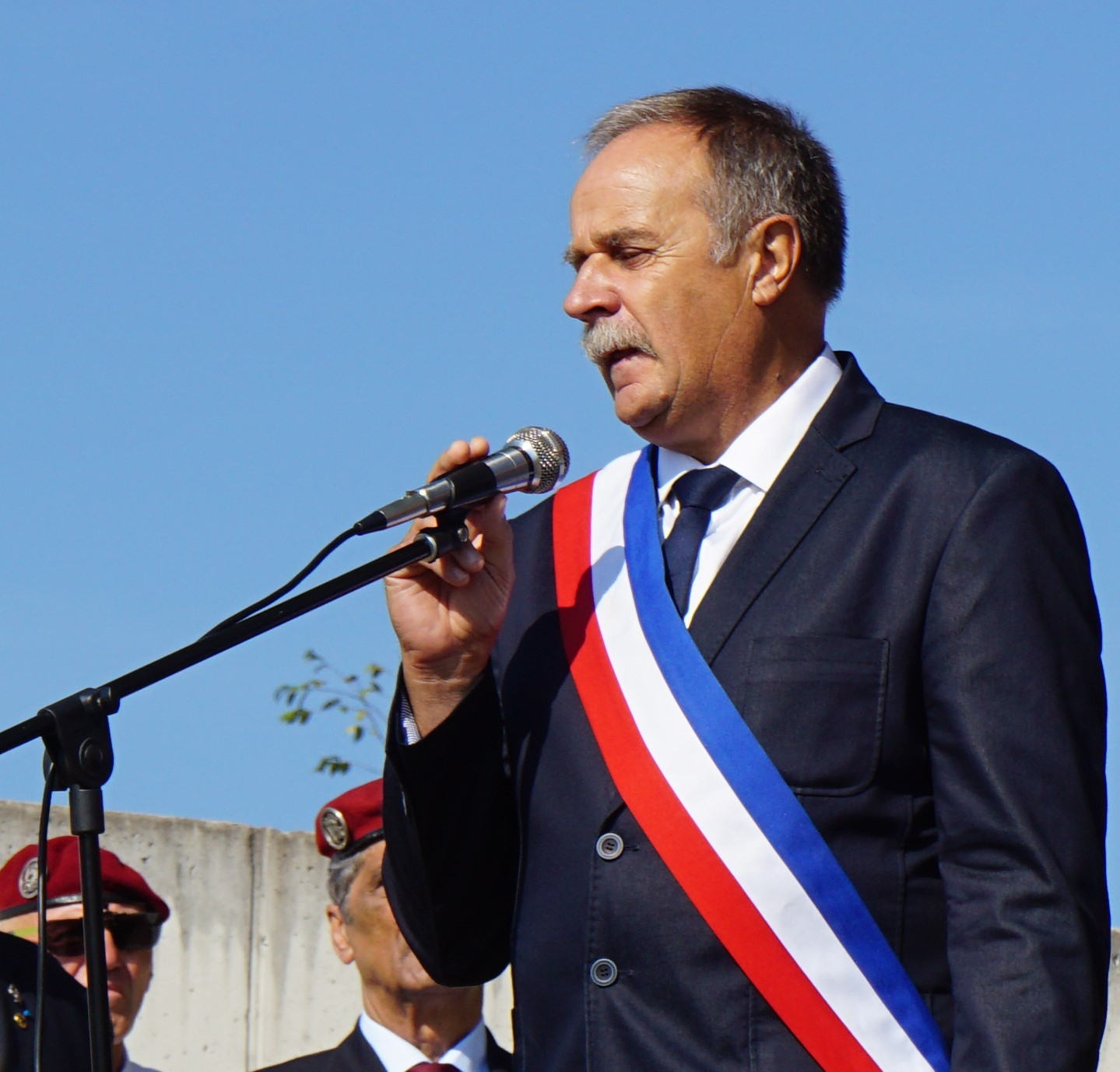
Jean-Claude Mille, maire de 2008 à 2020.

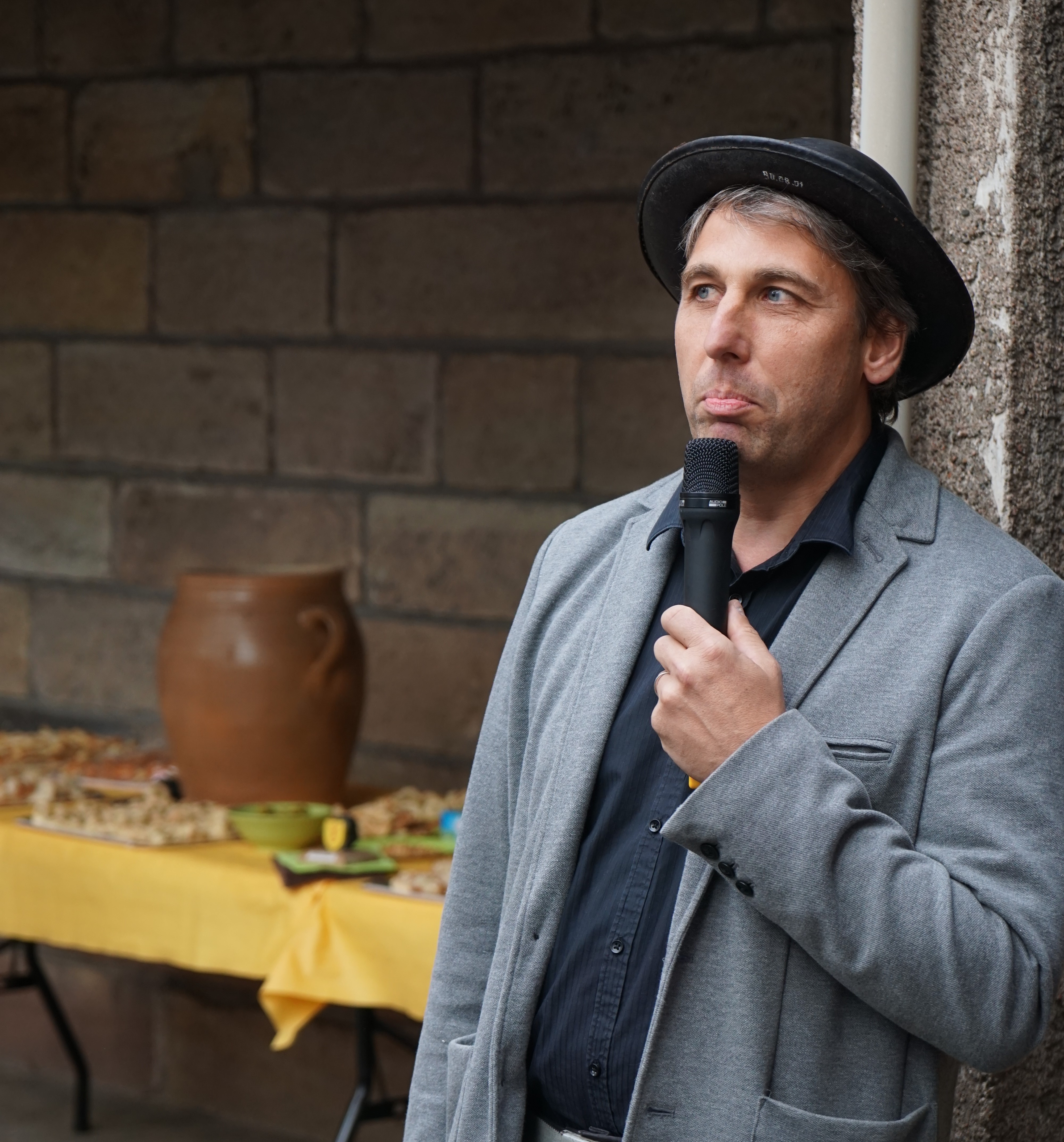
Benoît Cornu, maire depuis 2020.

### Découpage territorial

Carte départementale représentant en rouge la communauté de communes Rahin et Chérimont.

#### Intercommunalités
La commune est membre de la communauté de communes Rahin et Chérimont, un établissement public de coopération intercommunale (EPCI) à fiscalité propre créé en 2003, dont elle est le siège.
Cet EPCI est lui-même membre de différentes autres intercommunalités, dont le Pôle d’équilibre territorial et rural du Pays des Vosges Saônoises, une structure regroupant six intercommunalités, compétente dans l'élaboration du SCOT et mettant en œuvre un projet de territoire à l’échelle du bassin de vie concerné par les intercommunalités le composant, en fédérant l'ensemble des acteurs institutionnels, économiques et associatifs,. Les autres syndicats dont il est membre en 2020 et exerçant donc par délégation des compétences pour la commune dans différents domaines, sont le SM Haute Saône Numérique, le SM du parc naturel régional des ballons des Vosges, le SM pour la collecte et le traitement des ordures ménagères de la zone sous-vosgienne et Syndicat intercommunautaire du bassin de la Haute vallée de l'Ognon.

#### Rattachements administratifs et électoraux
Sur le plan administratif, la commune est rattachée à l'arrondissement de Lure, au département de la Haute-Saône et à la région Bourgogne-Franche-Comté.
Sur le plan électoral, la commune dépend du canton de Lure-1 depuis le redécoupage cantonal de 2014 pour l'élection des conseillers départementaux (de 1801 à 2015, elle était rattachée au canton de Champagney) et de la deuxième circonscription de la Haute-Saône pour les élections législatives.

### Politique environnementale

#### Gestion des déchets
La communauté de communes Rahin et Chérimont assure la gestion de la politique environnementale de Ronchamp, dont entre autres la mise en place et le suivi d’un service public d’assainissement non collectif.
La communauté de communes Rahin et Chérimont, à laquelle appartient Ronchamp, est membre du syndicat intercommunal de collecte et de traitement des ordures ménagères (SICTOM) de la zone sous-vosgienne, basé à Étueffont. La commune accueille par ailleurs sur son territoire un maraîcher bio ainsi que des permanences de l'association Agro Bio Conso. Une déchèterie est installée à proximité de l'ancien puits de l'Étançon.

#### Énergie

Carte des chaufferies bois.
Chaufferies.
Bâtiments desservis.

La commune possède trois chaufferies « bois énergie » utilisant des plaquettes qui sont en majorité d'origine locale afin de réduire les coûts et de privilégier les circuits courts. La première est mise en service en octobre 2010 pour chauffer l'école du centre, la salle Broly ainsi que l'EHPAD Notre-Dame. La deuxième est mise en service en 2016 sur le site de la filature pour alimenter les différents équipements du lieu. La troisième est mise en service en 2018 pour alimenter la mairie, le bureau de poste, le « relais de diligence » le dojo, des logements communaux, le musée de la mine Marcel-Maulini, l'office de tourisme et la salle des fêtes-médiathèque.
En décembre 2017, une borne de recharge pour véhicules électriques est installée sur la place du 14 juillet par le Syndicat intercommunal d’énergie du département de la Haute-Saône (SIED 70).
Une centrale photovoltaïque de 3,3 hectares pour une puissance maximale de 4,99 MWc doit permettre de couvrir la consommation électrique de 3 480 habitants. Elle sera implantée sur les terrils du Chanois. Le projet est mené conjointement par les communes de Ronchamp et Magny-Danigon avec l'aide de la communauté de communes Rahin et Chérimont et de la communauté de communes du pays de Lure. La centrale serait située sur deux zones : celle de Ronchamp (7 hectares) serait installée à proximité du puits du Chanois et de l'ancienne centrale thermique des houillères — dont l'ancien poste électrique servirait à la distribution du courant — et la zone de Magny-Danigon serait située sur l'ancien terril trié par Escaut-Énergie et exploité comme granulats. Les travaux doivent démarrer à l'automne 2025 pour s'achever en mars ou avril 2026.

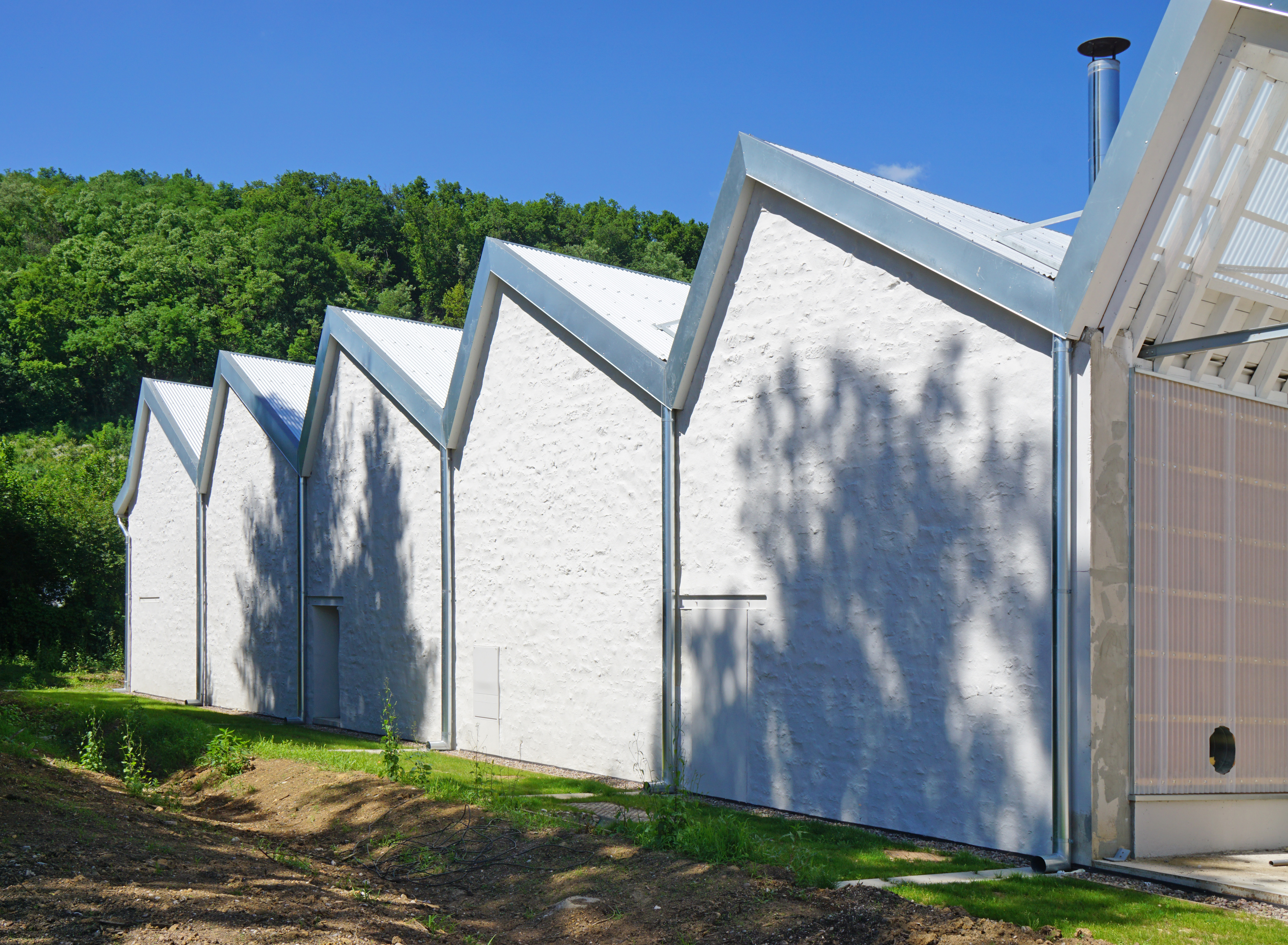
La chaufferie de la filature.
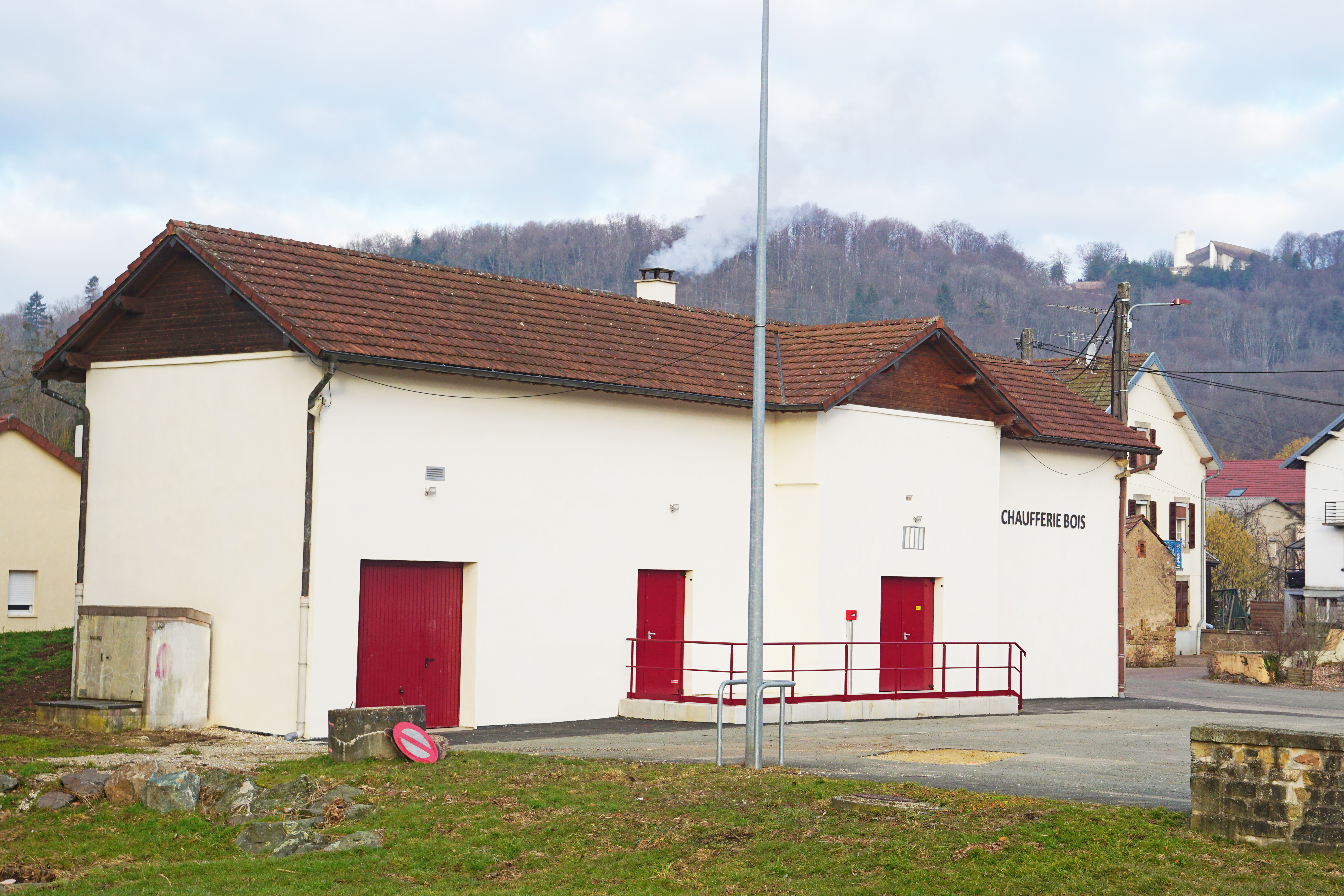
La chaufferie du centre.
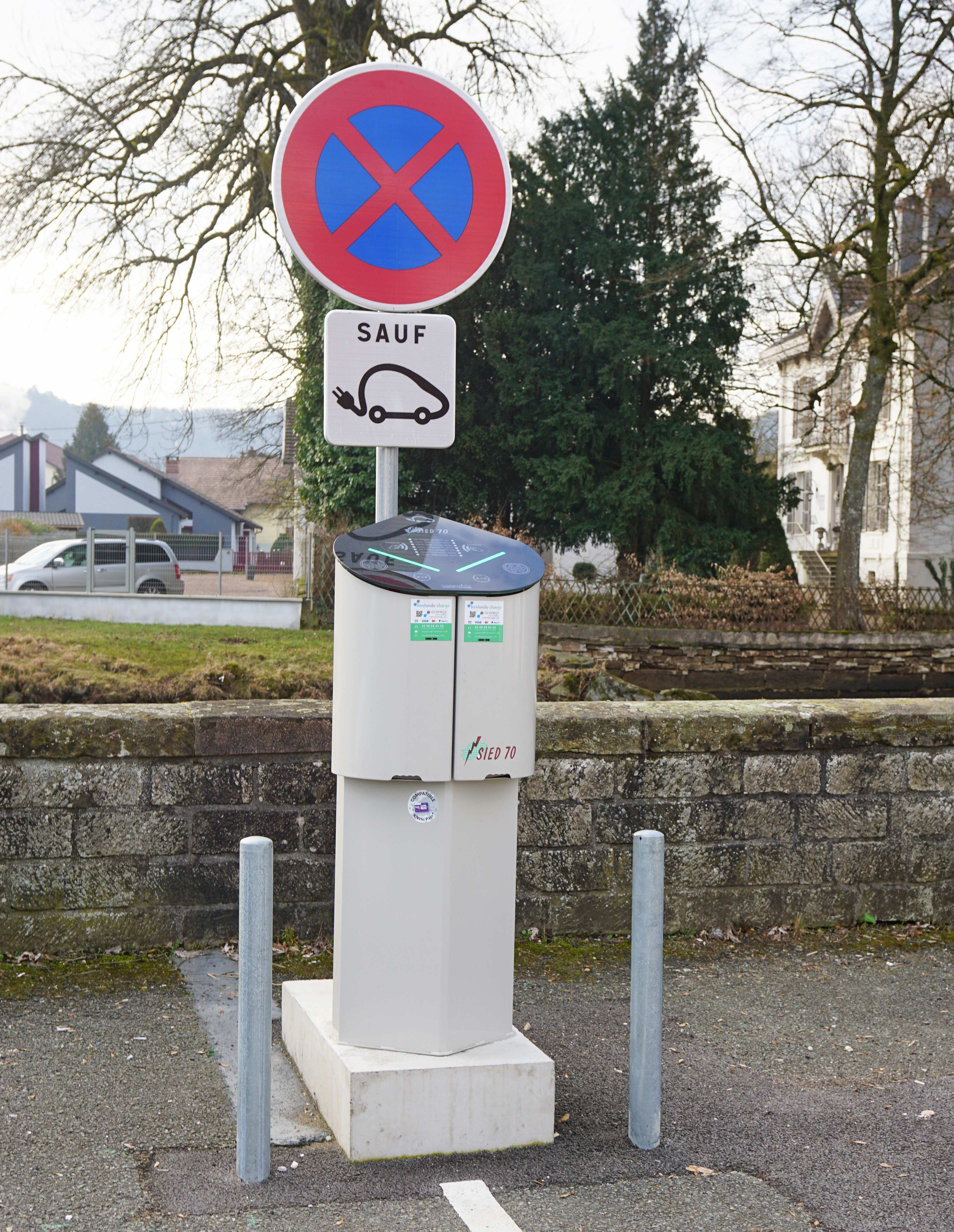
La borne de recharge.

#### Gestion de l'eau

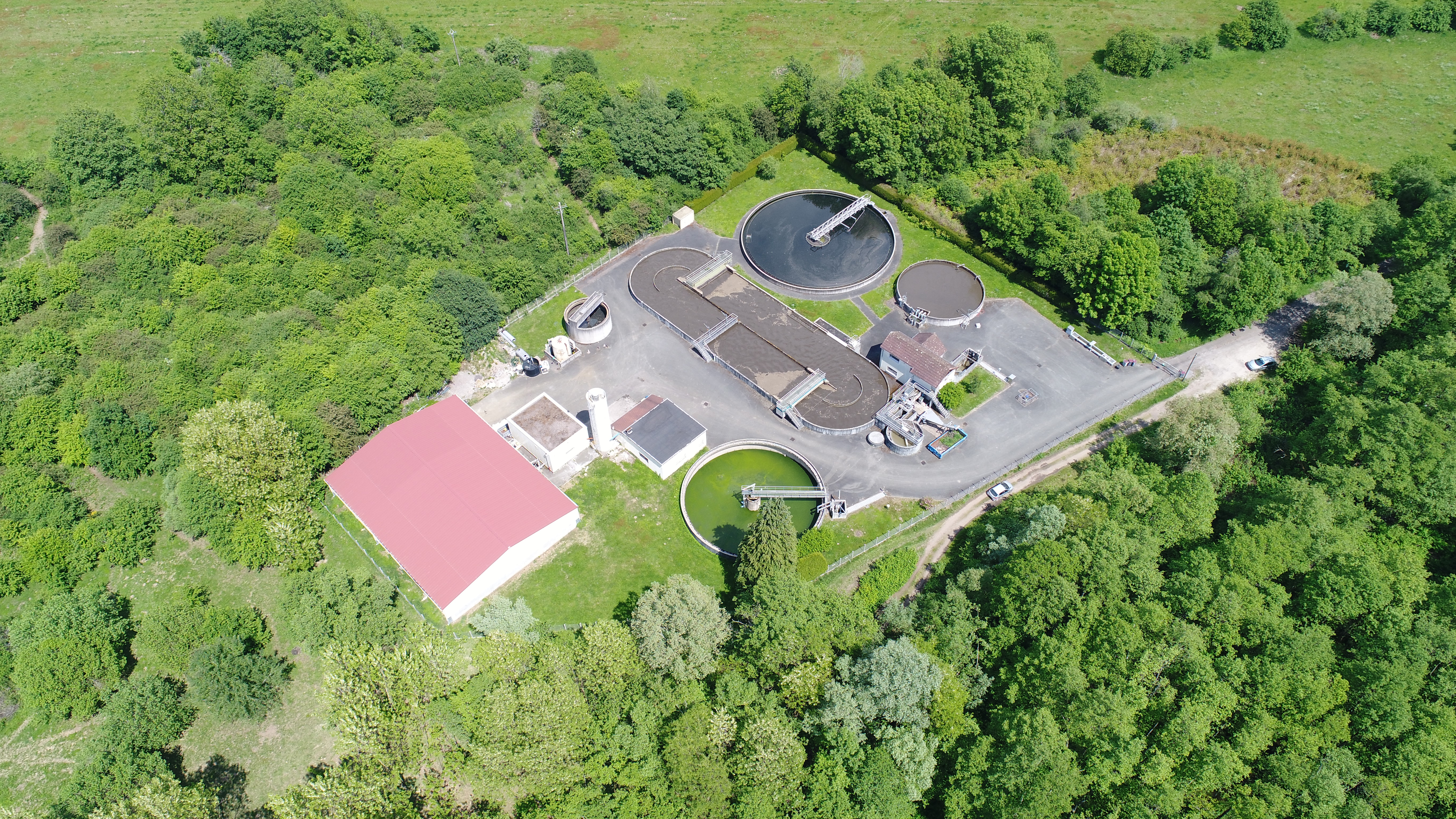
La station d'épuration de Ronchamp.

Il existe quatre captages d'eau potable pour les sources de la Chapelle, sur la colline de Bourlémont et un autre au lieu-dit Mathieu qui alimente un réservoir de 640 m3, situé route de la Chapelle. Cinq autres captages prélèvent l'eau au hameau de la Selle qui est équipé d'un réservoir de 250 m3. Un réservoir secondaire faisant tampon est installé au puits VII. En cas de nécessité, le réservoir de la Chapelle peut être alimenté par celui de la Selle via une conduite qui est normalement fermée. La commune rejoint le syndicat intercommunal d'alimentation des eaux potables de Champagney (SIAEP) en 2016.
Les eaux usées sont traitées dans une station d'épuration située dans le sud-ouest du territoire communal qui est gérée par le Syndicat Intercommunal d’Assainissement de la Haute Vallée du Rahin. Elle rejette l'eau traitée dans le Rahin ; sa capacité est configurée pour 12 000 habitants.

### Finances locales
Depuis les années 2000, la capacité d'autofinancement est — de façon chronique — largement inférieure à la moyenne de la strate (communes de 2 000 à 3 500 habitants appartenant à un groupement fiscalisé), tout comme le résultat comptable :
Capacité d'autofinancement par habitant (en euros)
|                      | 2018 | 2017 | 2016 | 2015 | 2014 | 2013 | 2012 | 2011 | 2010 | 2009 | 2008 | 2007 |
| -------------------- | ---- | ---- | ---- | ---- | ---- | ---- | ---- | ---- | ---- | ---- | ---- | ---- |
| Ronchamp             | 122  | 67   | 95   | 142  | 124  | 118  | 94   | 123  | 111  | 128  | 85   | 103  |
| Moyenne de la strate | 172  | 166  | 166  | 167  | 166  | 173  | 187  | 189  | 172  | 181  | 184  | 183  |

Le budget annuel est constant depuis 2010, de l'ordre de 2 M€. Par habitant, l'évolution est la suivante :
Budget par habitant (en euros)
|                      | 2018 | 2017 | 2016 | 2015 | 2014 | 2013 | 2012 | 2011 | 2010 | 2009 | 2008 | 2007 |
| -------------------- | ---- | ---- | ---- | ---- | ---- | ---- | ---- | ---- | ---- | ---- | ---- | ---- |
| Ronchamp             | 736  | 798  | 739  | 757  | 745  | 717  | 740  | 689  | 718  | 714  | 650  | 640  |
| Moyenne de la strate | 913  | 909  | 891  | 899  | 893  | 899  | 885  | 876  | 855  | 894  | 916  | 892  |

Ce budget toujours inférieur à la moyenne de la strate, est à mettre en relation avec les trois taux d'imposition, dont deux sont toujours inférieurs à la strate : par exemple en 2018, le taux pour la taxe d'habitation est de 5,58 % pour un taux moyen de la strate de 13,40 % ; le taux sur le foncier bâti est de 6,25 % contre 17,65 % pour la strate et le taux pour le foncier non bâti est de 50,37 % contre 49,37 % pour la strate.

### Jumelages
| \| Localisation des villes jumelées avec Saint-Cyr-sur-Menthon. Ronchamp Sułkowice Cuveglio \| Localisation des communes jumelées. |
| Ronchamp Sułkowice Cuveglio |

La commune de Ronchamp est jumelée avec :
- Sułkowice (Pologne) depuis 2003. Après l'arrêt des « Rétrofolies » en 2000, le comité des fêtes de Ronchamp souhaite mettre en place un nouvel événement pour la commune et décide d’organiser une fête franco-polonaise en l'honneur des anciens mineurs polonais de Ronchamp du 14 au 16 septembre 2001. Cette fête est motivée par l'envie pour les descendants de ces mineurs de renouer avec leur pays d'origine. C'est à la suite de cette fête que la commune et le comité des fêtes décident d'établir un jumelage avec une ville polonaise. Des recherches sont menées dans la région de Cracovie, car c'est de cette région dont seraient originaires les mineurs polonais de Ronchamp (conviction infirmée par des recherches historiques ultérieures). Un rapprochement se fait rapidement avec la ville de Sułkowice qui était la plus motivée. Au cours des années suivantes, plusieurs voyages sont organisés entre les deux communes. Leur jumelage est officialisé le 21 septembre 2003 lorsque les deux maires, Raymond Massinger et Joseph Mardaus, signent un parchemin. Ce jumelage intervient dans le contexte particulier de la procédure d’adhésion de la Pologne à l'Union européenne[134],[135],[B 17] ;
- Cuveglio (Italie) depuis 2007[136]. Cette commune italienne s'est jointe au jumelage entre Ronchamp et Sułkowice et plusieurs manifestations culturelles sont organisées entre les trois villes. Ainsi, lors de la célébration du jumelage entre le 15 et le 17 septembre 2007, des délégations venues de Ronchamp et Sułkowice sont reçues à Cuveglio[137],[138].

## Population et société

### Démographie
En 2011, la commune comptait 2 938 habitants, ce qui en faisait la neuvième commune la plus peuplée du département, pour une densité de population de 125 hab./km2. La ville était constituée de 1 367 hommes, représentant 49,4 % de la population ronchampoise et de 1 400 femmes, soit 50,6 % de la population, en 2016.
La commune a connu une importante immigration d'ouvriers polonais durant la période d'activité des houillères qui s'est déroulée en trois phases pendant la période de l'entre-deux-guerres. Elle a fortement influencé les traditions minières et culturelles modifiant fortement la démographie en apportant plusieurs centaines de familles. En août 1940, les autorités allemandes recensent 509 Polonais vivant dans le bassin minier dont 163 sont employés par la mine. Cette population est restée installée dans le secteur.
L'évolution du nombre d'habitants est connue à travers les recensements de la population effectués dans la commune depuis 1793. Pour les communes de moins de 10 000 habitants, une enquête de recensement portant sur toute la population est réalisée tous les cinq ans, les populations de référence des années intermédiaires étant quant à elles estimées par interpolation ou extrapolation. Pour la commune, le premier recensement exhaustif entrant dans le cadre du nouveau dispositif a été réalisé en 2006.

En 2022, la commune comptait 2 745 habitants, en évolution de −0,8 % par rapport à 2016 (Haute-Saône : −1,4 %, France hors Mayotte : +2,11 %).
| 1793 | 1800  | 1806  | 1821  | 1831  | 1836  | 1841  | 1846  | 1851  |
| ---- | ----- | ----- | ----- | ----- | ----- | ----- | ----- | ----- |
| 904  | 1 235 | 1 235 | 1 309 | 1 663 | 1 646 | 1 771 | 2 187 | 2 353 |

| 1856  | 1861  | 1866  | 1872  | 1876  | 1881  | 1886  | 1891  | 1896  |
| ----- | ----- | ----- | ----- | ----- | ----- | ----- | ----- | ----- |
| 2 419 | 2 860 | 3 041 | 3 009 | 3 553 | 3 516 | 3 414 | 3 363 | 3 494 |

| 1901  | 1906  | 1911  | 1921  | 1926  | 1931  | 1936  | 1946  | 1954  |
| ----- | ----- | ----- | ----- | ----- | ----- | ----- | ----- | ----- |
| 3 571 | 3 801 | 3 520 | 3 299 | 3 527 | 3 441 | 3 128 | 3 035 | 3 068 |

| 1962  | 1968  | 1975  | 1982  | 1990  | 1999  | 2006  | 2011  | 2016  |
| ----- | ----- | ----- | ----- | ----- | ----- | ----- | ----- | ----- |
| 2 981 | 3 058 | 3 087 | 3 132 | 3 088 | 2 965 | 2 924 | 2 938 | 2 767 |

| 2021  | 2022  | - | - | - | - | - | - | - |
| ----- | ----- | - | - | - | - | - | - | - |
| 2 746 | 2 745 | - | - | - | - | - | - | - |

Histogramme de l'évolution des effectifs et de l’exploitation charbonnière aux puits de Ronchamp.

Entre le XIXe siècle et le milieu du XXe siècle, la courbe démographique de Ronchamp est directement liée aux effectifs et à la production de houille des mines, notamment lors des pics de 1876 et 1906. En 1886, l'effectif des houillères atteint son maximum avec 1 600 ouvriers.

#### Pyramide des âges
En 2018, le taux de personnes d'un âge inférieur à 30 ans s'élève à 33,0 %, soit au-dessus de la moyenne départementale (31,7 %). À l'inverse, le taux de personnes d'âge supérieur à 60 ans est de 30,1 % la même année, alors qu'il est de 29,7 % au niveau départemental.
En 2018, la commune comptait 1 355 hommes pour 1 388 femmes, soit un taux de 50,60 % de femmes, légèrement inférieur au taux départemental (50,77 %).
Les pyramides des âges de la commune et du département s'établissent comme suit.
| Hommes | Classe d’âge | Femmes |
| ------ | ------------ | ------ |
| 0,4    | 90 ou +      | 1,8    |
| 7,7    | 75-89 ans    | 12,1   |
| 18,9   | 60-74 ans    | 19,1   |
| 20,5   | 45-59 ans    | 18,0   |
| 17,7   | 30-44 ans    | 17,7   |
| 15,4   | 15-29 ans    | 12,6   |
| 19,4   | 0-14 ans     | 18,6   |

| Hommes | Classe d’âge | Femmes |
| ------ | ------------ | ------ |
| 0,7    | 90 ou +      | 1,9    |
| 8      | 75-89 ans    | 10,6   |
| 19,9   | 60-74 ans    | 20,4   |
| 21,4   | 45-59 ans    | 20,8   |
| 17,2   | 30-44 ans    | 16,7   |
| 15,3   | 15-29 ans    | 13,5   |
| 17,5   | 0-14 ans     | 16,1   |

### Enseignement
La commune dépend de l'académie de Besançon.

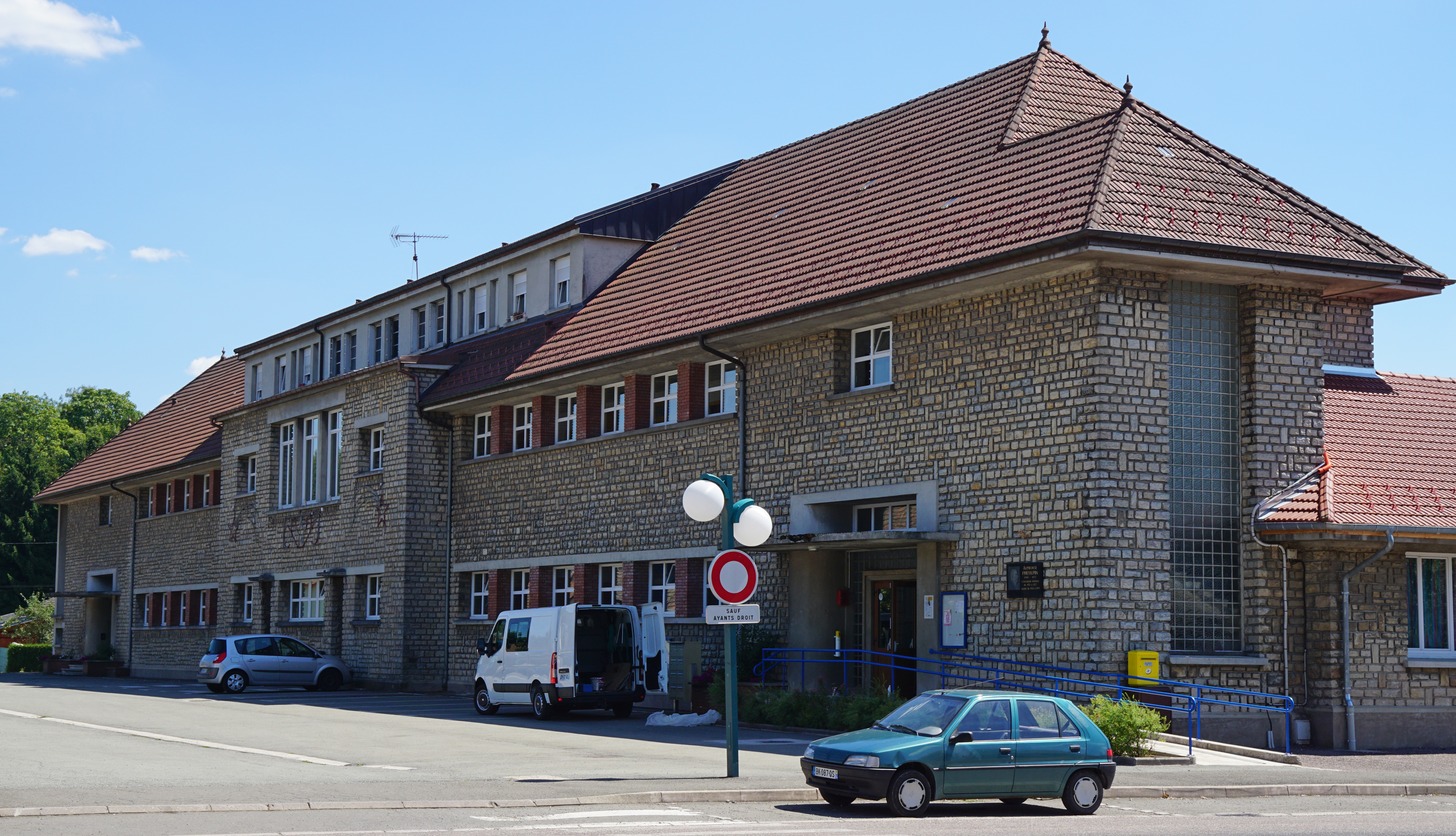
L'école du centre.

Ronchamp possède une école maternelle publique et quatre écoles primaires publiques : une au centre et les autres dans les plus gros hameaux environnants. Ronchamp ne compte pas de collège, celui-ci se trouve dans la commune voisine de Champagney. Pour la scolarisation des lycéens, le lycée Georges-Colomb de Lure est l'établissement le plus proche.
En ce qui concerne les études supérieures, les établissements les plus proches sont situés dans l'aire urbaine de Belfort-Montbéliard et à Vesoul.

### Santé
Un établissement médical se trouve à Ronchamp : la maison de retraite Notre-Dame, un établissement d'hébergement pour personnes âgées dépendantes (EHPAD) de type associatif disposant d'une capacité de 45 places à temps complet.
Concernant les services hospitaliers, l'hôpital le plus proche de Ronchamp est celui de Lure, mais il est de plus en plus désinvesti par les services publics au profit de celui de Vesoul, principal site du groupe hospitalier de la Haute-Saône. Par ailleurs, l'hôpital Nord Franche-Comté située à Trévenans est facilement accessible depuis Ronchamp.
Ronchamp accueille également plusieurs professionnels de la santé : trois médecins généralistes, un cabinet de kinésithérapie, un cabinet infirmier, un cabinet d'ostéopathie et deux pharmacies. L'espace médical Mireille-Lab est inauguré en 2021, il regroupe un médecin généraliste, un cabinet de trois infirmières et une remplaçante ainsi qu'une dentiste. Tous les bureaux ne sont pas occupés au moment de l'inauguration.

### Services et équipements publics
Les services publics comprennent une bibliothèque-médiathèque-salle des fêtes, un bureau de poste-France services et une caserne de pompiers. Une brigade territoriale de gendarmerie et une Maison de services au public sont implantées dans la commune voisine de Champagney.
Les autres services publics sont disponibles à Lure, où l'on trouve notamment la sous-préfecture, les services sociaux locaux du Conseil départemental et une de ses antennes techniques routières, Pôle emploi, EDF, les services fiscaux et cadastraux et un tribunal de proximité.

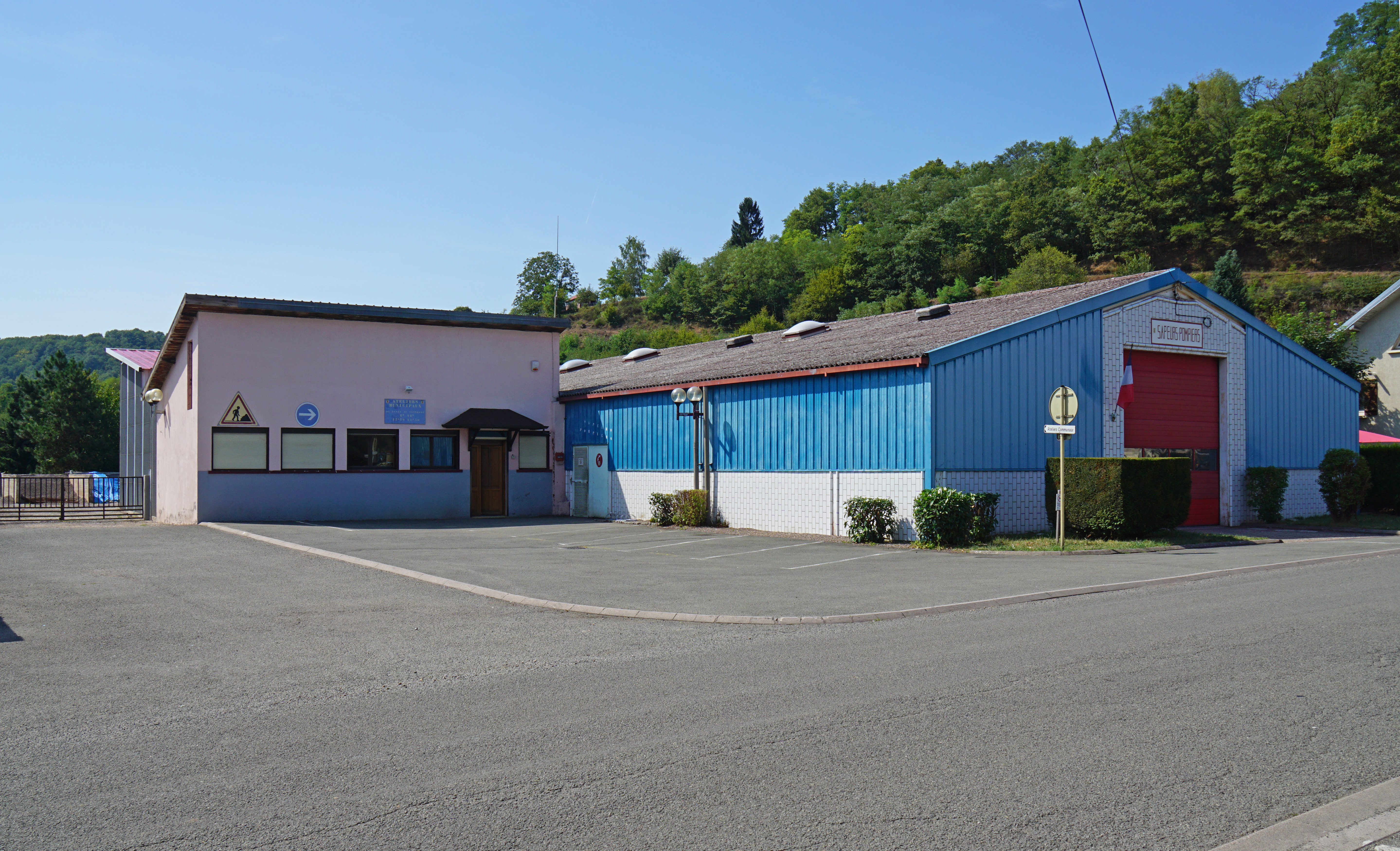
La caserne des pompiers et les ateliers municipaux.
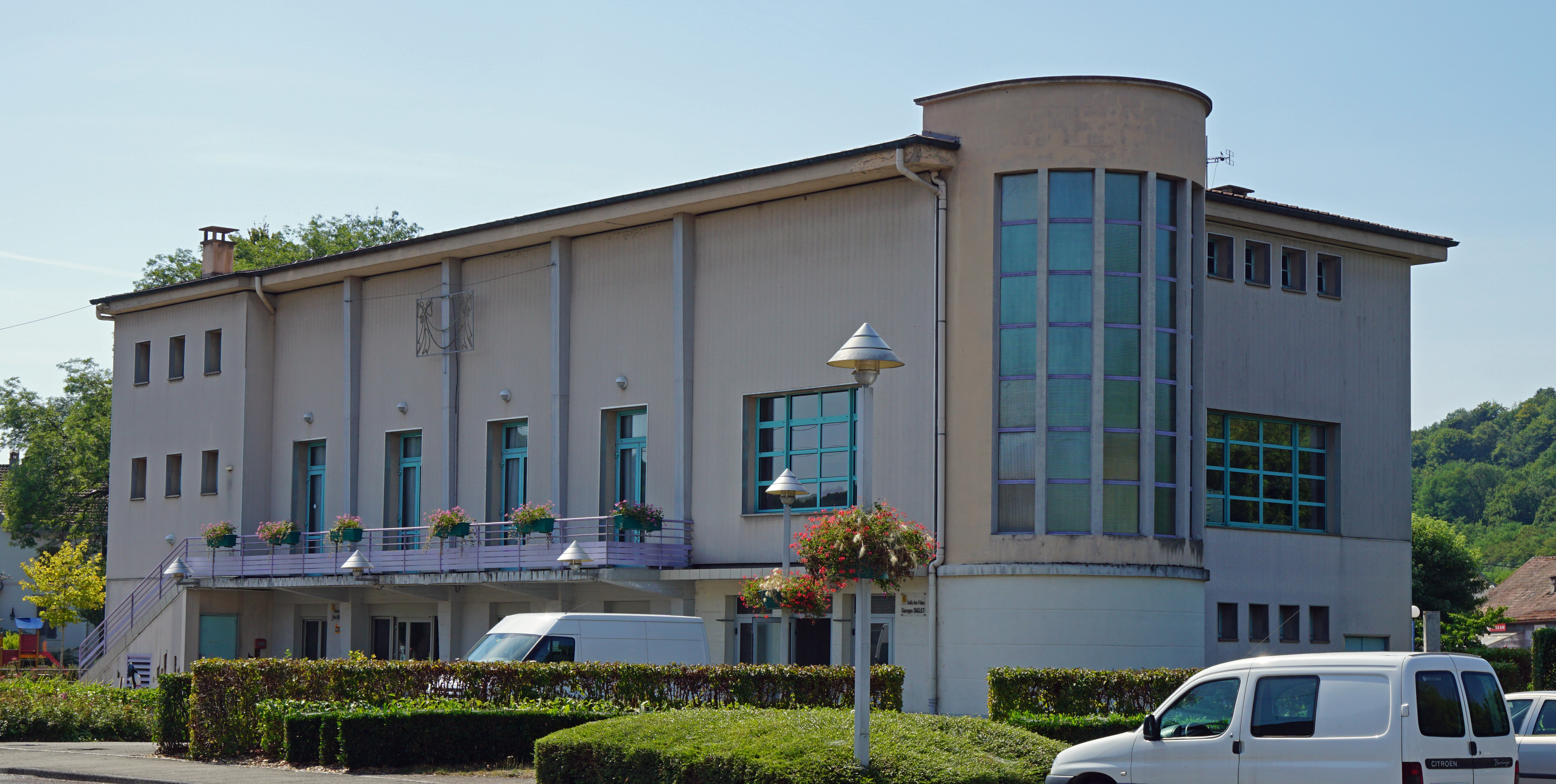
La bibliothèque, médiathèque et salle des fêtes.
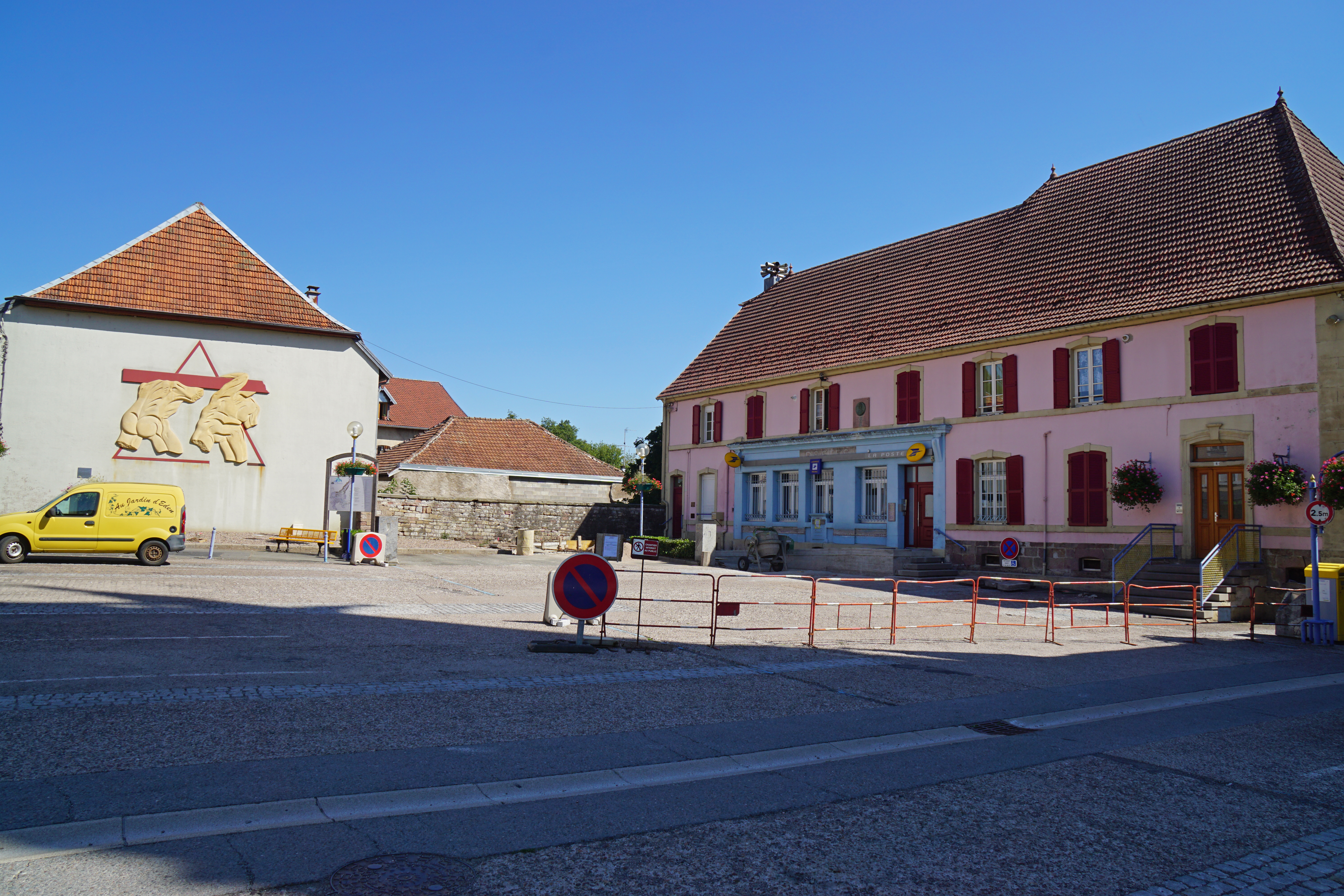
Le bureau de poste.

### Instances administratives et judiciaires
La commune de Ronchamp dépend du tribunal judiciaire de Vesoul, du tribunal de proximité de Lure, du tribunal de commerce de Vesoul, du tribunal paritaire des baux ruraux de Lure, du conseil de prud'hommes de Lure et de la cour d'assises de Vesoul. De plus, la ville est dépendante du tribunal administratif et de la cour d'appel de Besançon ainsi que de la cour administrative d'appel de Nancy,.

### Sports
La commune dispose de plusieurs clubs et associations sportives qui encadrent la pratique de disciplines sportives en tous genres comme les arts martiaux, le tennis, le football ou encore l'escrime.
Ronchamp comporte plusieurs équipements sportifs dont le stade Ludovic-Oscar-Frossard, composé d'une piste d'athlétisme de 400 mètres, d'un plateau multisports, de deux terrains de football et d'un court de tennis. La commune dispose également de terrains de pétanque, d'un dojo ou encore de circuits de randonnées,,.
Un gymnase omnisports de 1 700 m2 homologué pour accueillir des compétitions de niveau régional est construit entre 2015 et 2017 dans l'ancienne filature de Ronchamp dans le cadre du chantier de reconversion de cette friche industrielle,. Un skatepark est construit à proximité en 2018, à l'initiative du conseil municipal des jeunes.

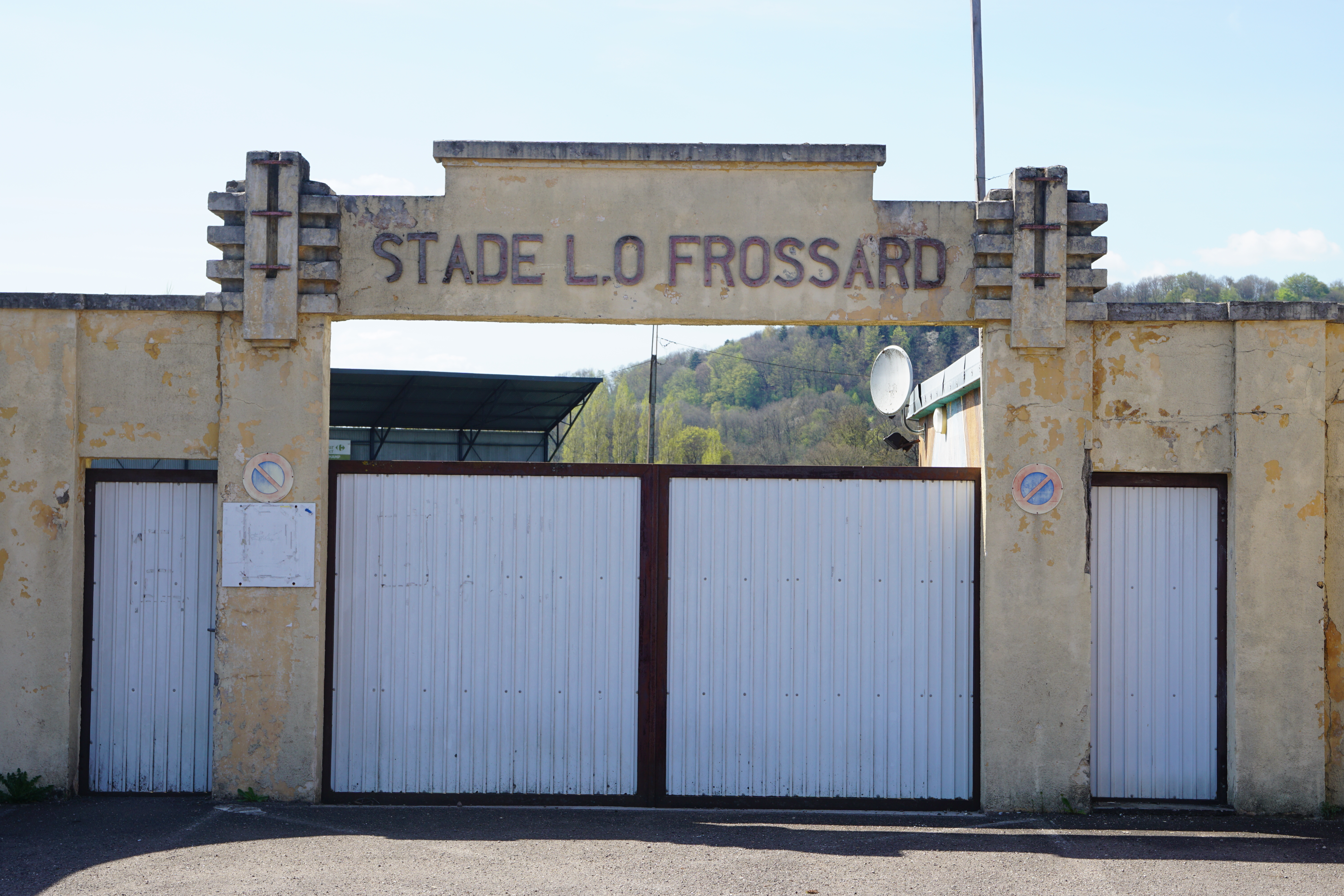
L'entrée du stade Ludovic-Oscar-Frossard.
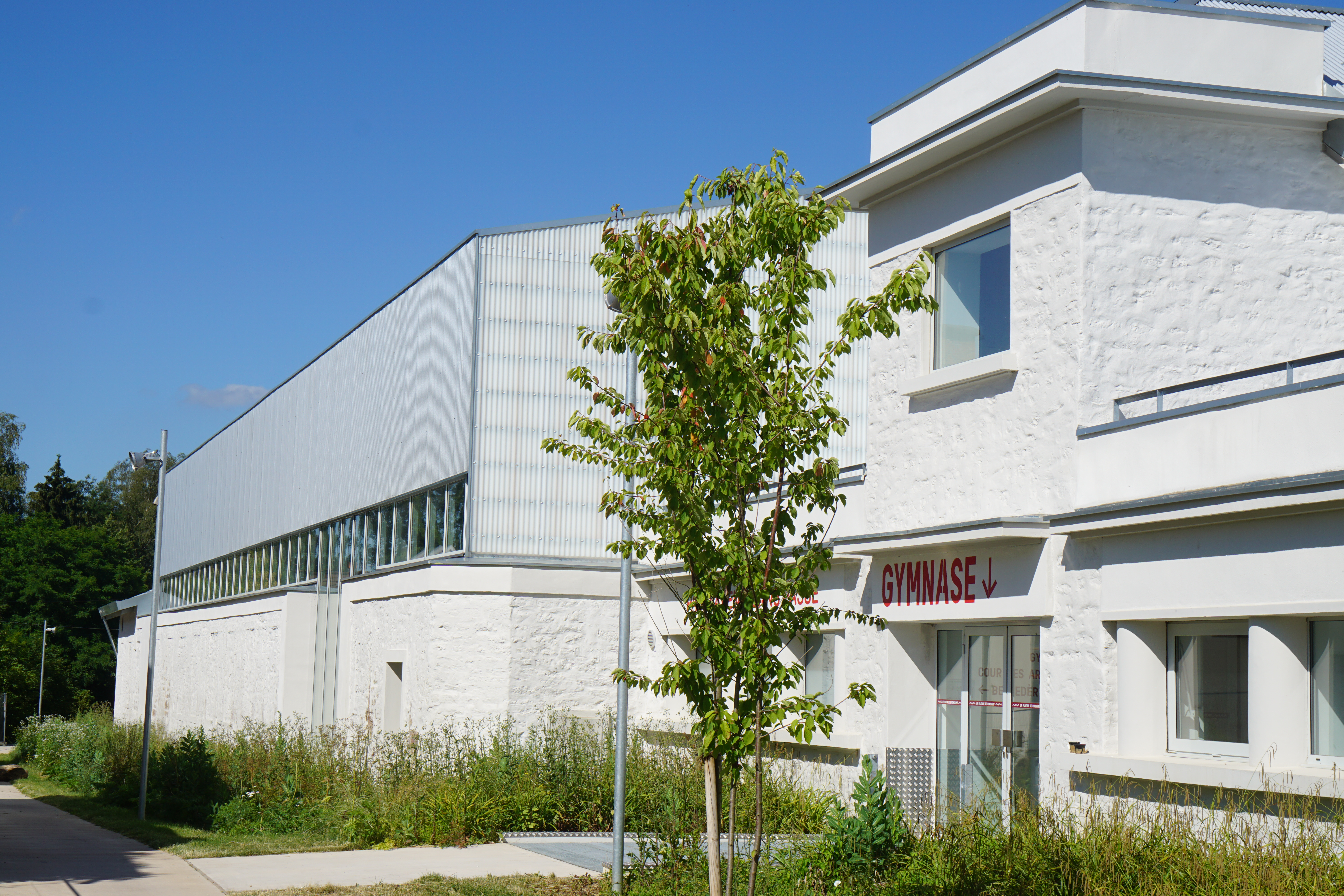
Le gymnase de la filature.
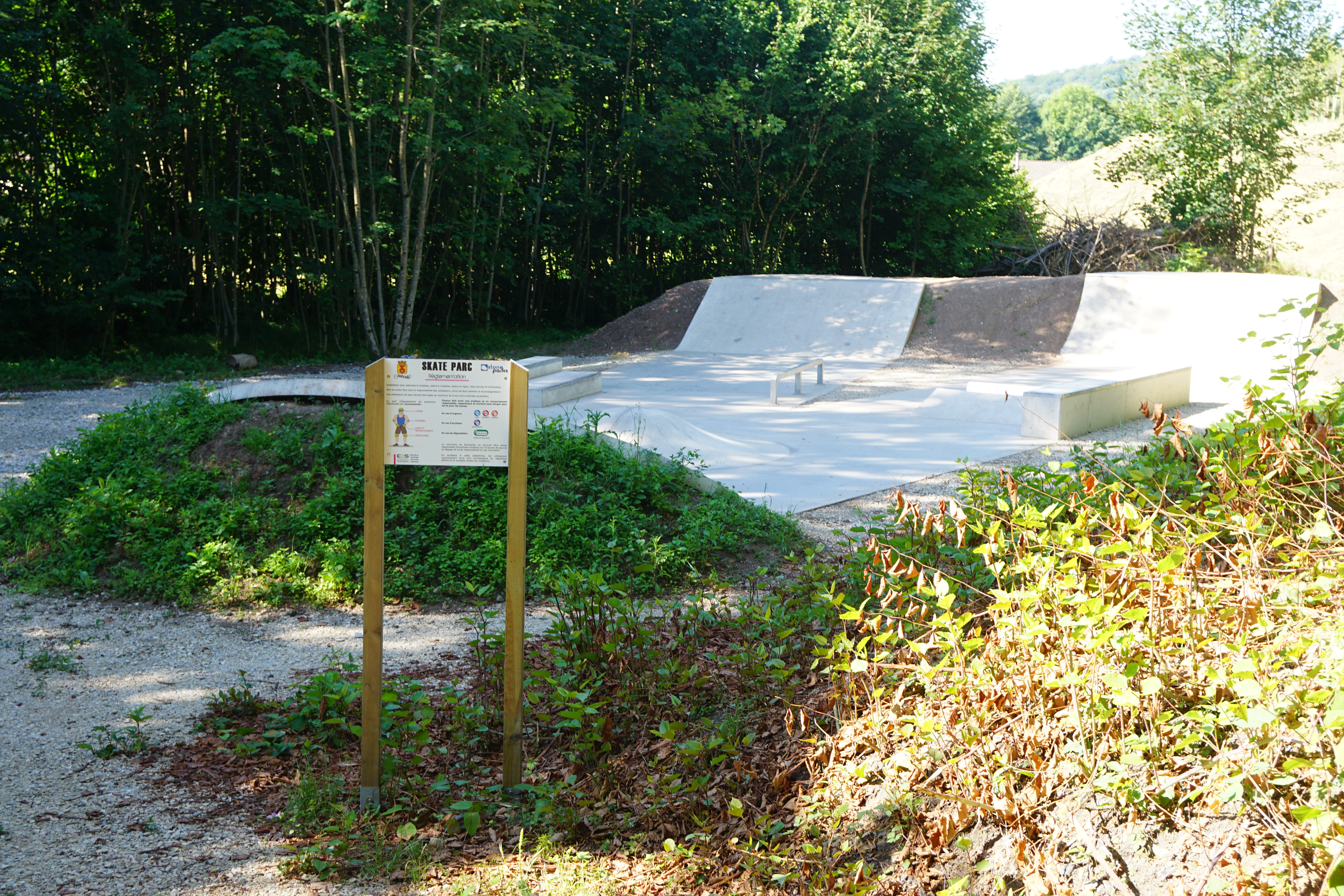
Le skatepark de la filature.

### Médias
La presse écrite est représentée par le quotidien régional L'Est républicain ainsi que par le journal hebdomadaire Les Affiches de la Haute-Saône. La ville est couverte par les programmes de France 3 Franche-Comté. Elle bénéficie d'un réseau 4G dans sa partie urbanisée.

### Cultes

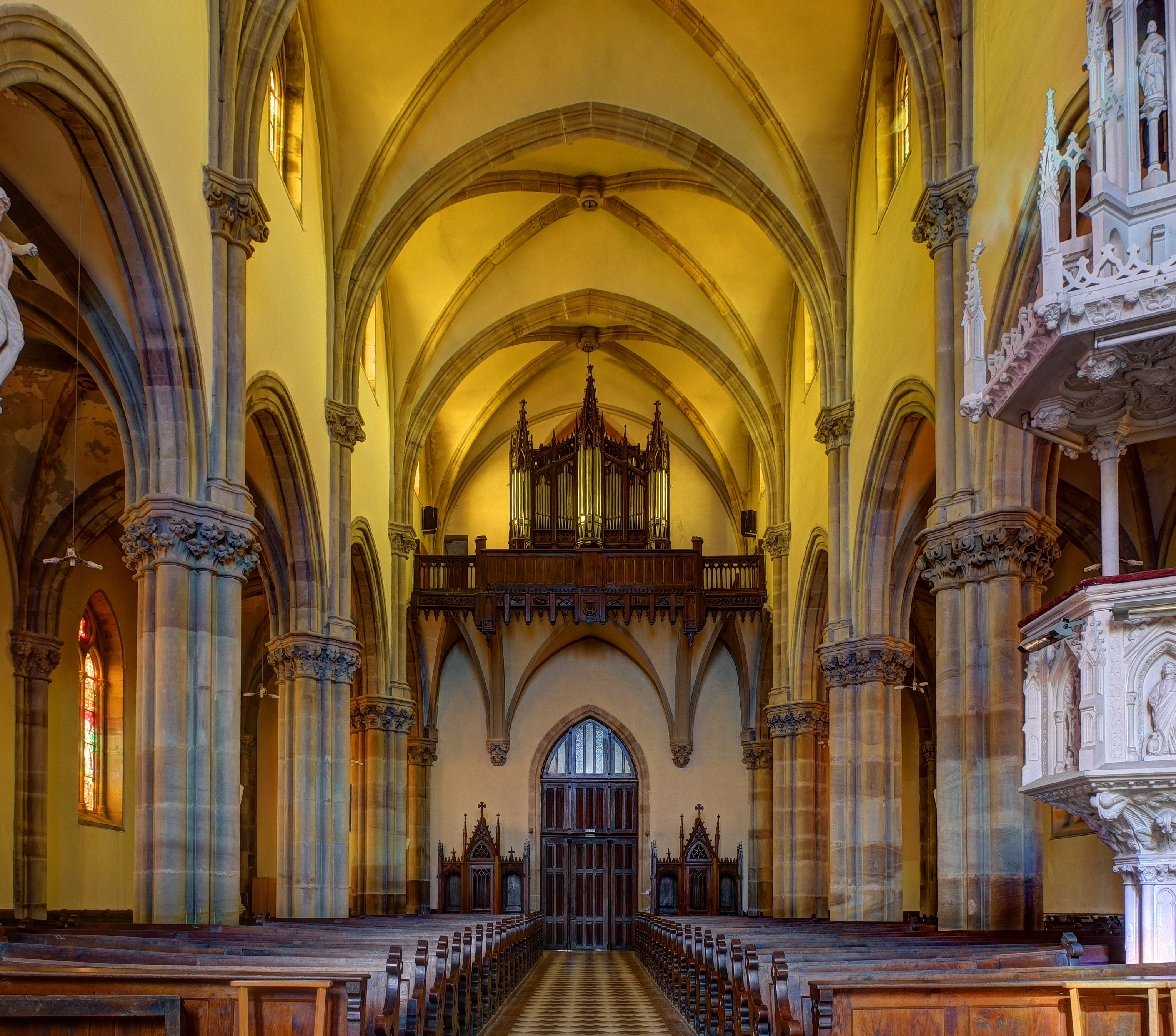
Intérieur de l'église Notre-Dame-du-Bas.

Ronchamp est rattachée à l'unité pastorale de Champagney, faisant partie du doyenné de Lure, qui dépend de l'archidiocèse de Besançon. Deux lieux de culte catholiques consacrées à la Vierge Marie sont recensés dans la commune : l'église Notre-Dame-du-Bas qui est l'église paroissiale de la commune et la chapelle Notre-Dame du Haut qui est un lieu de pèlerinage et un lieu de culte estival,. En dehors des messes classiques, des messes en polonais sont organisées une fois par mois dans l’église par la mission catholique polonaise du Nord-Est, c'est l'une des conséquences de l'immigration polonaise dans les houillères de Ronchamp toujours visible en 2005.
Les autres religions n'ont pas de lieu de culte à Ronchamp. Les plus proches sont les temples de Magny-Danigon et Clairegoutte pour les Protestants, la synagogue de Belfort pour les Juifs et la mosquée de Lure pour les Musulmans.

## Économie

### Revenus de la population et fiscalité
En 2016, le revenu fiscal médian par ménage était de 17 825 € en dessous de la moyenne départementale de 19 747 €.

### Emploi
En 2016, la population âgée de 15 à 64 ans s'élevait à 1 619 personnes, parmi lesquelles on comptait 70,5 % d'actifs dont 56,9 % ayant un emploi et 13,6 % de chômeurs.
On comptait 585 emplois dans la zone d'emploi, contre 650 en 2011. Le nombre d'actifs ayant un emploi résidant dans la zone d'emploi étant de 928, l'indicateur de concentration d'emploi est de 63,0.
Le taux d'activité parmi les 15 ans ou plus a atteint 51,5 % en 2014.
24,7 % des actifs ayant un emploi travaillaient dans la commune. Pour se rendre au travail, 83 % des habitants utilisent un véhicule personnel ou de fonction à quatre roues et 1,4 %, un deux-roues ; 7,9 % utilisent les transports en commun (bus, TER), 3,7 % la marche. Enfin 4,1 % n'a pas besoin de transport (travail au domicile).

### Entreprises et secteurs d'activité
Au 31 décembre 2015, la commune de Ronchamp comptait 197 établissements dont 13 dans l'agriculture, 18 dans l'industrie, 18 dans la construction, 119 dans le commerce-transports-services divers et 29 relatifs au secteur administratif. En 2018, 17 entreprises ont été créées à Ronchamp, dont 9 sous le régime auto-entrepreneur.
L'activité communale est essentiellement orientée vers l'agriculture (polyélevage d'herbivores) et l'exploitation forestière. Le territoire communal est inclus dans le périmètre de 95 indication géographique protégée (IGP).
Dans l'ancienne filature de Ronchamp, un espace destiné au coworking et un fablab sont ouverts en 2016 a destination auto-entrepreneurs, associations, étudiants ou e-commerçants, des cellules pour les artisans et les TPE. La microbrasserie, « Le Franc Brasseur » ouvre en mai 2019 sur le même site et produit une bière artisanale locale : la « Dormoyse ».
Depuis la fermetures des mines et de diverses usines entre les années 1950 et 1990, Ronchamp devient une ville-dortoir avec de nouveaux habitants venus des villes voisines à la recherche de tranquillité et de terrains à bâtir ou logements peu chères,,,. La commune dépend économiquement des deux centres urbains de Lure et de l'agglomération d'Héricourt-Belfort-Montbéliard (18 à 36 % de la population travaille dans ces deux dernières villes en 2004). Ces deux pôles offrent de nombreux emplois et sont rapidement accessibles par une voie express depuis Ronchamp, on y trouve les usines d'Alstom et de Stellantis notamment dont l'économie régionale dépend fortement,. L'INSEE rattache le village au bassin de vie de Champagney - Ronchamp. Le principal employeur privé de ce bassin de vie est l'usine Gestamp Automocion (sous-traitance pour l'Industrie automobile française) implantée sur la zone d'activité de Champagney — crée par la communauté de communes Rahin et Chérimont au milieu des années 2000 — après avoir déménagé de son ancien site de Ronchamp (ex-filature et ex-MagLum. Le bassin d'emploi de Ronchamp et Champagney est marqué par des pertes d'emplois à la fin du XXe siècle et au début du XXIe siècle.
Il existe deux scieries industrielles à Ronchamp, une autre plus artisanale, ainsi qu'un déconstructeur automobile situé à l'emplacement de l'ancienne centrale thermique.

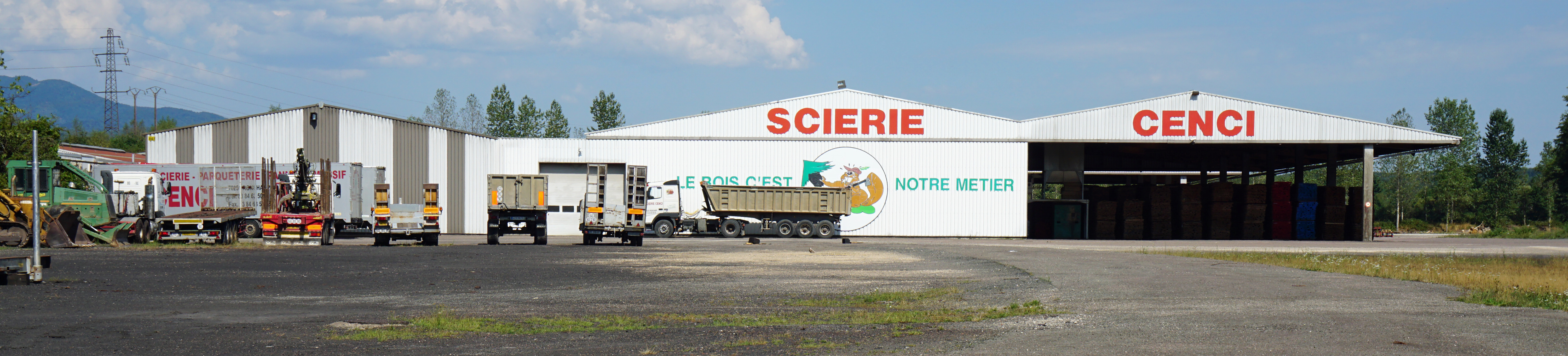
La scierie Cenci exploite le bois des forêts avoisinantes.

Jusque dans les années 1970, seule le commerce de proximité alimente Ronchamp en marchandises. En 1981, la première grande surface de la commune voie le jour au croisement de l'ancienne RN 19 et de la RD 4 menant à Champagney. L'ouverture de ce magasin entraîne alors la fermeture de petits commerces, particulièrement les épiceries. Au cours des années suivantes, la création et le développement de deux grandes zones commerciales à Lure comprenant des supermarchés, des hypermarché et des magasins de hard-discount entraîne la fermeture de nombreux petits commerces Ronchampois (majoritairement dans les années 1990 et 2000) et inflige une importante baisse du chiffre d'affaires de l'unique grande surface de la commune. L’attractivité qu'exercent les zones commerciales de Lure sur la population de Ronchamp vient à la fois d'une plus grande diversité de produits et d'une tarification généralement inférieure aux petits commerces ronchampois, le tout dans un même espace.

## Culture locale et patrimoine

Localisation des monuments historiques et des édifices remarquables de Ronchamp :
: chapelle Notre-Dame du Haut ;
: église Notre-Dame-du-Bas ;
: monastère des Clarisses ;
: chevalement du puits Sainte-Marie ;
: école en bois ;
: musée de la mine Marcel-Maulini ;
: office de tourisme ;
: la filature.

### Patrimoine architectural
La commune compte trois monuments et douze objets protégés au titre des monuments historiques, ainsi que douze lieux et monuments recensés à l'inventaire général du patrimoine culturel.

#### Édifices religieux

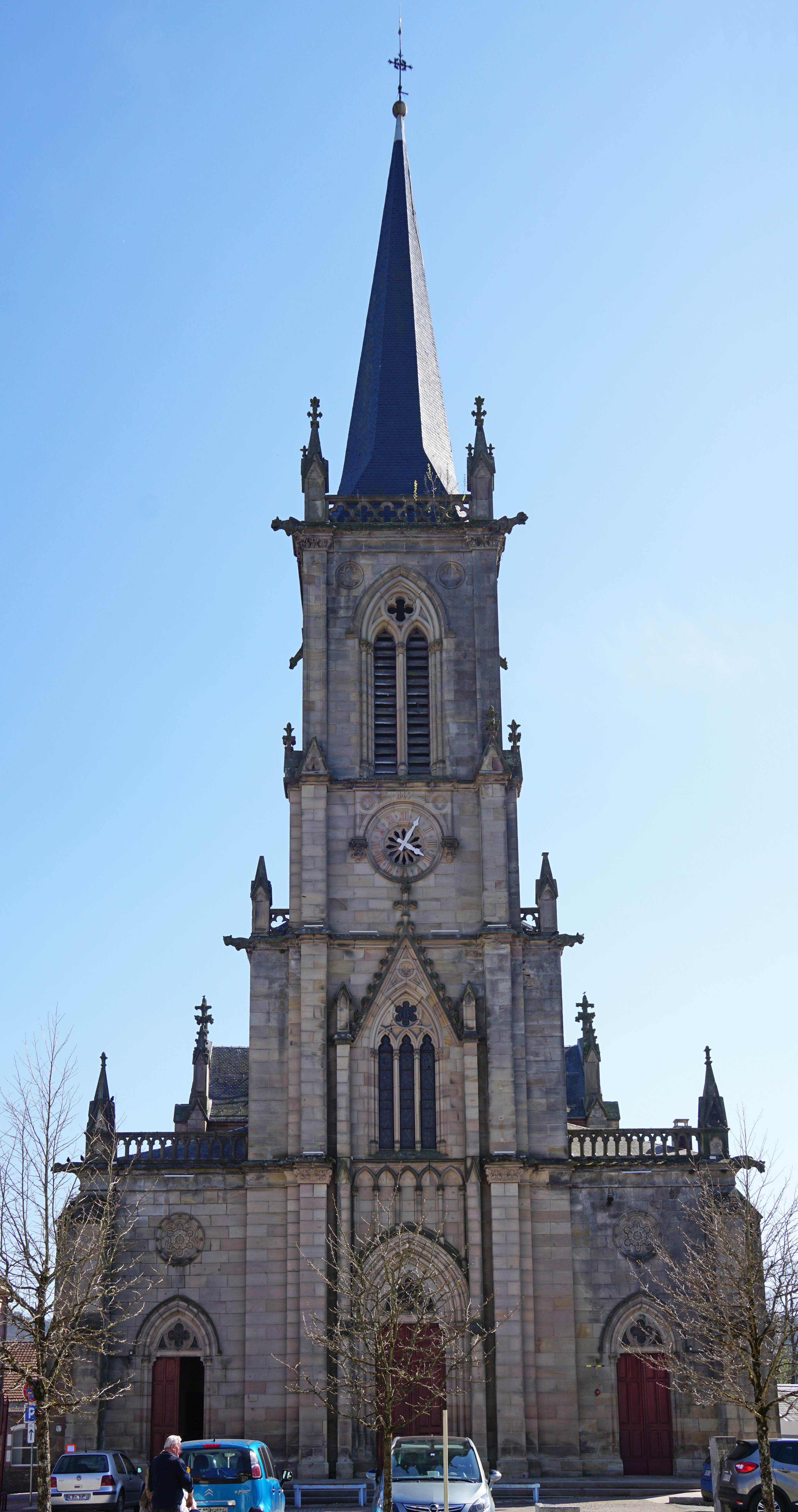
Clocher de l'église Notre-Dame-du-Bas.

La commune compte plusieurs édifices religieux notables.
Ronchamp est notamment connue pour abriter la chapelle Notre-Dame du Haut édifiée selon les plans de l'architecte Le Corbusier et consacrée le 25 juin 1955. Située au sommet de la colline de Bourlémont, la chapelle est construite en pierre et en béton armé. Le bâtiment est inscrit monument historique en 1965, classé en 1967 et de nouveau en 2004, et porte le label « Patrimoine du XXe siècle »,; enfin, il est inscrit au patrimoine mondial de l'UNESCO en 2016 et fait partie de l'itinéraire culturel européen intitulé « Destinations Le Corbusier : promenades architecturales » créé en 2019. D'architecture moderne, le monument attire plus de 65 000 visiteurs en 2012, ce qui en fait un des sites les plus visités du département avec 80 000 visiteurs par an.
L'église Notre-Dame-du-Bas est une œuvre de Jean-Baptiste Colard. Elle est érigée entre 1863 et 1864 dans le centre de la cité et se caractérise par son style néogothique. L'édifice possède un clocher à flèche ainsi que trois portails et abrite du mobilier datant du XIXe siècle,.
Sur le territoire de la commune se trouve un monastère actif dédié à l'ordre des Clarisses, conçu par l'architecte italien Renzo Piano,. Inauguré en 2011, son édification est récompensée par le prix spécial du jury L’Équerre d’argent en 2012,.
Construit vers 1890, un chemin de croix doté de 14 stations relie le centre de Ronchamp à la chapelle Notre-Dame du Haut,.
Un calvaire érigé au XVIe siècle est situé dans le secteur de Mourière.

La chapelle Notre-Dame du Haut.
Le monastère Sainte-Claire.
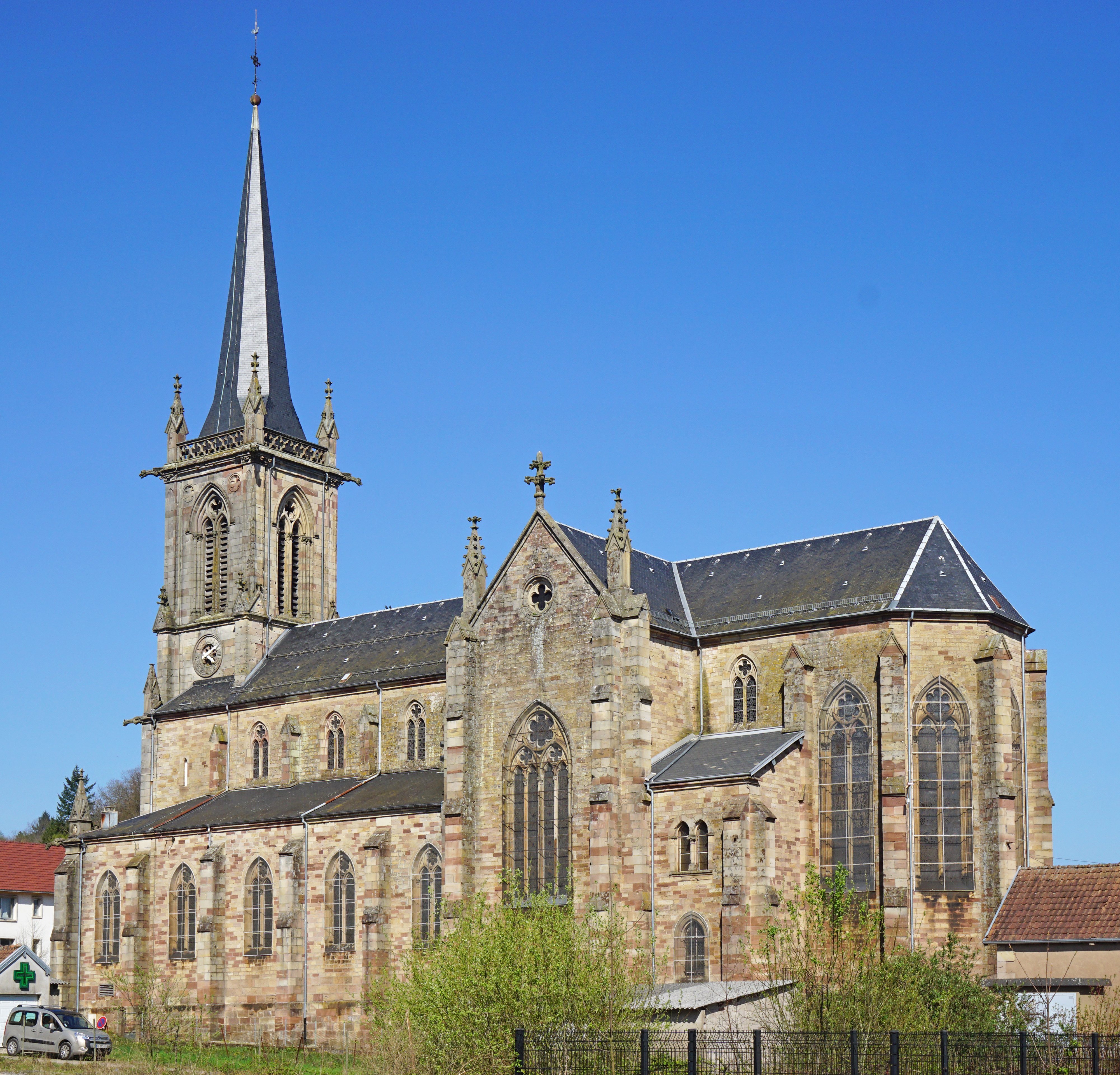
L'église Notre-Dame-du-Bas.

#### Patrimoine minier
De même, Ronchamp concentre un important patrimoine minier. La compagnie des houillères a creusé vingt-sept puits dans le bassin minier, dont onze dans la commune de Ronchamp.
Le puits Saint-Charles, l'un des premiers puits foncés à Ronchamp (1845), atteint une profondeur totale de 315 mètres. Le puits Saint-Joseph est creusé en 1850 et entre en service en 1855, pour atteindre 453 mètres. Foncé à partir de 1864, le puits Sainte-Marie est creusé à 546 mètres de profondeur. Son chevalement, construit en béton armé par Charles Tournay en 1924, est inscrit sur la liste des monuments historiques depuis le 29 mars 2001. Le puits du Chanois, dont le fonçage débute en 1873, est le puits le plus profond creusé sur la commune de Ronchamp, atteignant 546 mètres de profondeur. Le puits de l'Étançon est le dernier puits creusé dans les houillères de Ronchamp. Il fait partie du circuit historique et minier des affleurements de l'Étançon qui regroupe des descenderies, terrils et anciens puits peu profonds.
D'autres puits, moins importants, sont présents à Ronchamp comme les puits Samson, no 6, no 7, de-la-Croix, Saint-Paul et no 10. Plusieurs cités minières sont également présentes. Ronchamp fait partie de l'association des communes minières de France qui assiste les communes membres dans leur démarche de préservation et mis en valeur de leur patrimoine minier.

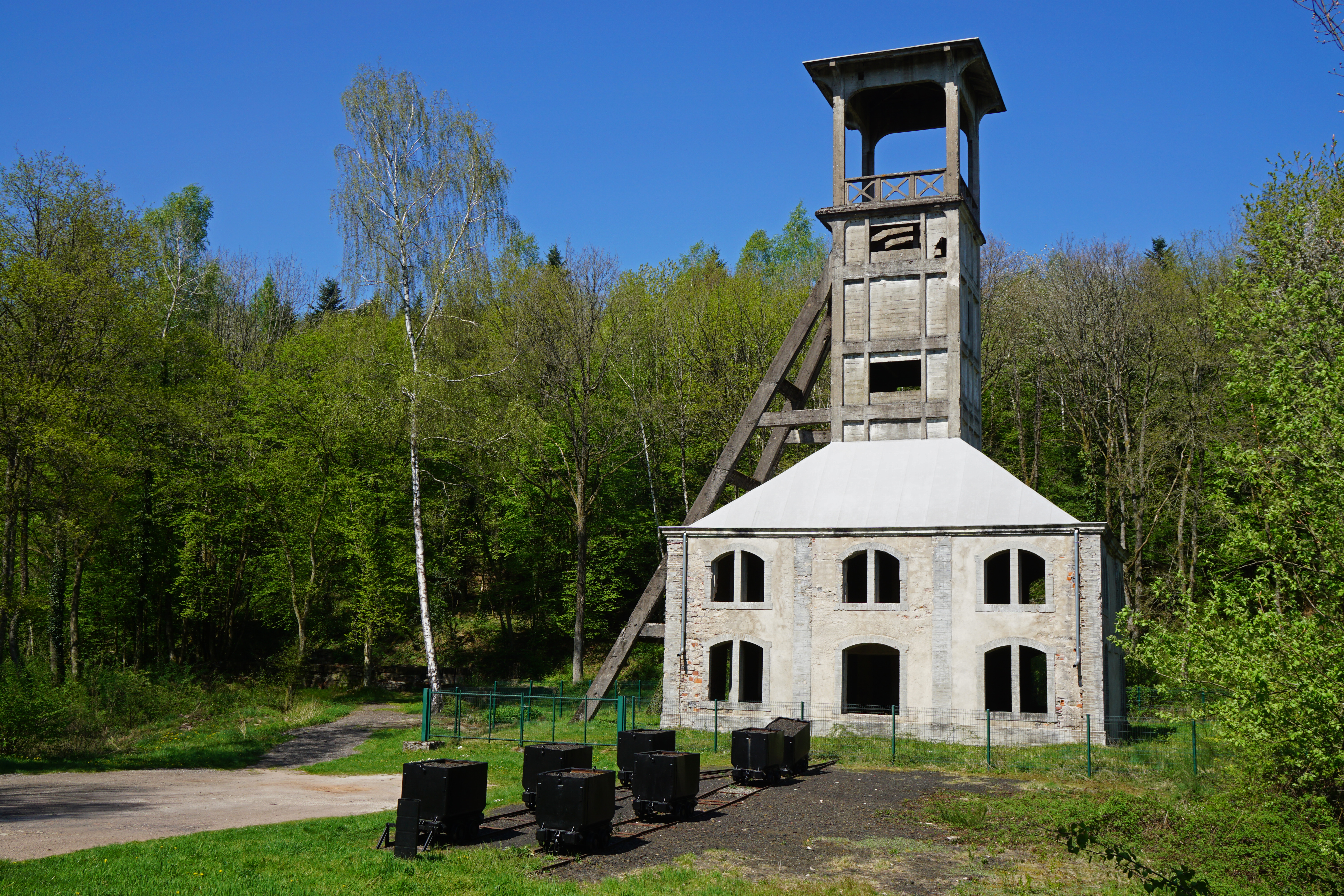
Le chevalement du puits Sainte-Marie.
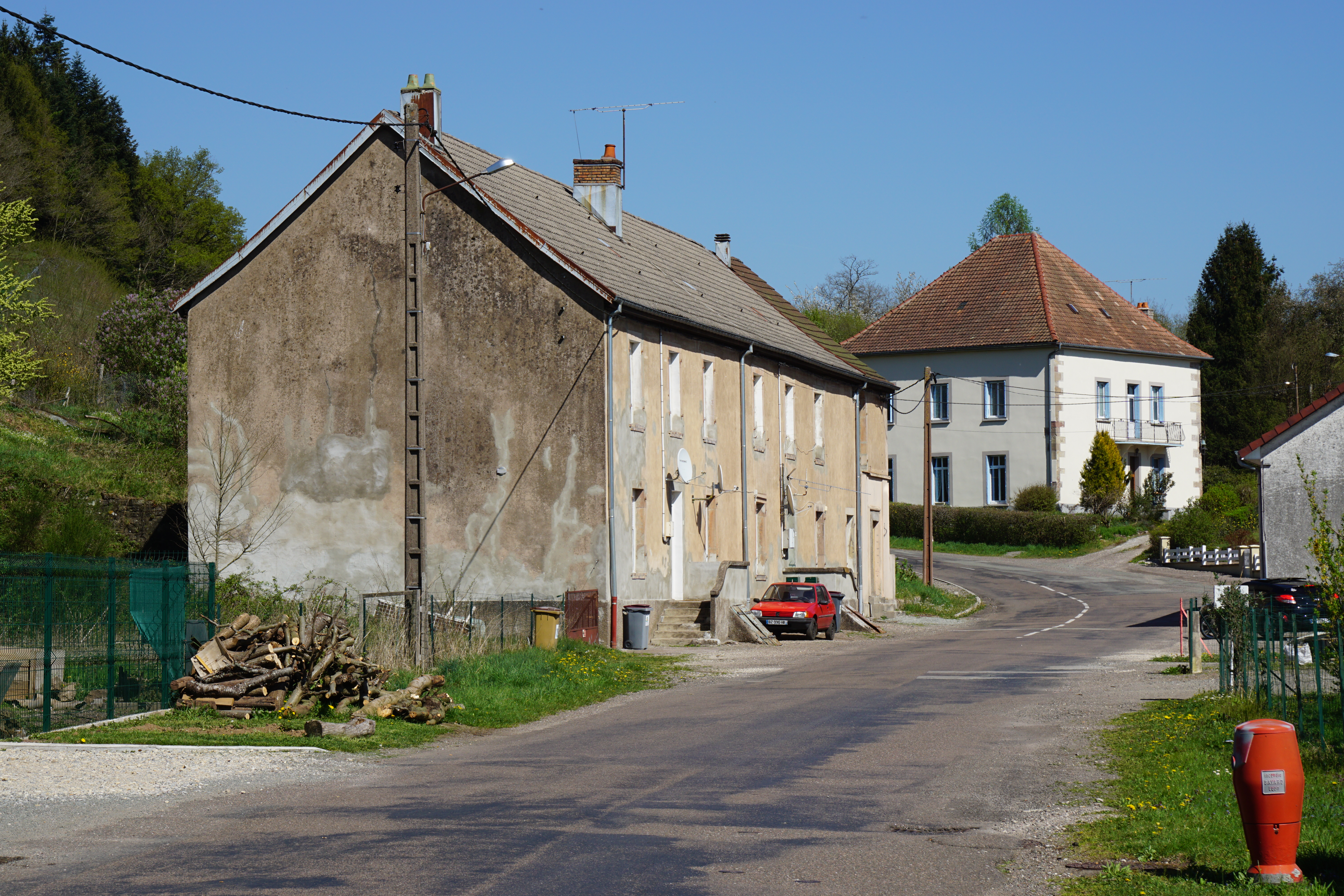
Les bâtiments du puits Saint-Charles.
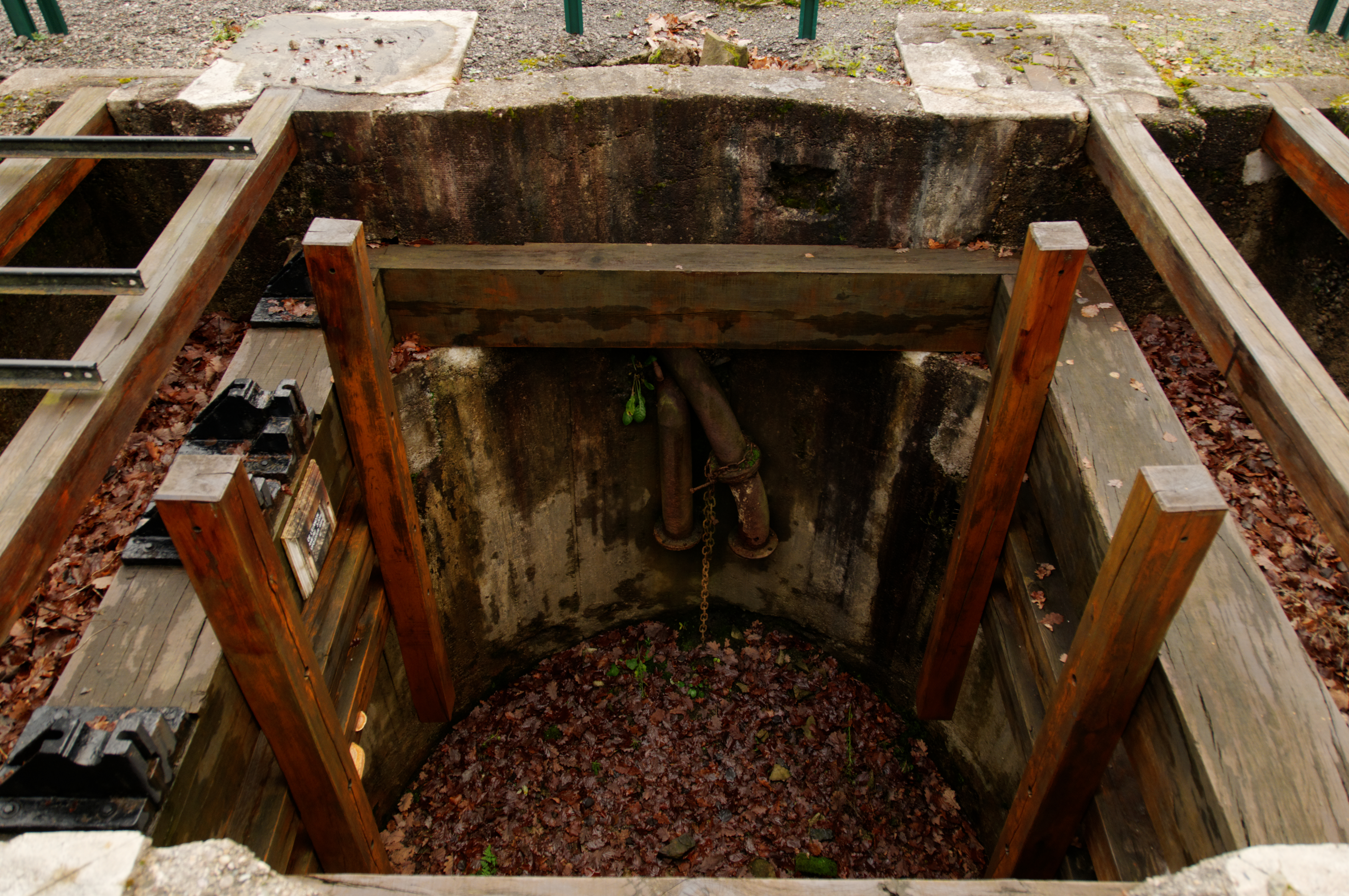
La structure du puits de l'Étançon.
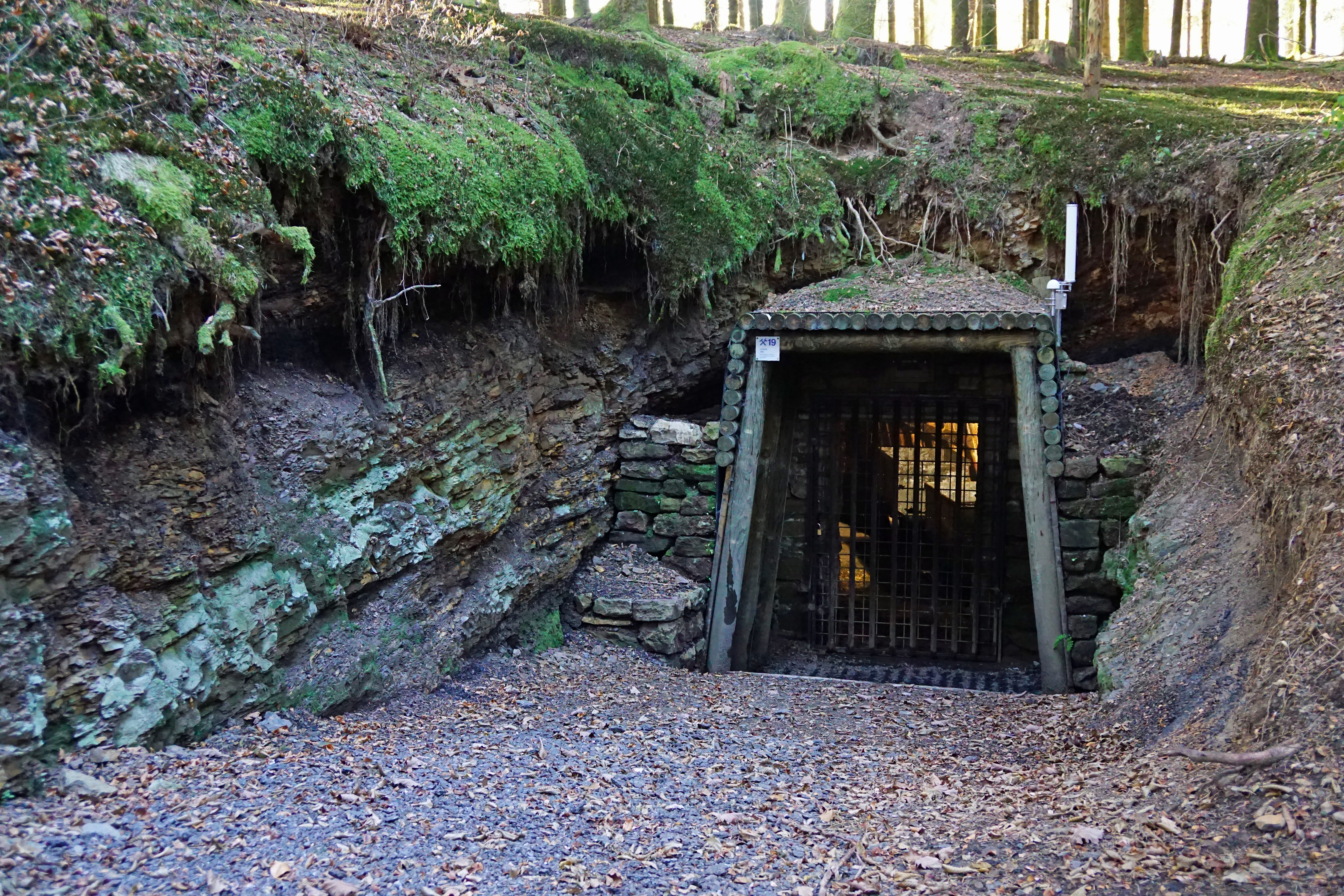
La galerie 780 fait partie du circuit des affleurements.

#### Autres monuments
Plusieurs monuments commémoratifs sont présents à Ronchamp, la plupart ont été déplacés et réunis en 1989 sur le square du Souvenir français et de la Résistance. La commune possède un monument aux morts de la guerre de 1870. Ce monument, inauguré en 1904 par François-Xavier Niessen, fondateur du Souvenir français, possède la particularité d'être à la fois dédié aux victimes de guerre et à celles du travail. Il s'agit d'un obélisque représentant sous forme de bas-relief, un soldat français armé d'un sabre sur sa partie supérieure et des emblèmes de la mine dans sa partie basse (deux pics et une lampe de mineur),,.
Les deux autres monuments aux morts situés sur le square sont consacrées aux deux guerres mondiales surmonté d'une statue de poilu. Il existe également trois plaques commémoratives (celle de la 1re armée, celle de la gendarmerie, celle du 1er BT de choc parachutistes et du 1er BT de zouaves) toutes trois encastrées dans un mur ainsi que deux stèles (celle du hameau d'Éboulet sur la commune voisine de Champagney et celle de La Besse),.

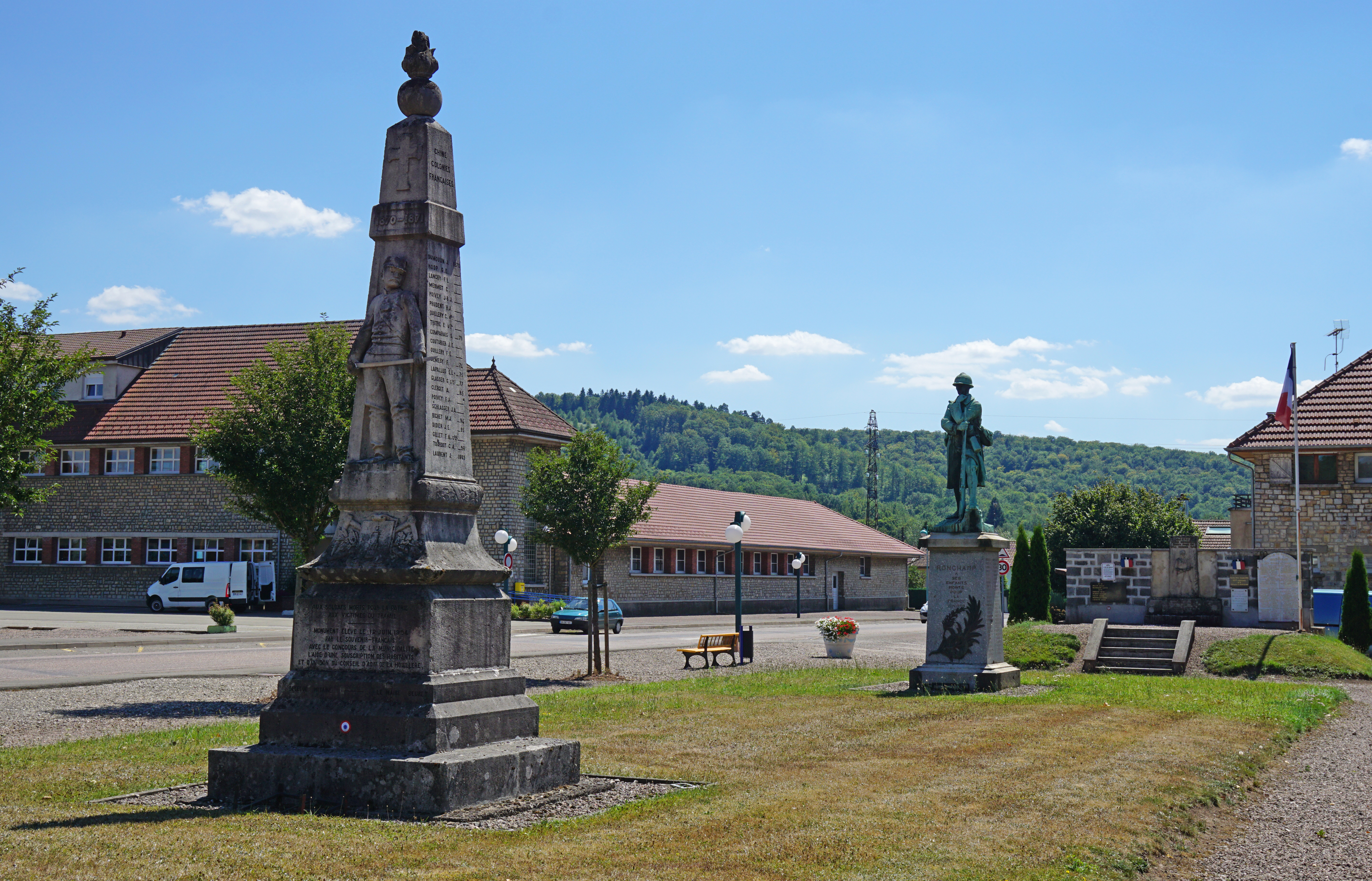
Le square du Souvenir français et de la Résistance avec les trois monuments aux morts.
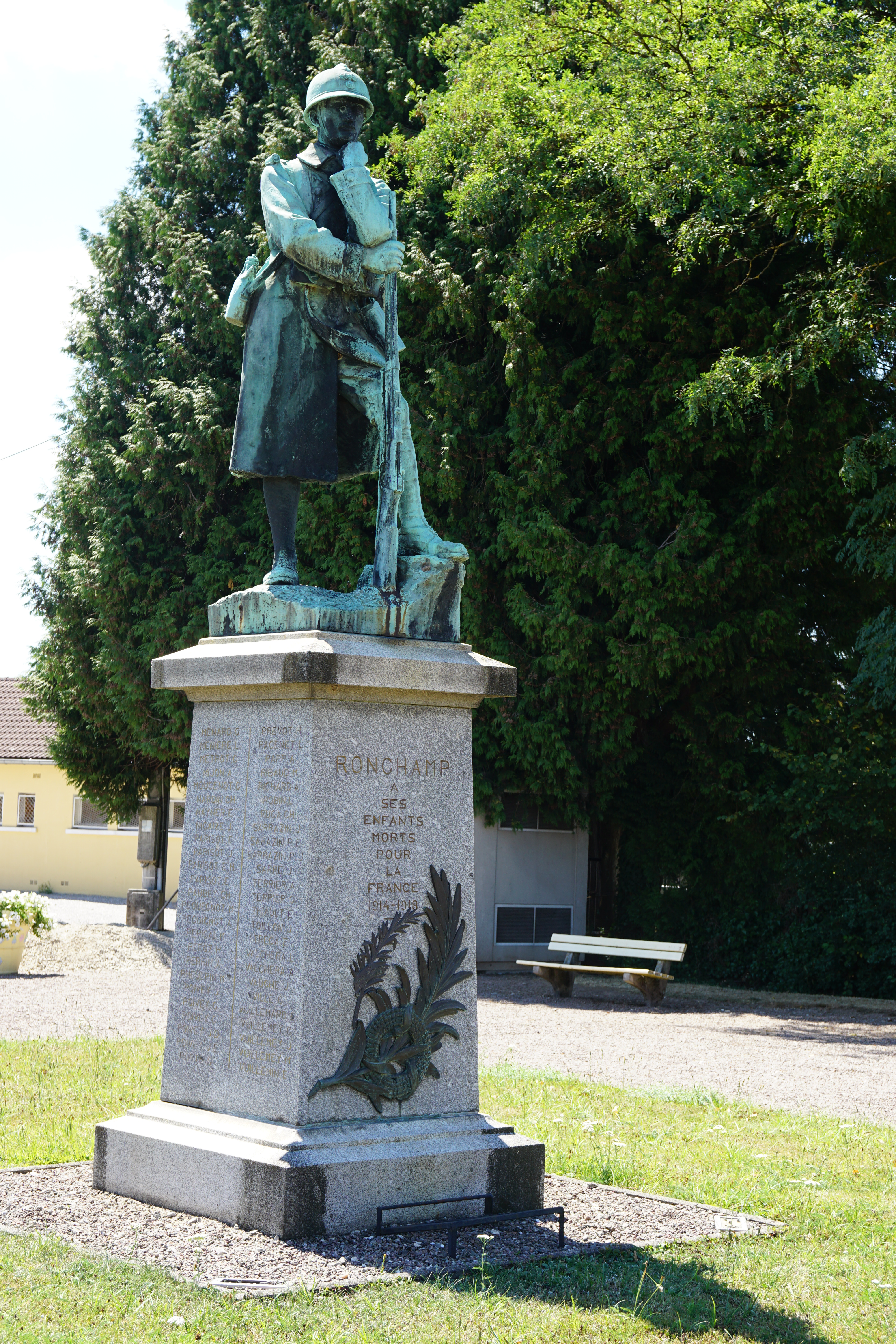
Première Guerre mondiale.
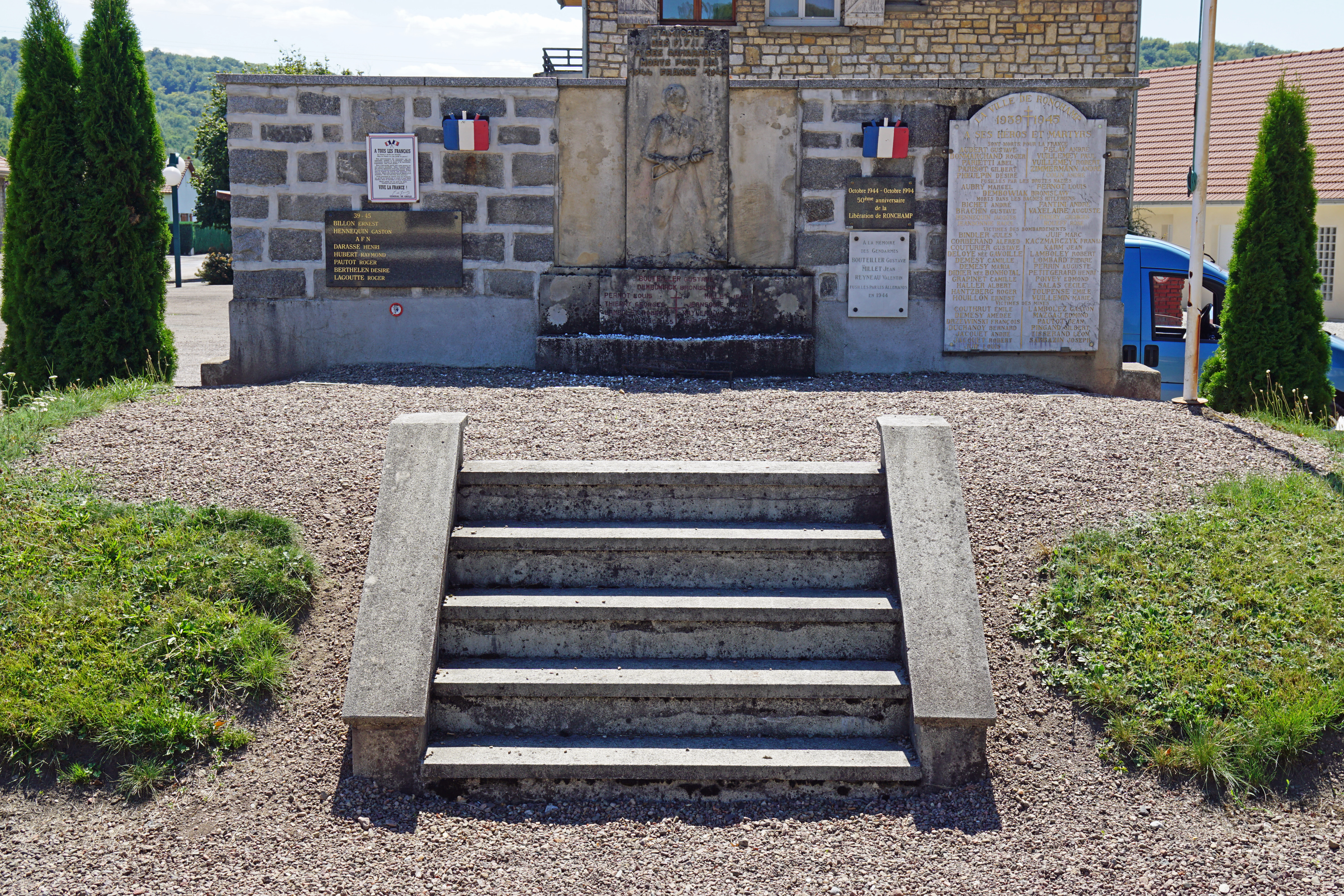
Monument de la Seconde Guerre mondiale et de la Résistance.
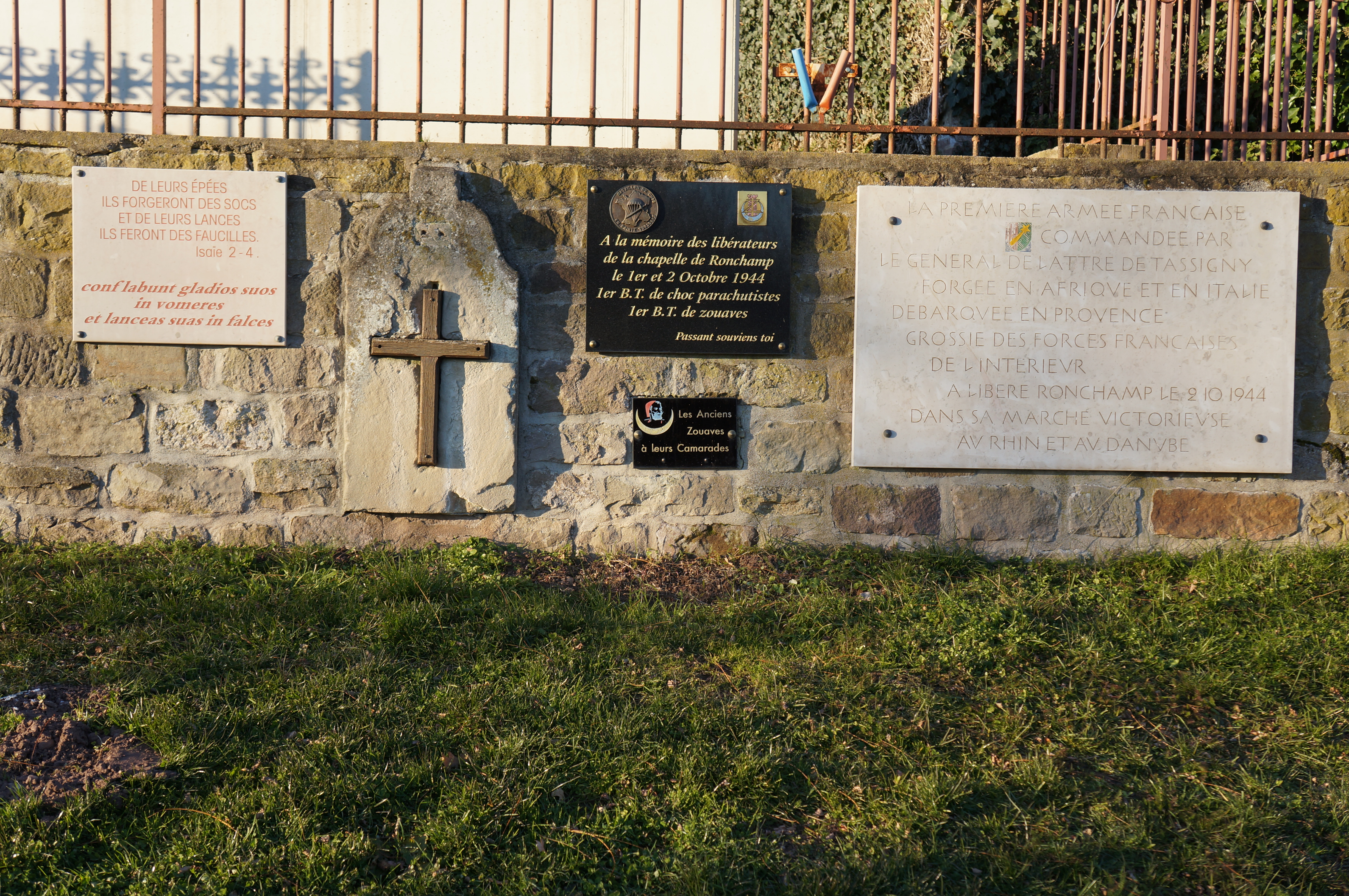
Plaques de la colline de Bourlémont.
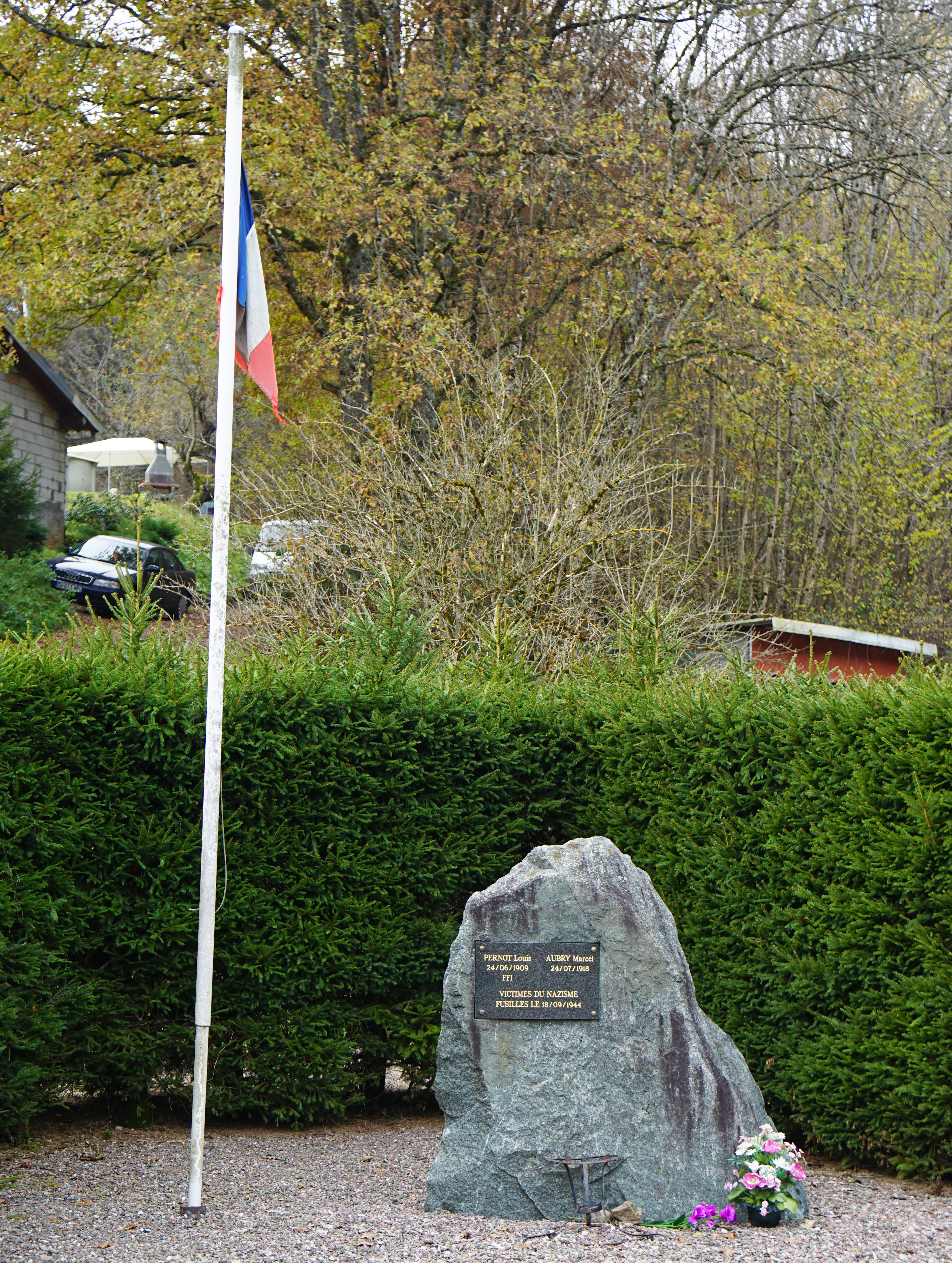
Stèle de La Besse.

Plusieurs monuments fixes et décorations urbaines rendent hommage à l'exploitation du charbon. Le Cube des Prêles, construit en 1990 dans le centre-ville, évoque la formation du charbon. De l'autre côté de l'église, un bas-relief qui rend hommage au travail des mineurs est installé par Agnès Descamps en 2002. Aux affleurements se trouve le mémorial de la mine qui représente les puits du bassin minier. Il est installé en 2004 et inauguré le 24 septembre 2005. Sa forme de trou de serrure évoque la « clé » du développement économique de Ronchamp qu'est l'extraction du charbon. Une stèle est installée en 2008 pour le cinquantenaire de la catastrophe de l'Étançon, en mémoire des victimes. Un monument est installé en 2012 en face du puits Saint-Louis, au hameau de la Houillère et rappelle les premiers travaux miniers. Des wagonnets de mine achetés par la municipalité de Ronchamp auprès de la ville de Montceau-les-Mines sont disposés le long de la RD 619, à proximité de lieux importants de la commune et sur les anciens sites miniers.

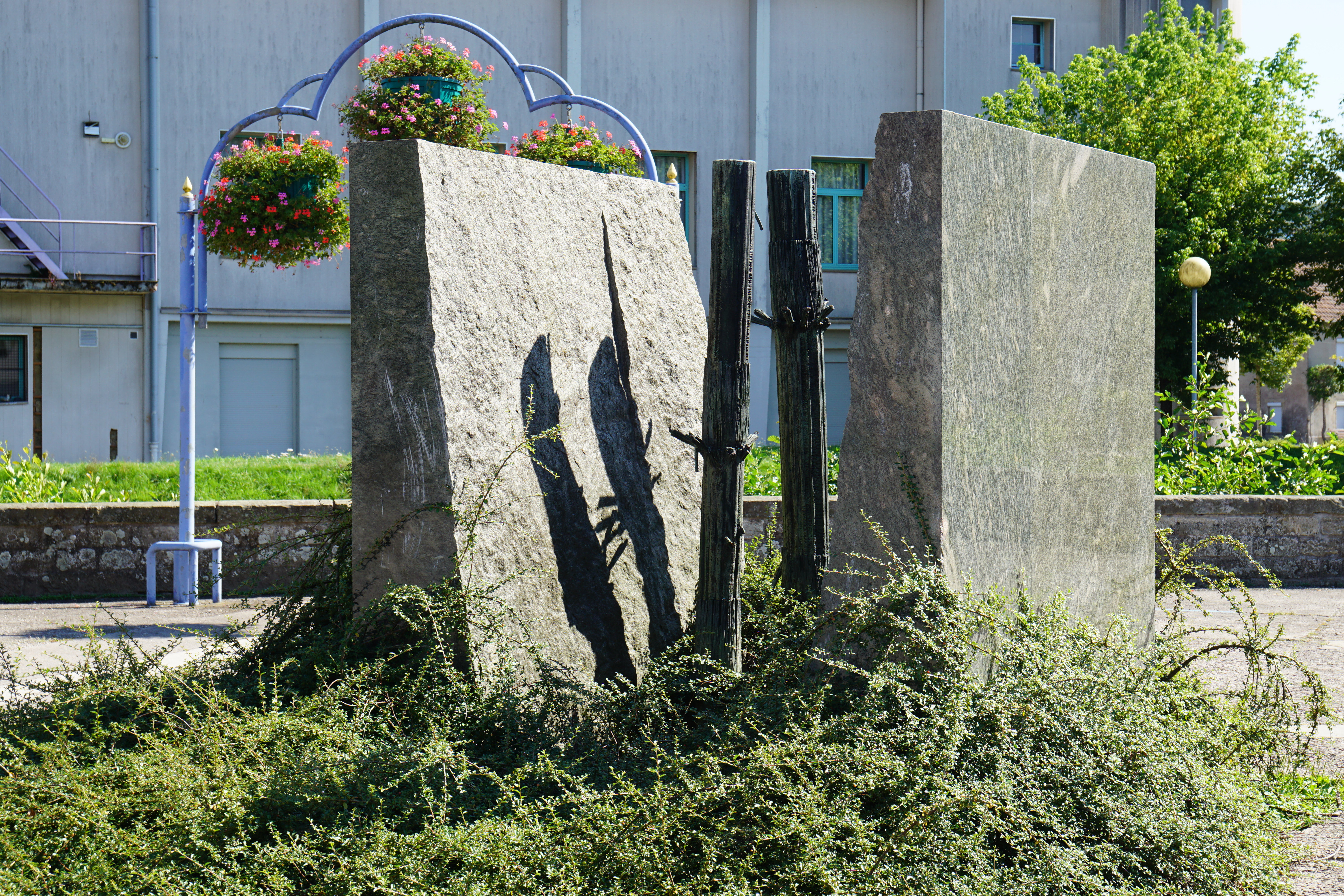
Le Cube des Prêles.
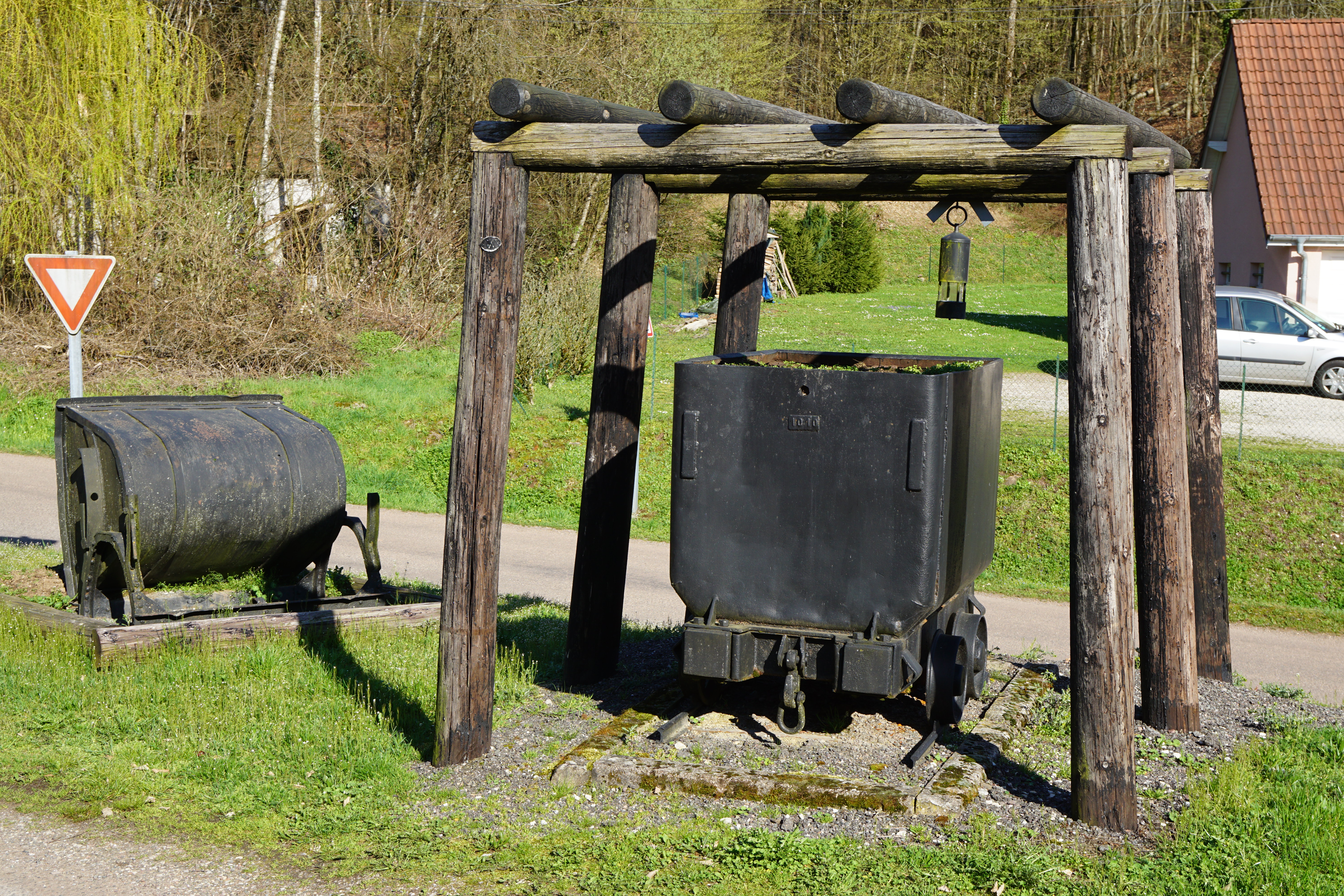
Le monument du hameau de la Houillère.
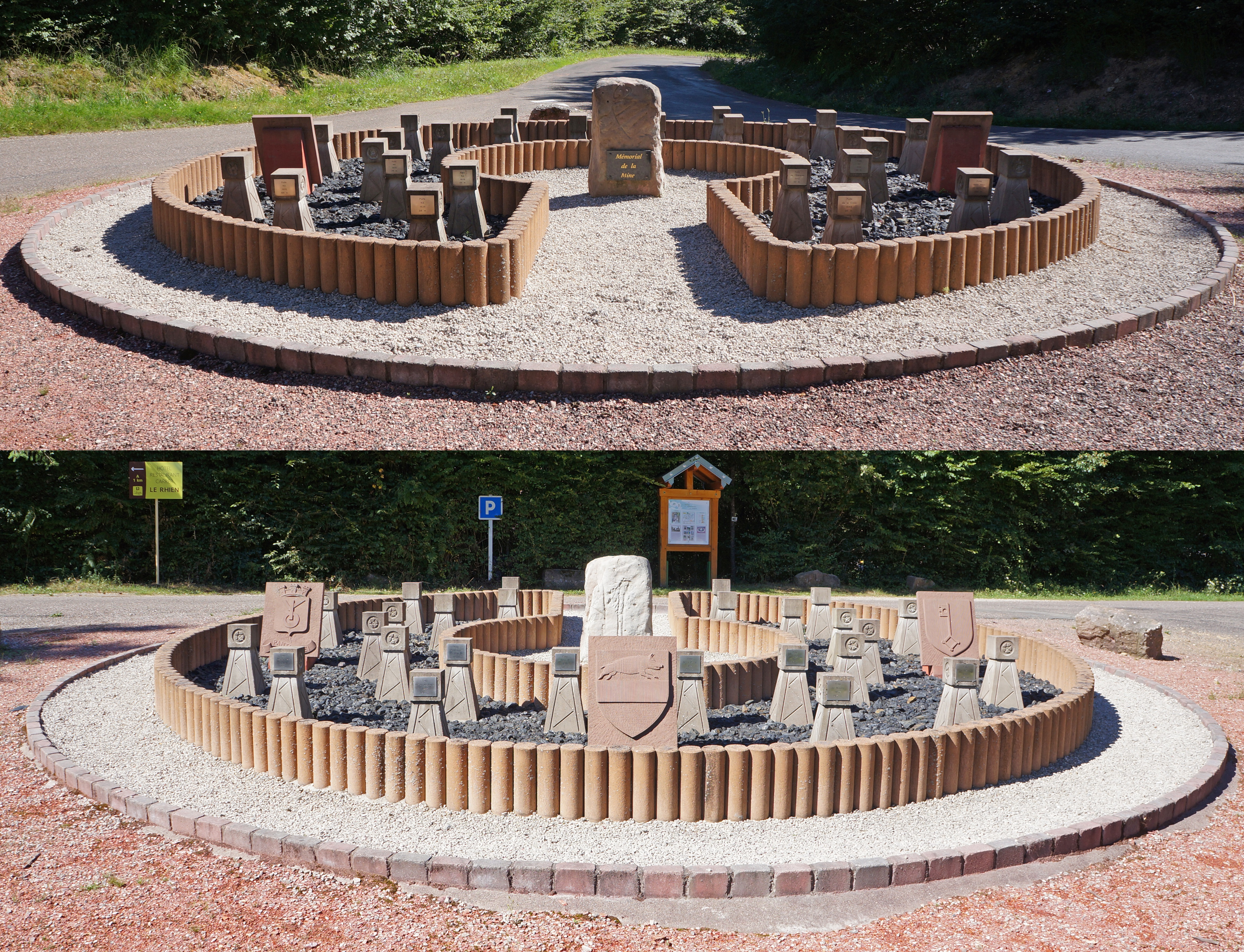
Le mémorial de la mine.
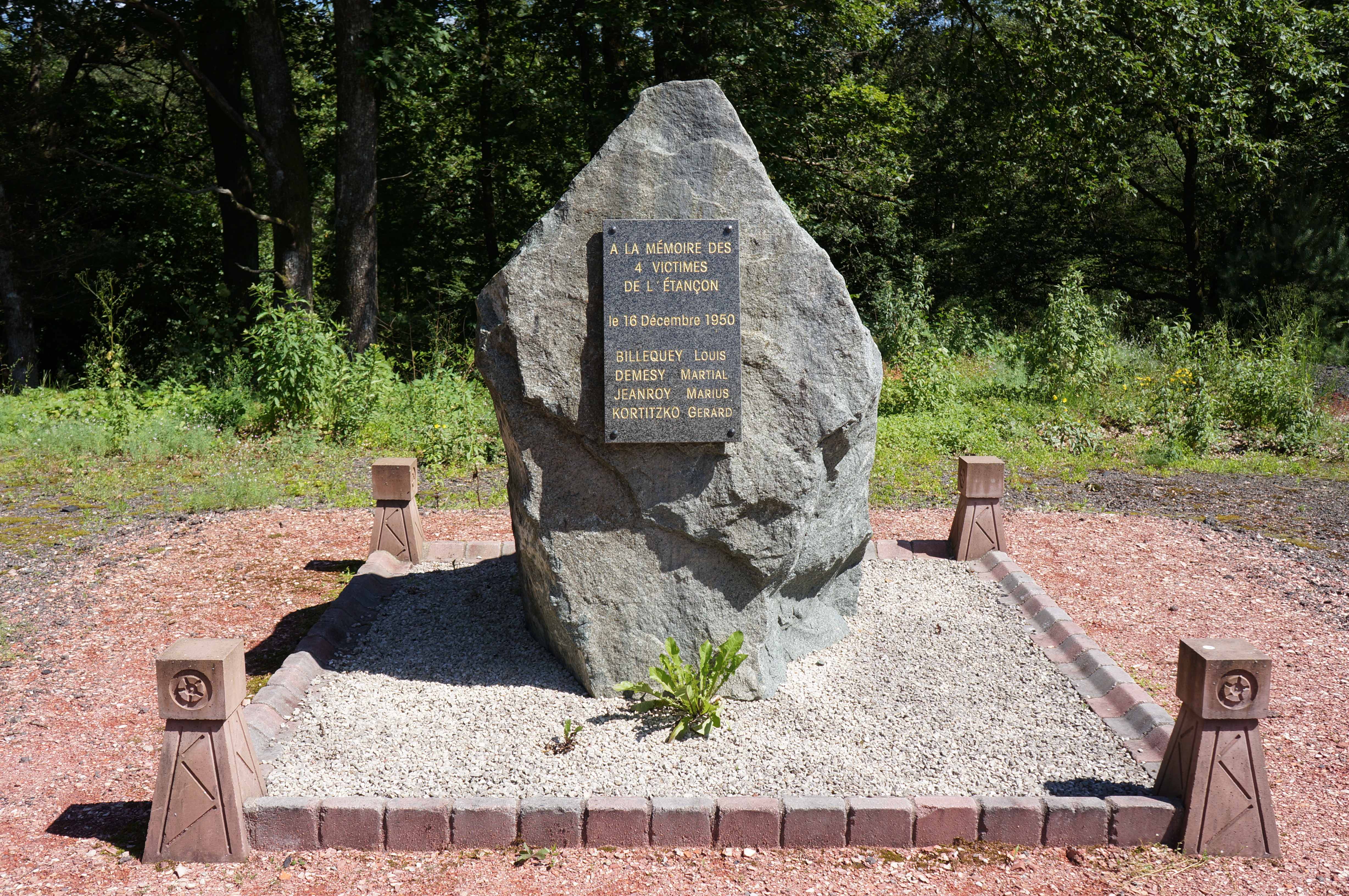
La stèle de la catastrophe de l'Étançon.

La ville compte une école construite entièrement en bois, dessinée par l'architecte Henry Jacques Le Même en 1938 et située à proximité du groupe scolaire Alphonse-Pheulpin. Elle est classée monument historique depuis le 10 octobre 2008.
La colline de Bourlémont possède encore les vestiges du gibet de Ronchamp qui était un lieu de haute justice sous l'ancien régime.

### Patrimoine naturel

ZNIEFF de Ronchamp, Champagney et Magny-Danigon.

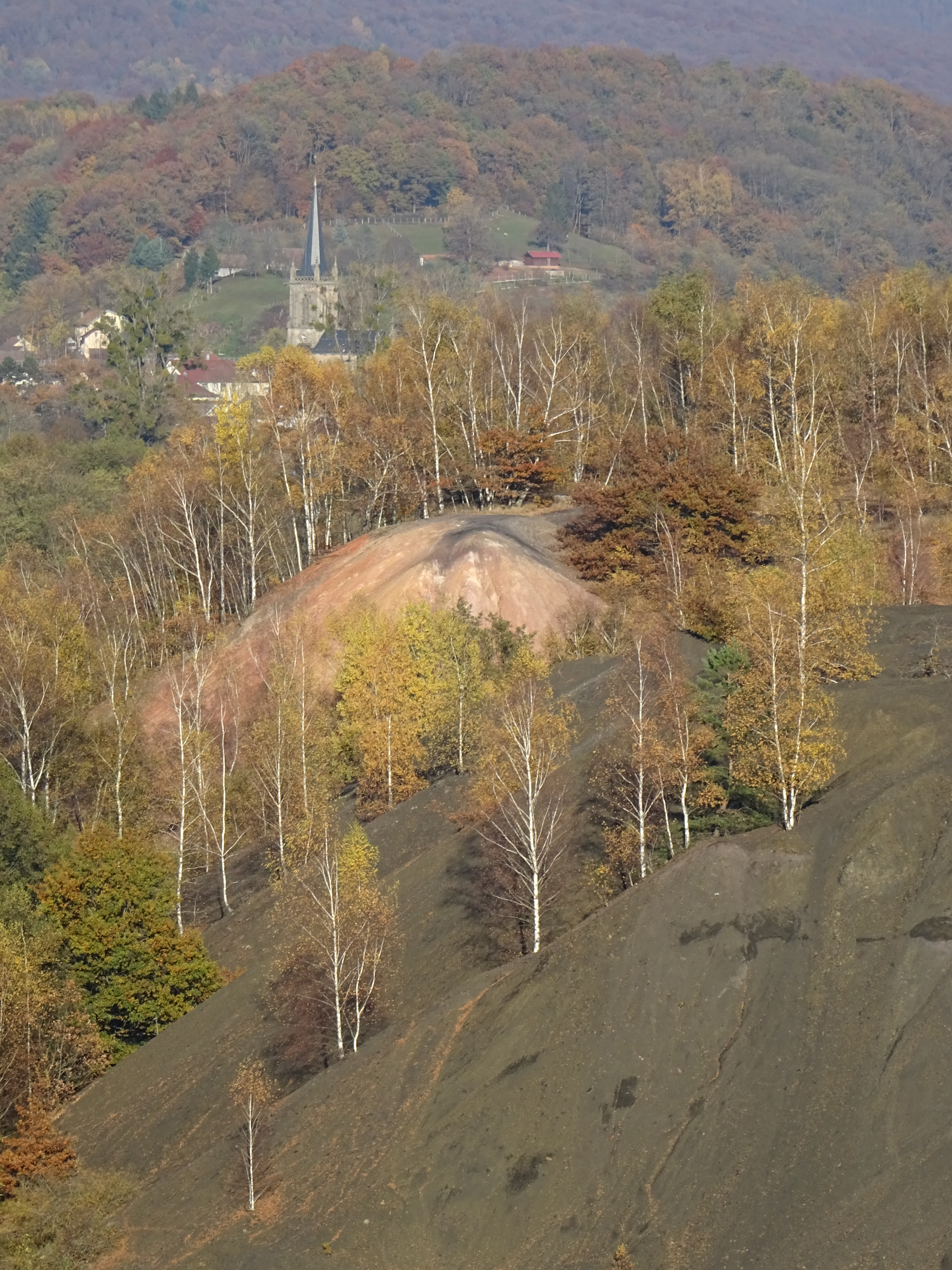
Les terrils de la plaine du Chanois colonisés par les bouleaux et la mycoflore.

Ronchamp est couverte d'une forêt de feuillus comprise entre l'étage collinéen et l'étage montagnard du massif des Vosges. La commune compte 340 espèces indigènes (en particulier les genres Viola, Geranium, Euphorbia, Dryopteris, Carex, Leucanthemum vulgare, sapin, chêne, Fraxinus excelsior, Panicum virgatum, Reynoutria, Hélianthe), 26 espèces introduites (dont les genres Pseudotsuga menziesii et Festuca rubra) parmi lesquelles sept sont envahissantes et deux domestiques (Pseudotsuga menziesii et Stropharia rugosoannulata). Parmi toutes les espèces présentes, 63 sont protégées et quatorze sont inscrites dans la liste des espèces menacées, onze font partie de la liste rouge au niveau régionale, huit au niveau national, trois au niveau européen et trois au niveau mondial. L’anguille d'Europe a la particularité de figurer sur les quatre listes.
Les terrils laissés par l'activité minière sont rapidement envahis par les bouleaux et les saules. Une végétation spécifique s'y développe, notamment lichen, Drosera et Rubus. Plusieurs espèces rares issues de la mycoflore sont recensées telles que le Pisolithus arrhizus, le Lactarius fuscus et le Stropharia rugosoannulata,.
Le territoire de Ronchamp fait partie du parc naturel régional des Ballons des Vosges celui possède un important patrimoine naturel et un héritage culturel lié aux anciennes mine et usines ais aussi à l'exploitation du bois qui perdure au XIXe siècle. La coopération entre la commune et le parc naturel à notamment permis la création de trois sentiers de randonnée pédestre liés au patrimoine minier. La commune cotise à la Fédération française des stations vertes de vacances et des villages de neige, un label français non officiel d'écotourisme partagé avec la commune voisine de Champagney.
Deux zones naturelles d'intérêt écologique, faunistique et floristique (ZNIEFF) particulièrement liées à la reproduction des espèces sont recensées sur le territoire de Ronchamp : le Mont de Vannes et le Rhien et la vallée supérieure de l'Ognon et ses affluents. Les objectifs fixés sont la résorption de la pollution des eaux, l'encouragement d'une agriculture extensive, la pratique d'une sylviculture respectueuse des essences spontanées, l'entretien de la végétation riveraine et la limitation des extractions de granulats en lit majeur.
Les hauteurs de la colline de Bourlémont sont protégées au titre de la loi de 1930 sur les sites historiques. À la suite du classement de la chapelle aux monuments historiques, un important périmètre de 500 mètres de diamètre inconstructible et devant rester boisé est délimité autour de la colline,.
Au cours des années 2000, l'association SMPM effectue un inventaire de la mycoflore sur les terrils du Chanois et de l’Étançon. Elle y découvre plusieurs espèces rares telles que le Pisolithus arrhizus, le Lactarius fuscus et le Stropharia rugosoannulata, démontrant l’intérêt de conserver ces terrils. Le 19 juin 2007, le conseil municipal de Ronchamp annonce officiellement la conservation du terril de l’Étançon et de la partie nord-ouest des terrils de la plaine du Chanois,.
Le parc des Cyprès est le seul espace vert urbain géré par la municipalité, il s'agit d'un petit bois au bord de la RD 619, il comprend une aire de jeux pour les enfants, notamment équipé de balançoires.

### Équipements culturels
Quelques équipements culturels sont recensés sur le territoire de Ronchamp. Une galerie d'exposition de 500 m2 et des studios de répétition musicale de 150 m2 se trouvent dans l'ancienne filature,.
Le musée de la mine Marcel-Maulini est construit par le docteur Marcel Maulini en 1976 sur les plans de l'architecte Paul Combert. Ses collections retracent l'histoire des houillères de Ronchamp et sont réparties sur trois niveaux : le premier présente divers outils et photographies des mines, le deuxième recueille des témoignages concernant la vie sociale dans les mines et le troisième est réservé aux archives des houillères et aux expositions temporaires. En 1991, le musée est acquis par la municipalité et en 1992, il intègre le réseau Engrenages (alors musées des techniques et cultures comtoises).
La commune accueille l'office de tourisme intercommunal de la communauté de communes Rahin et Chérimont, sur la place de l'église.
Abritant plus de 10 000 ouvrages, la médiathèque René-Begeot est un service municipal qui permet d'emprunter des albums et des livres et d'assister à des animations.

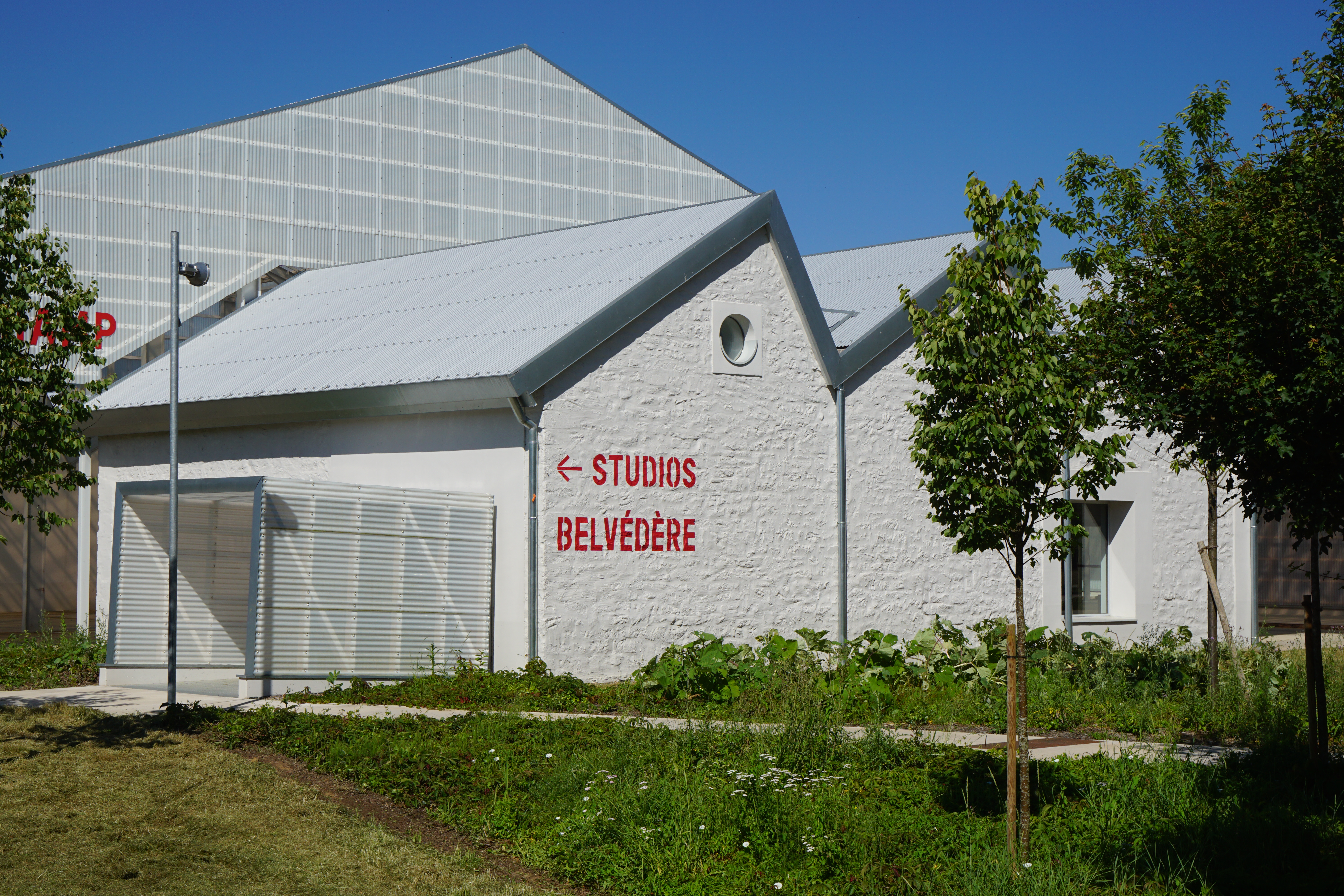
Les studios de musique.
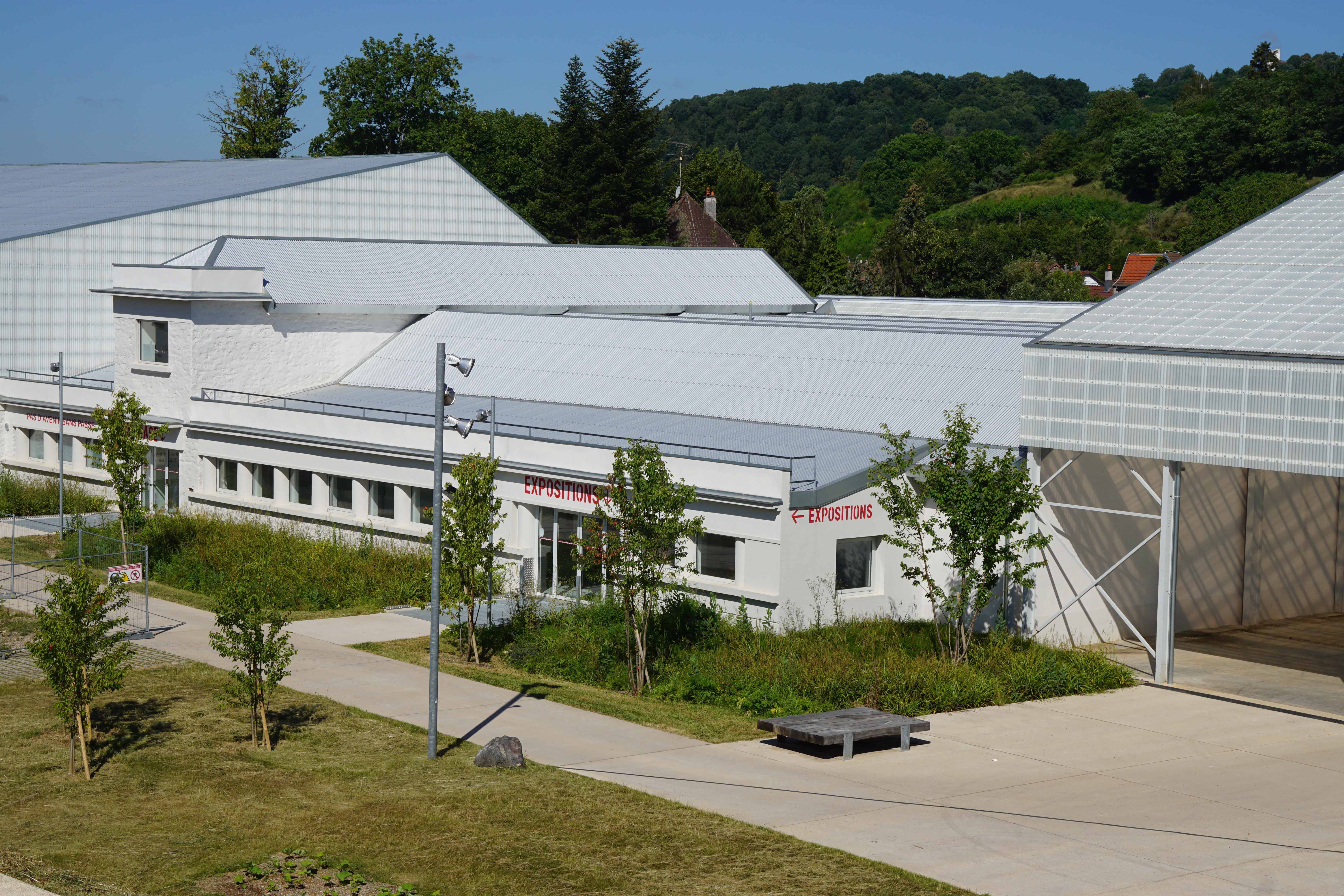
L'espace d'exposition de la filature.
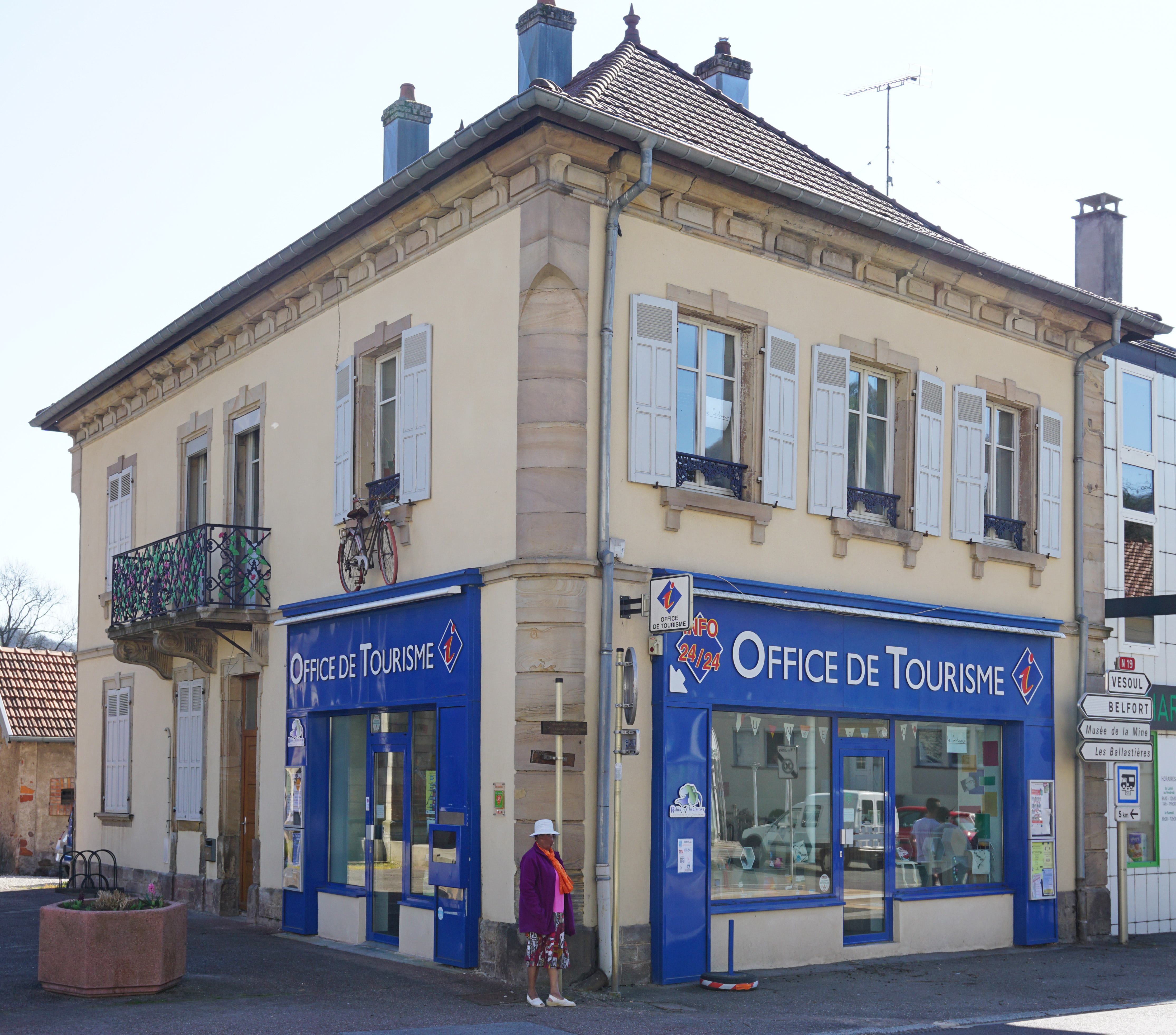
L'office de tourisme.
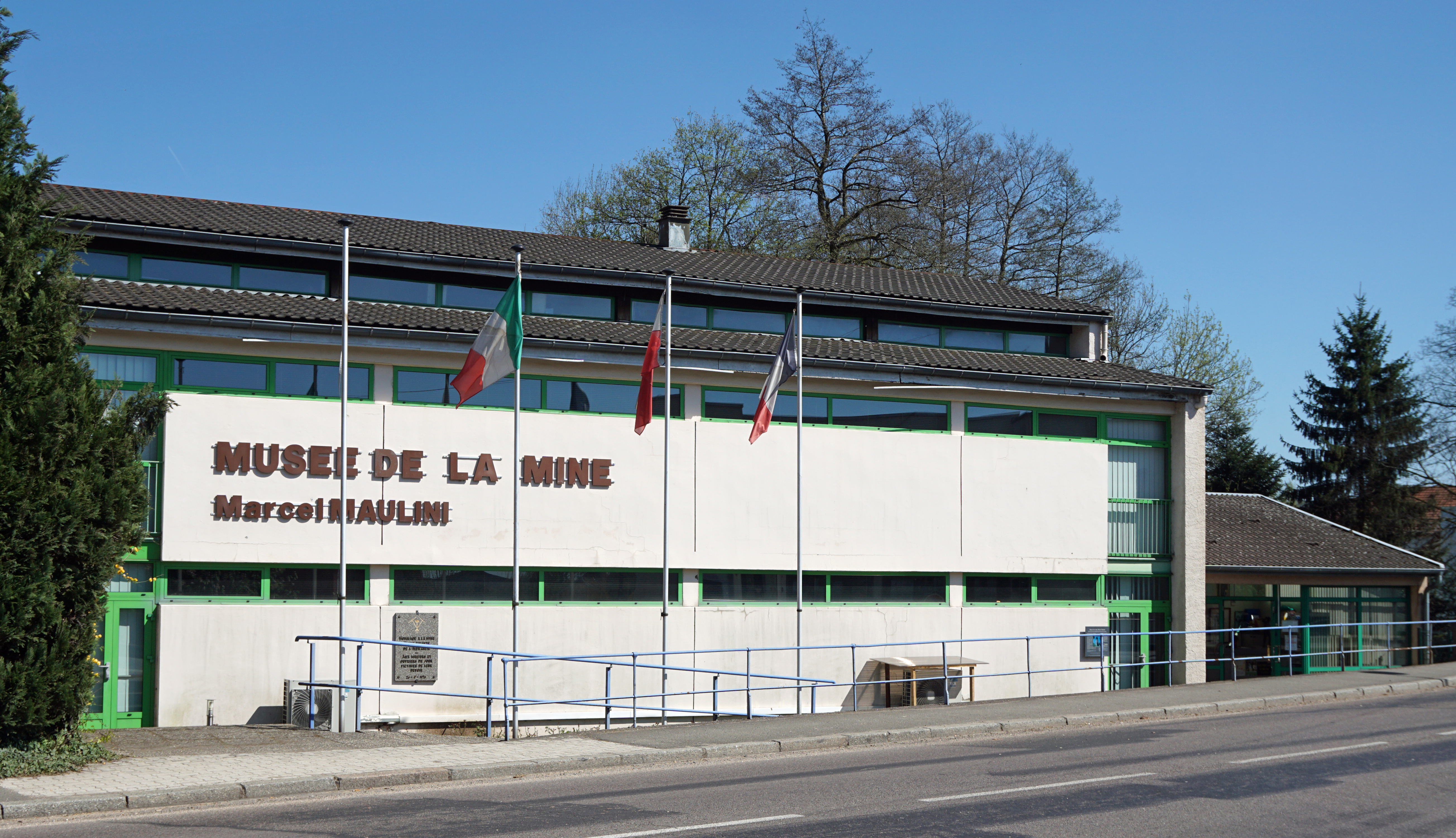
Le musée de la mine Marcel-Maulini.

### Manifestations culturelles et festivités
La vie locale est animée par de nombreuses associations et diverses manifestations notamment l'APACH (association pour l'animation du centre et des hameaux) qui propose de multiples activités culturelles : des cours de polonais et d'italien des ateliers de couture, des cours de danse de salon et d'arts plastiques, le balisage des sentiers de randonnée et d'autres activités. Cette association, comme la plupart des associations de la commune, était très dynamique dans les années 1990 mais voit son nombre d'adhérents baisser au cours des années 2000, notamment par le manque d’engagement des jeunes générations et le fait que la commune devient une ville-dortoir avec de nouveaux habitants venus des villes à la recherche de tranquillité.
Les associations de Ronchamp sont chapeautées par le comité des fêtes et du jumelage qui gère notamment le matériel commun aux associations. Ce comité, qui réunit notamment les présidents des autres associations, organise des événements en faisant appel aux diverses associations et soutient lui-même les manifestations organisées par les petites associations par le prêt de matériel. Cette association a été créée en 1953 lors des fêtes de la « Renaissance » ayant accompagné la reconstruction de Ronchamp après la Seconde Guerre mondiale, elle s'est ensuite impliqué dans l'organisation de « Rétrofolies » puis dans le jumelage avec Sułkowice.
Les « Rétrofolies » sont des rassemblements de voitures anciennes de collection organisés à Ronchamp entre la fin des années 1980 et l'an 2000,. Cette manifestation est relancée en 2016 avec 150 véhicules,.
Dans le cadre de la politique de développement culturel du parc naturel régional des Ballons des Vosges, un spectacle de danse contemporaine est créé à Ronchamp par le comité des fêtes pour rendre hommage aux anciens mineurs polonais et célébrer le jumelage avec Sułkowice. Le spectacle, intitulé Swiatlo, litt. « lumière » en polonais, est joué à l'occasion des Journées européennes du patrimoine, en septembre 2004 par une troupe de trois musiciens et quatre danseurs de Belfort. En 2005, le spectacle est interprété dans deux autres communes du parc naturel : Giromagny et Gérardmer. Il est également joué en Chine.
Depuis la création de la communauté de communes Rahin et Chérimont en 2003, des rapprochements sont faits entre les comités des fêtes et les associations de Ronchamp et de Champagney (principale commune limitrophe) en organisant des manifestations sur le territoire des deux communes, par adhésions d’habitants des deux agglomérations et par la fusion de plusieurs clubs sportifs.
Tous les ans, le premier dimanche d'octobre, la municipalité et une vingtaine d'associations rendent ensemble hommage à la pomme de terre en organisant la foire « Ronchamp a la patate ». Créée en octobre 2000, la manifestation se tient sur la place du marché et met en valeur le tubercule cultivé dans la Haute-Saône au travers de produits issus de la cuisine du terroir et de savoir-faire locaux. Un chapitre est organisé par la confrérie de la patate un an sur deux le quatrième dimanche d'octobre,,. L'édition 2013 a accueilli plus de 2 500 visiteurs.
L'amicale des Houillères est créée en octobre 1976 à l’initiative de Marcel Maulini pour conserver le patrimoine social et culturel issu de la mine (notamment la fête de la sainte Barbe),.

### Ronchamp dans les arts et la culture
La chapelle Notre-Dame du Haut est une œuvre architecturale dont l'image est apparue sur différents supports artistiques et culturels. Elle figure notamment sur un timbre postal émis en février 1964, et a brièvement servi de cadre au tournage du film britannique Trance de Danny Boyle, sorti en 2013.

### Personnalités liées à Ronchamp
De nombreuses personnalités célèbres sont liées à la commune. Parmi les plus importantes :

#### Personnalités politiques
- Paul Strauss (1852-1942), journaliste et homme politique, né à Ronchamp[203] ;
- Ludovic-Oscar Frossard (1889-1946), personnalité politique d'envergure nationale, secrétaire général de la SFIO, secrétaire général de la SFIC puis de nouveau membre de la SFIO, sept fois ministre, il finit sa carrière en soutenant le régime de Vichy[106], maire de Ronchamp de 1932 à 1944 ;
- Alfred Clerget (1910-1995), homme politique, né à Ronchamp[203] ;
- Henri Darras (1919-1981), homme politique, né à Ronchamp[203] ;
- Auguste Lalance (1830-1920), industriel et homme politique né à Ronchamp[203] ;

#### Personnalités liées aux houillères
- Arthur de Buyer (1812-1903), président du conseil d'administration des houillères de Ronchamp de 1876 à 1900 ;
- Léon Poussigue (1859-1941), directeur des mines de Ronchamp (1891-1919), créateur du puits Arthur-de-Buyer ;

#### Autres personnalités
- Édouard Candlot (1858-1922), chimiste du ciment, né à Ronchamp[204] ;
- Le Corbusier (1887-1965), de son vrai nom Charles-Édouard Jeanneret-Gris, architecte, urbaniste, décorateur, peintre, sculpteur et homme de lettres, architecte de la chapelle Notre-Dame du Haut située sur le territoire de la commune ;
- Joseph Bakos (1902-1944), Compagnon de la Libération, mort pour la France à Ronchamp le 26 octobre 1944[205] ;
- François Mathey (1917-1993), conservateur en chef au musée des arts décoratifs de Paris, né à Ronchamp[206] ;
- Paul Poggionovo (1924-1944), résistant, mort au combat à Ronchamp le 29 septembre 1944[207].

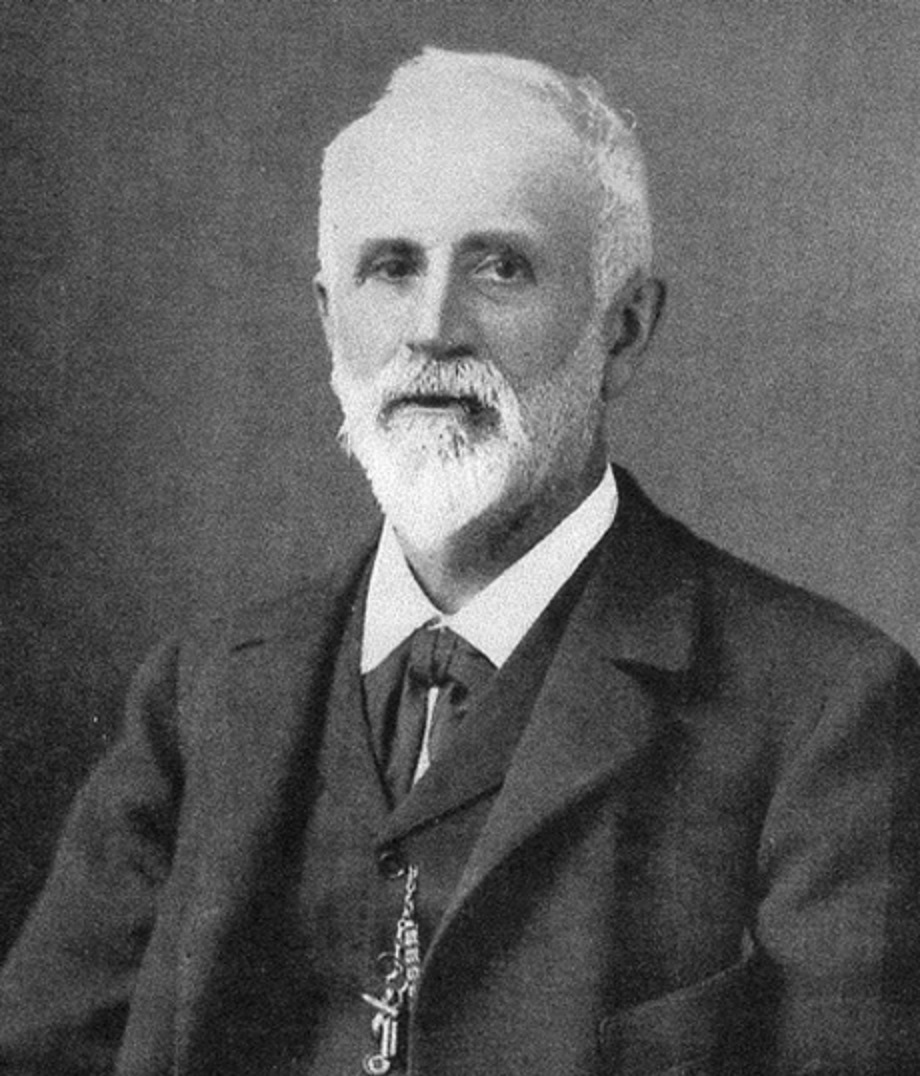
Auguste Lalance.
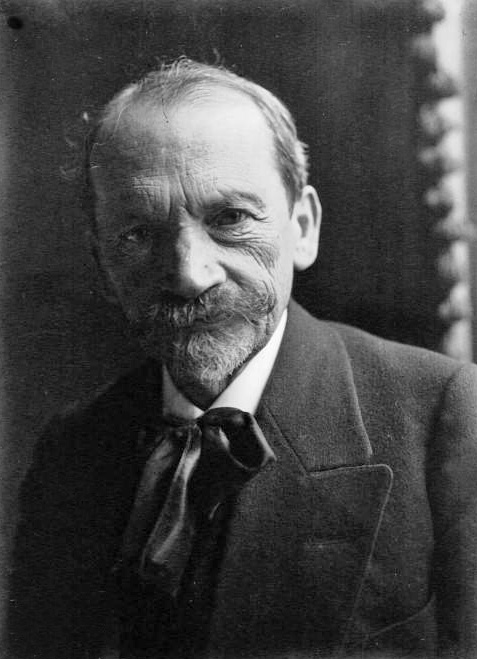
Paul Strauss.
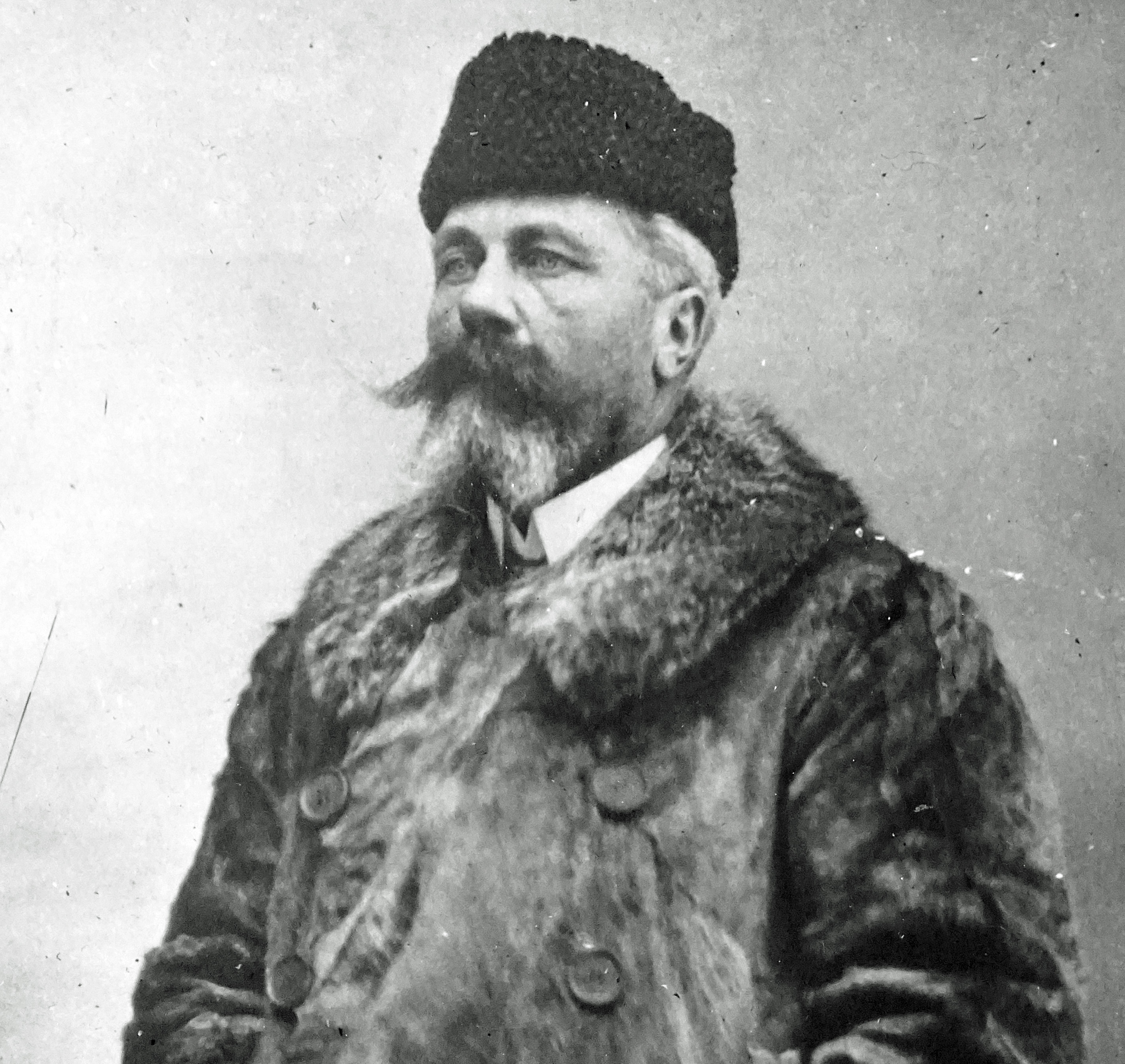
Léon Poussigue.
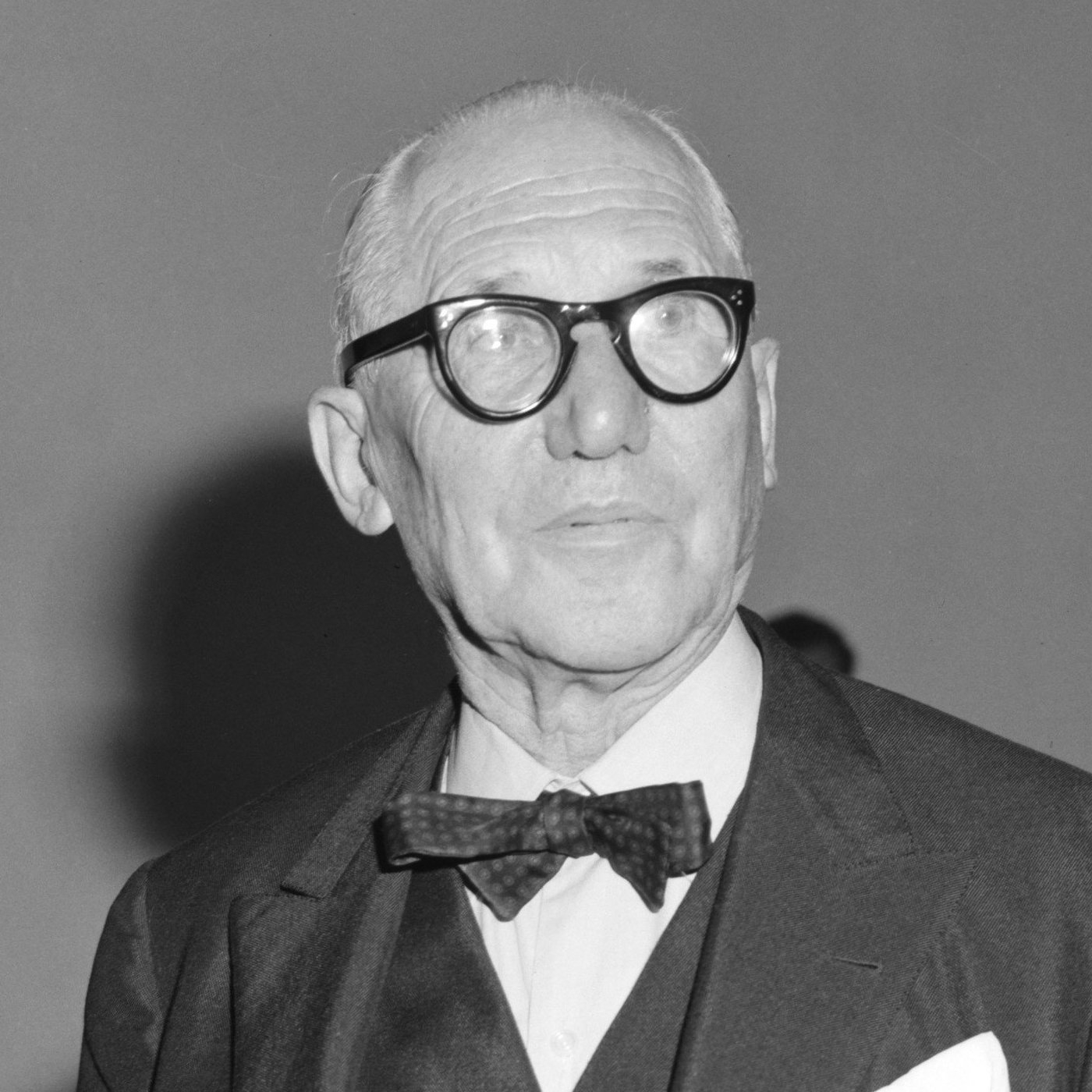
Le Corbusier.
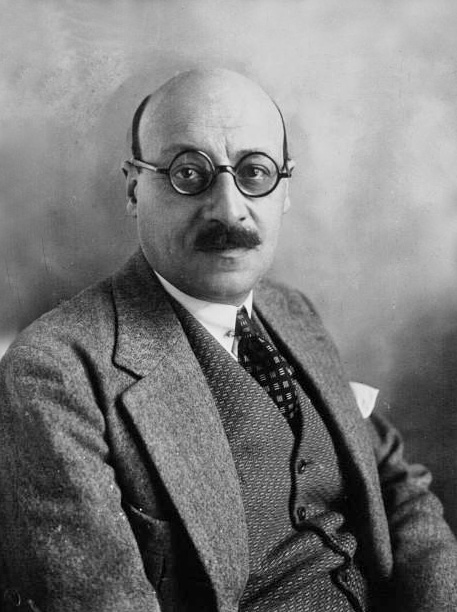
Ludovic-Oscar Frossard.
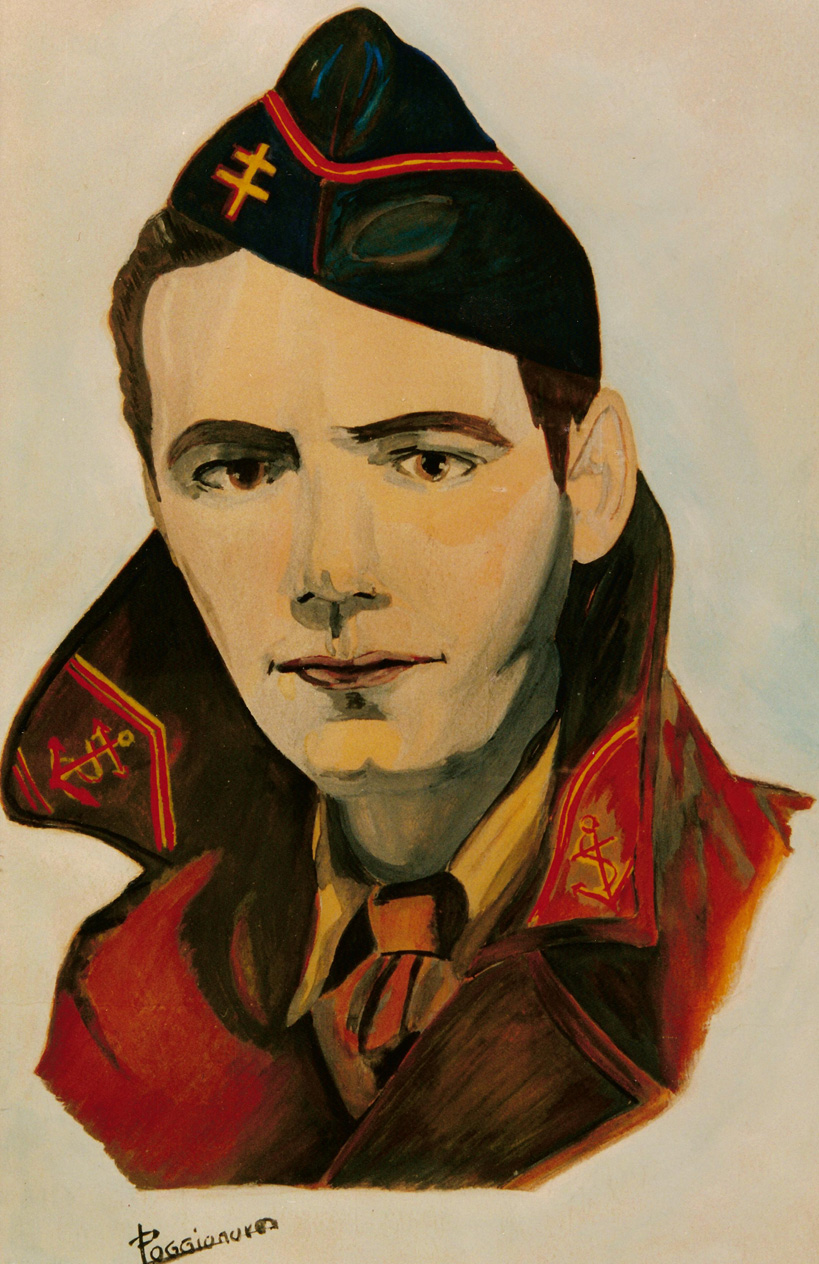
Paul Poggionovo.

### Devise et héraldique
|  | Les armes de Ronchamp se blasonnent ainsi : d'or à rune et annelet de gueules,. La devise de la commune est : Panta Rhei, une citation du philosophe grec Héraclite dont la traduction est : « tout coule, tout évolue »,. |